# Storia del femminismo

Uno dei vari simboli collegati al femminismo: il pugno chiuso nel simbolo di Venere.

La storia del femminismo è la narrazione cronologica degli eventi riconducibili ai movimenti e alle ideologie rivolti al miglioramento della condizione femminile, ai diritti delle donne e all'uguaglianza di genere. Mentre le femministe in tutto il mondo si sono differenziate in cause, obiettivi e intenzioni a seconda del tempo, della cultura e del Paese di riferimento, la maggior parte degli storici del femminismo occidentale affermano che la totalità dei movimenti che operano per far ottenere pari diritti per le donne vanno considerati come movimenti femministi, anche quando non applicano il termine a se stessi.
Altri storici limitano il termine al movimento femminista moderno, alla sua progenie e ai suoi seguaci e utilizzano invece l'etichetta di protofemminismo per descrivere i movimenti precedenti.
La storia femminista moderna occidentale viene suddivisa in tre periodi (o "ondate") temporali ben precisi, ognuno con obiettivi leggermente diversi, fondati sul progresso femminile verificatosi precedentemente.
La prima ondata femminista del XIX e della prima metà del XX secolo si concentra eminentemente sul ribaltamento delle disuguaglianze legali, in particolare sul suffragio femminile; le rivendicazioni principali riguardano, oltre al diritto di voto, il diritto al lavoro in condizioni sostenibili e l'istruzione femminile per donne e bambine.
La seconda ondata femminista (1960-1980) ha ampliato il dibattito per includervi anche le disuguaglianze culturali, la disparità ancora esistenti nelle norme legali e il ruolo di genere delle donne all'interno della società. 
La terza ondata (anni 1990-2000) si riferisce a diversi filoni di attività femminista; viene inteso come una continuazione della "seconda ondata" e una risposta alla percezione dei suoi fallimenti da parte di alcune femministe.
Anche se il costrutto delle "ondate" è stato usato comunemente per descrivere la storia del femminismo, il concetto è stato sottoposto a critiche per il suo ignorare e cancellare la storia intercorrente tra le diverse "ondate", scegliendo invece di concentrarsi esclusivamente solo su alcune figure famose e sugli eventi maggiormente popolari.

## Origine del termine

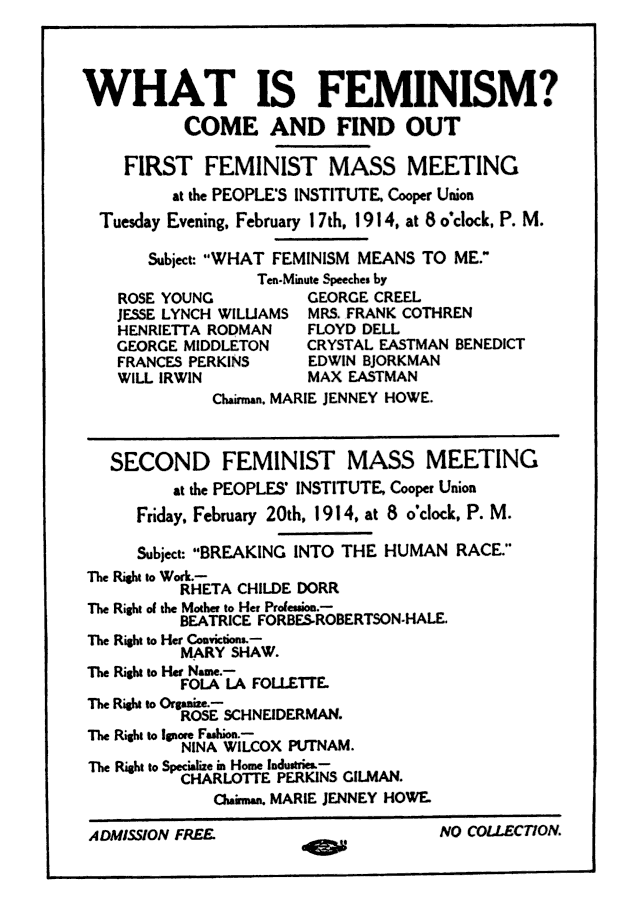
Volantino statunitense del 1914 intitolato "Cos'è il femminismo?"

L'invenzione della parola "femminismo" viene spesso attribuita al filosofo francese Charles Fourier (1772-1837) il quale ispirò la fondazione delle prime comunità del socialismo utopico; tuttavia, anche se attraverso i suoi scritti egli si dimostra un sostenitore della libertà e dell'egualitarismo delle donne, il termine non compare mai all'interno dei suoi scritti.
La parola venne creata solo intorno al 1870 dalla comunità medica per descrivere i maschi il cui sviluppo della virilità risultava essere ridotto, ossia coloro i quali risultassero in una condizione di effeminatezza; Alexandre Dumas l'utilizzò per la prima volta nel suo libro intitolato L'Homme-femme nel 1872: "Le femministe, passami questo neologismo, dichiarano che tutto il male viene dal non riconoscere che la donna è alla pari dell'uomo e che pertanto gli dovrebbe essere data la stessa formazione e gli stessi diritti degli uomini".
Un po' più tardi, negli scritti di Hubertine Auclert nel 1882, si definisce il femminismo in un più ampio senso positivo in quanto esso rappresenta la lotta per migliorare la condizione femminile. Il termine venne definitivamente reso popolare dalla stampa in occasione di un congresso "femminista" svoltosi a Parigi nel maggio 1892 per opera di Eugénie Potonié-Pierre.
Comparve successivamente nei Paesi Bassi in una lettera aperta di Mina Kruseman rivolta proprio a Dumas figlio, in Gran Bretagna nel 1894 e negli Stati Uniti d'America nel 1904.
Infine in un'opera in due volumi dal titolo Le Féminisme français (1902) Charles Turgeon distingue ben tre tipi di femminismo: quello rivoluzionario facente capo alla sinistra politica e all'anarco-femminismo, quello di marca cattolica e infine quello indipendente entro cui viene compreso anche il femminismo che si può ricondurre al protestantesimo.

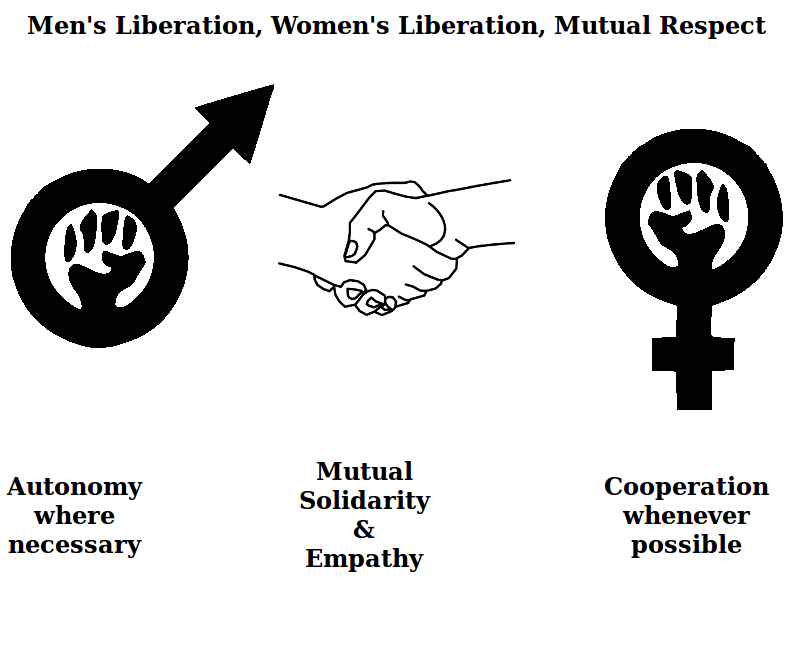
Simbolo di mutuo rispetto e assistenza reciproca tra maschi e femmine.

Entro il 1910 negli Stati Uniti il termine comprende due idee dominanti, l'emancipazione delle donne sia come esseri umani sia come esseri sessuati.

## Protofemminismo
Persone ed attivisti che discutono o promuovono l'uguaglianza femminile prima dell'esistenza del movimento femminista sono talvolta etichettati come esponenti "protofemministe"; alcuni studiosi, tuttavia, criticano l'uso di questo termine. Alcuni sostengono che esso diminuisca l'importanza dei contributi precedenti, mentre d'altronde altri sostengono invece che il femminismo non possiede una sua storia unica e lineare come viene invece reso implicito da termini quali "protofemminismo" o postfemminismo.

All'incirca 24 secoli fa uno dei massimi esponenti della filosofia greca, Platone, secondo l'ipotesi espressa dall'autrice Elaine Hoffman Baruch, "[ha sostenuto] la totale parità politica e sessuale delle donne, sostenendo che esse fossero membri della sua classe più alta, [cioè di] ... coloro che governano e combattono".
(Michel de Montaigne, Saggi, III, 114)

### Rinascimento e Umanesimo

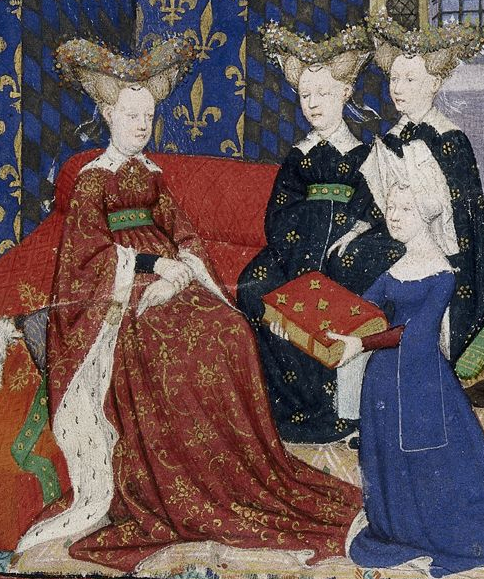
Christine de Pizan presenta il suo libro alla regina Isabella di Baviera (1410-14 circa).

La scrittrice francese Christine de Pizan (1364-1430 circa), autrice dell'opera La città delle signore (La Cité des dames, 1405) e dell'Epître au Dieu d'Amour ("Epistola al Dio dell'Amore") viene citata da Simone de Beauvoir per essere stata la prima donna a denunciare la misoginia e a scrivere sulle relazioni tra i sessi.
Altri precoci scrittori femministi includono l'esperto di alchimia e astrologia tedesco Agrippa von Nettesheim (1486-1535) e Moderata Fonte (1555-1592) (autrice di Le Mérite des femmes, pubblicato nel 1600), che lavorarono durante il XVI secolo;
- gli scrittori del XVII secolo Hannah Woolley (1622- 1675 circa) nel Regno d'Inghilterra[34],
- la monaca e poetessa messicana Juana Inés de la Cruz (1648 o 51-1695)[35],
- la francese Marie de Gournay (1565-1645, la nipote di Montaigne),
- la statunitense Anne Bradstreet (1612-1672)
- e il filosofo francese François Poullain de La Barre (1647-1726)[33] sono tutti considerati come esponenti del protofemminismo[36]. Una delle più importanti scrittrici femministe del XVII secolo in lingua inglese fu la saggista e drammaturga Margaret Cavendish (1623-1673), duchessa di Newcastle-upon-Tyne[37][38][39].

Tutti questi autori chiesero soprattutto per le donne lo stesso diritto all'istruzione, ma i progressi in questo settore furono lenti e limitati dal momento che all'epoca si insegnava loro soltanto il Catechismo e nella migliore delle ipotesi la lettura piuttosto che la scrittura.

### Difesa teologica delle donne

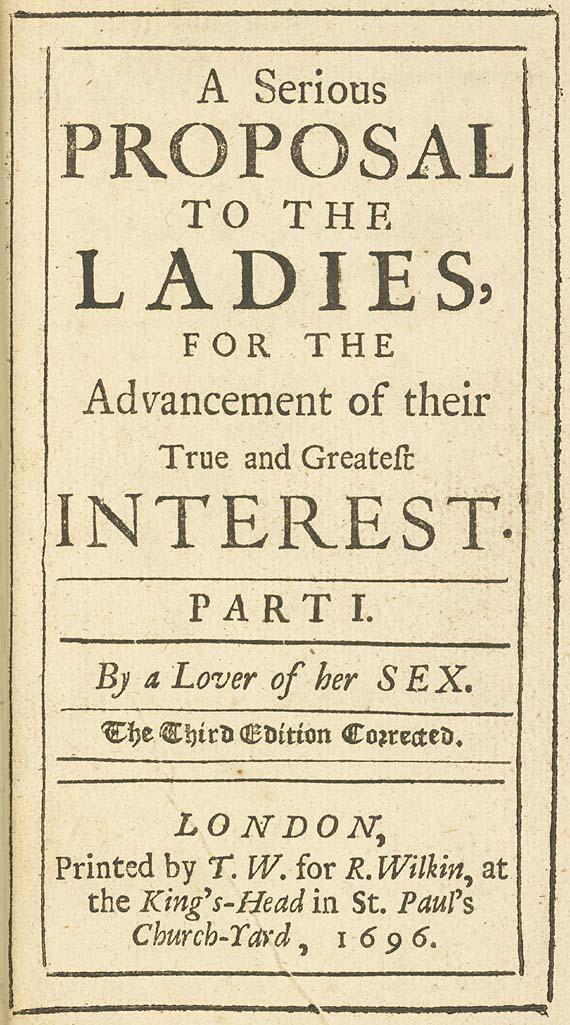
Una delle opere di Mary Astell.

L'inglese Mary Astell (1666-1731) fu una di quelle donne che, seppur inserite nel sistema sociale della storia moderna, si eressero contro la "dominazione maschile" rappresentata dal patriarcato. Opponendosi a John Locke il quale sostenne un sistema politico basato sulle libertà individuali, ma escludendovi le donne (pur schierandosi contro i maltrattamenti subiti dalle donne), Astell riuscì a dimostrare che l'affermazione dell'inferiorità femminile è filosoficamente insostenibile.
Tuttavia, nella filosofia di Locke, la sottomissione delle donne agli uomini è basata sui testi biblici e in particolare sulla Prima lettera ai Corinzi dell'apostolo Paolo di Tarso, che venne analizzata in Paraphrase and Notes on the first Epistle of St Paul to the Corinthians nel 1706. Astell, che fu anche una teologa, confutò questa tesi sempre facendo riferimento al testo biblico e alla dottrina cristiana sulla morale e non alla filosofia.
La Bibbia, concluse la studiosa, è una guida per l'individuo ma non dovrebbe essere invocata per risolvere i dibattiti filosofici: questa posizione radicale dev'essere inserita nel contesto della Gloriosa rivoluzione (1688-89) britannica e al modo di pensare dopo la Riforma protestante. Filosoficamente, Astell prescrisse qui un'etica e una forma di materialismo: due modi di pensare che si apriranno il campo della riflessione sul tema del ruolo politico e quindi anche sociale delle donne.

## XVIII secolo: l'età dell'Illuminismo
L'epoca dell'Illuminismo fu caratterizzata da un ragionamento intellettuale laico e da una fioritura della scrittura filosofica, oltre che da una messa in discussione dell'ordine costituito.
Nonostante alcuni scritti femministi il XVIII secolo differisce di poco dai precedenti per quanto riguarda la condizione femminile, le donne vengono generalmente considerate ancora come naturalmente inferiori agli uomini; poche cominciarono ad uscire da questo ruolo di genere precostituito e a dedicarsi alla rivolta e alla richiesta di uguaglianza completa.
Anche se la maggioranza dei filosofi di questo periodo misero in atto una critica spietata contro i pregiudizi religiosi, raramente riuscirono ad immaginare una possibile evoluzione della situazione sociale delle donne. Questo si può facilmente constatare sia nell'articolo dedicato alla Donna dell'Encyclopédie (“la donna è la femmina dell'uomo) che nel Dizionario filosofico di Voltaire o nei testi di Jean-Jacques Rousseau. In effetti nel suo Emilio o dell'educazione (1862) il filosofo ginevrino "vagamente sembra sostenere che i sessi sono uguali e che i loro compiti sono gli stessi, ma tutto ciò si perde in declamazioni vane".

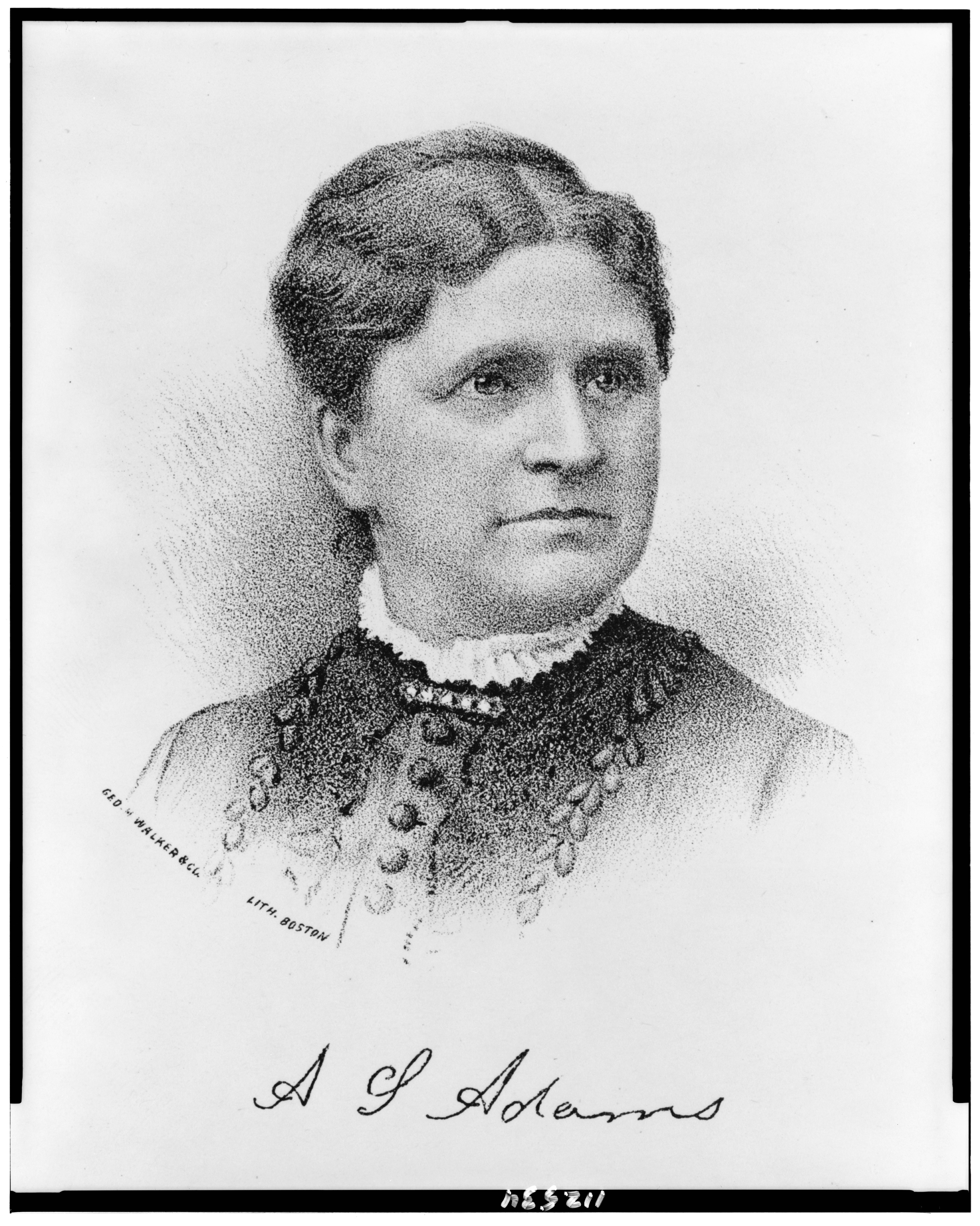
Litografia di Abigail Adams (1900 circa).

Non mancarono pensatrici che teorizzarono la parità, come Olympe de Gouges e Mary Wollstonecraft.
Alcuni filosofi di quel tempo si spesero nella difesa dei diritti naturali e civili delle donne, tra cui Jeremy Bentham (con An Introduction to the Principles of Morals and Legislation 1781, ma pubblicato nel 1789), il marchese Nicolas de Condorcet (con De l'admission des femmes au droit de cité, 1790) e, forse, soprattutto, grazie a Mary Wollstonecraft (con la sua Rivendicazione dei diritti della donna, 1792).
Altre importanti scrittrici del tempo che espressero idee femministe comprendono Abigail Adams (1744-1818, la moglie del 2º presidente degli Stati Uniti d'America John Adams), Catharine Macaulay (1731-1791)
, e la poetessa svedese Hedvig Charlotta Nordenflycht (1718-1763).

### Jeremy Bentham

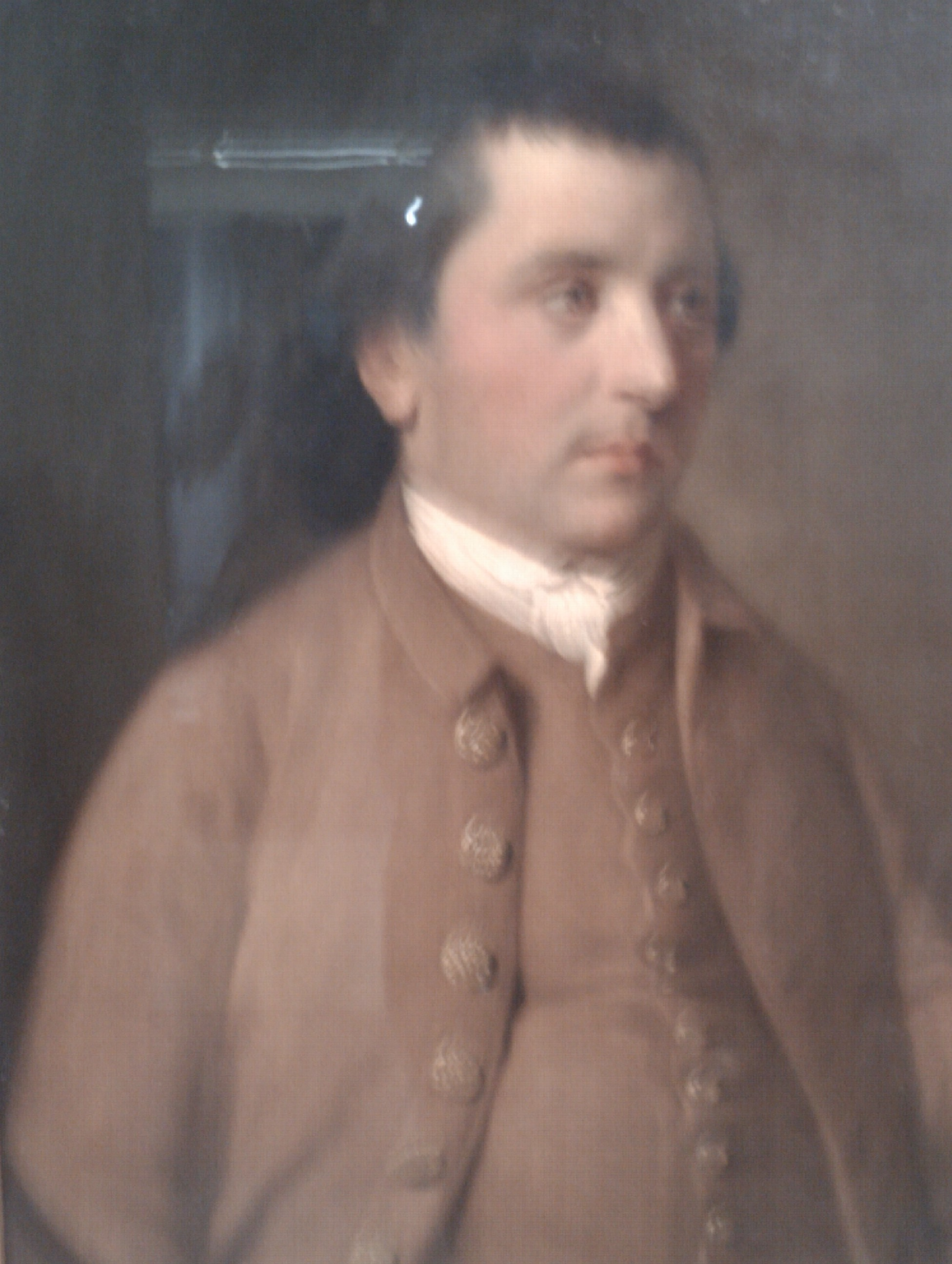
Il pensatore inglese Jeremy Bentham si schierò apertamente a favore della parità tra uomini e donne.

Il pensatore inglese dell'utilitarismo e del liberalismo classico Jeremy Bentham (1747 o 48-1832) affermò che fu la visione della collocazione delle donne in una posizione legalmente inferiore che gli fece scegliere la carriera del riformismo sociale all'età di 11 anni.
Bentham parlò assai presto molto chiaramente a favore di una completa uguaglianza tra i sessi, incluso il diritto di voto e di partecipazione al governo nazionale. Si oppose inoltre agli standard sessuali asimmetrici esistenti tra uomini e donne.
Nella sua Introduzione ai principi morali e della legislazione Bentham condannò fortemente la pratica comune di molti paesi a negare i diritti delle donne a causa dell'asserzione che le loro menti avessero un'innata capacità inferiore; Bentham diede molti esempi storici di donne potenti e rispettate.

### Wollstonecraft e laRivendicazione

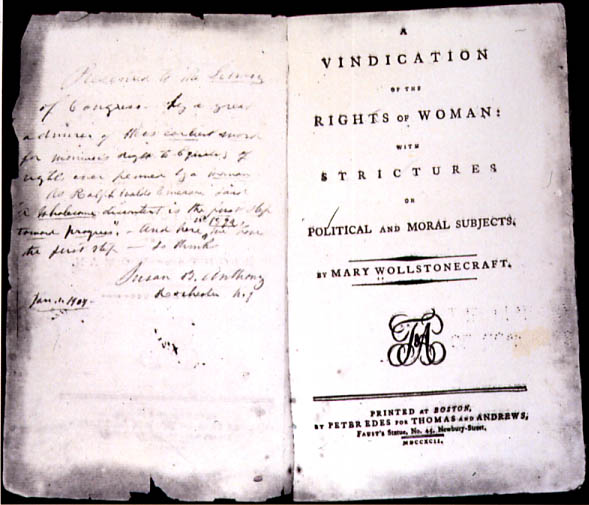
Prima pagina della Rivendicazione dei diritti della donna (1792) di Mary Wollstonecraft.

Forse la scrittrice femminista maggiormente citata del tempo fu Mary Wollstonecraft (1759-1797, la madre di Mary Shelley), spesso caratterizzata per essere stata la prima autentica filosofa femminista.
La sua Rivendicazione dei diritti della donna è una delle prime opere che si possono definire inequivocabilmente femministe, anche se per gli standard moderni il confronto tra donne e nobiltà, l'élite della società civile (le donne viste come coccolate, fragili e intellettualmente in pericolo costante di caduta morale), può in un primo momento sembrare un argomento assai datato.
Wollstonecraft identificò nella mancata educazione e in particolare dell'istruzione femminile come la produttrice primaria delle loro limitate aspettative, tutte basate su di un'immagine di sé legata a doppio filo dalle prospettive più tipicamente maschili. Nonostante le sue percepite inconsistenze (la critica Miriam Brody riferisce di "due Wollstonecraft"), riflettente problemi che non avevano risposte facili, questo testo rimane una pietra miliare del pensiero femminista.
Wollstonecraft credette che entrambi i generi avessero contribuito all'instaurarsi della disuguaglianza. Considerò il considerevole potere che le donne potevano esercitare sugli uomini come una cosa quasi scontata e stabilì che per entrambi sarebbe stata richiesta un'istruzione adeguata per garantire i necessari cambiamenti negli atteggiamenti sociali. Data la sua umile origine e la scarsa educazione i risultati personali ottenuti rivelano una grande determinazione.
Wollstonecraft si attirò la derisione di Samuel Johnson, che descrisse lei e tutte quelle della sua stessa razza come delle "Amazzoni della penna". Sulla base del suo rapporto con la diarista e salottiera Hester Lynch Piozzi Johnson ebbe a lamentarsi dell'invasione delle donne di un territorio maschile di scrittura e non della loro intelligenza o istruzione. Per molti commentatori Wollstonecraft rappresenta la prima codificazione del femminismo egualitario, ovvero di un rifiuto ad un ruolo di genere femminile predeterminato all'interno della società.

### Periodo rivoluzionario in Francia
La rivoluzione francese fu un periodo in cui i diritti delle donne divennero oggetto di molte discussioni. Alla convocazione degli Stati generali le donne nobili e le religiose poterono essere rappresentati solo attraverso l'ordine di appartenenza. Per quanto riguarda le donne del popolo, da quanto si può dedurre dalla lettura dei Cahiers de doléances (registri di lamentele), chiesero il miglioramento della propria condizione e reclamarono il diritto di avere un'adeguata istruzione. Una di loro scrisse: "Abbiamo chiesto di essere informate, di avere posti di lavoro, non per usurpare l'autorità degli uomini, ma per essere maggiormente stimate".

#### Marchese de Condorcet

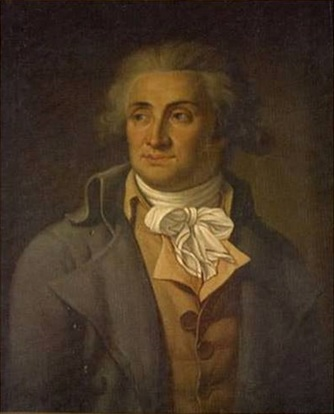
Il marchese Nicolas de Condorcet si spese all'interno del governo rivoluzionario per far concedere uguali diritti civili alle donne; era inoltre un sostenitore dell'abolizione della schiavitù.

Nicolas de Condorcet (1743-1794) fu un matematico e un politico liberale classico; favorevole alla repubblica e ammiratore di Voltaire, condusse principalmente la campagna anticlericale avviata dalla rivoluzione francese. Egli fu anche uno strenuo difensore dei diritti umani, tra cui l'uguaglianza delle donne e l'abolizione della schiavitù, cose assai insolite per il 1780 europeo.
Già nel 1787 affermò nelle sue Lettres d’un bourgeois de New Haven à un citoyen de Virginie il diritto all'uguaglianza tra donne e uomini; inoltre sostenne il suffragio femminile dall'interno del nuovo governo rivoluzionario nel 1790 e con un articolo fatto pubblicare nel Journal de la Société de 1789. intitolato  Sur l'admission des femmes au droit de cité. fatto pubblicare il 3 luglio 1790.

#### Olympe de Gouges e laDichiarazione

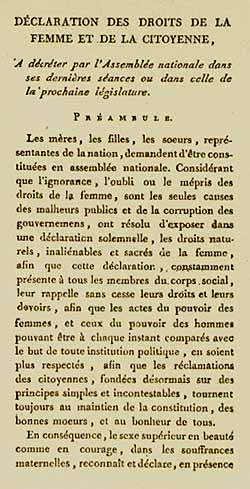
La Dichiarazione dei diritti della donna e della cittadina di Olympe de Gouges.

Dopo il ripetuto, ma fallito, appello rivolto da Condorcet all'Assemblea nazionale costituente nel 1789 e nel 1790 Olympe de Gouges (1748-1793), pioniera del femminismo in Francia - in collaborazione con la "Società degli Amici della Verità" - stilò e pubblicò la Dichiarazione dei diritti della donna e della cittadina nel 1791. Questo rappresentò un motivo ulteriore per il governo rivoluzionario francese di riconoscere i diritti naturali e politici delle donne.
De Gouges scrisse la sua Dichiarazione con la stessa prosa ed enfasi utilizzate per la Dichiarazione dei diritti dell'uomo e del cittadino (1789), quasi simulando l'insuccesso degli uomini ad includere più della metà della popolazione francese entro i confini dell'uguaglianza sociale. La sua perorazione si concluse con la richiesta rivolta a Maria Antonietta, allora ancora regina del regno di Francia, di difendere lo "sfortunato sesso".
Una delle frasi più celebri del libro rimarrà questa: "La donna ha il diritto di salire sul patibolo; dovrebbe anche avere il diritto di montare sulla tribuna". Questo desiderio di possedere gli stessi diritti politici degli uomini, tuttavia, non fu rappresentativo delle aspettative delle donne le quali ancora nella stragrande maggioranza dei casi accettavano ancora la disuguaglianza di fatto esistente tra i sessi.
De Gouges non si interessò soltanto dell'uguaglianza civile, ma prevedeva anche la creazione di istituti di maternità per le donne in cui poter partorire in condizioni migliori, immaginò un sistema di salute materna e infantile e sostenne l'abolizione del matrimonio religioso a favore di un contratto di unione civile o "matrimonio civile". Attraverso i suoi scritti, supportò la rivoluzione francese, ma la sua appartenenza ai Girondini le valse la ghigliottina nel 1793.
Anche se la Dichiarazione non raggiunse nell'immediato gli obiettivi che si era prefissata, pose un precedente nel modo in cui le femministe avrebbero satirizzato i propri governi per i loro fallimenti nel campo dell'uguaglianza civile e che possono essere intravisti in documenti successivi come la Rivendicazione dei diritti della donna (1792) e la Dichiarazione dei sentimenti (1848).

#### Parziali conquiste rivoluzionarie
Diverse leggi promulgate in epoca rivoluzionaria portarono ad un cambiamento dello status delle donne; la Costituzione francese del 1791 all'articolo 7 della parte I il matrimonio venne riconosciuto essere un contratto civile attraverso cui i contraenti effettivamente si assumevano pari condizioni di doveri e diritti. L'uguaglianza nel diritto all'eredità (Decreto dell'8 aprile 1791) e il diritto al divorzio (leggi del 1792) furono precoci e quasi inaspettate vittorie per i fautori dei diritti delle donne. Tuttavia le disposizioni che promuovevano la parità civile delle donne vennero successivamente fatte annullate dal Codice napoleonico del 1804 e il divorzio ridivenne illegale nel 1816 sotto la Restaurazione francese.
La politica imperiale fu la continuazione di quella eseguita nel 1793 dalla Convenzione nazionale che vietò i Club femminili, gruppi associati di donne che si trovavano quasi sempre in prima linea durante le manifestazioni pubbliche, rifiutandosi di concedere i diritti politici alle donne in nome di una concezione che le voleva ancora "intrinsecamente inferiori".

### Primi progressi

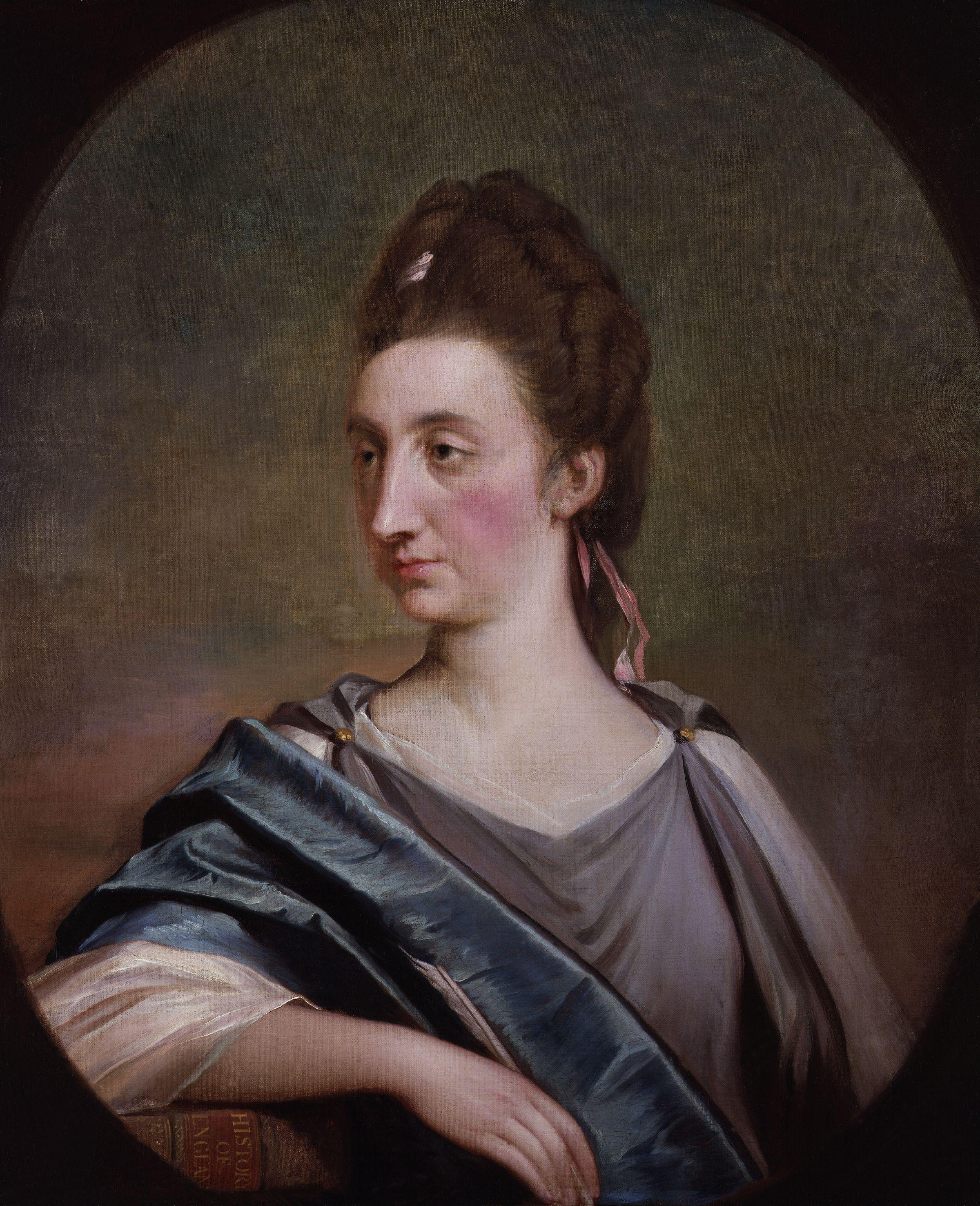
Ritratto della storica britannica Catharine Macaulay, dipinto di Robert Edge Pine (1775 circa).

Nonostante le molte difficoltà e una dura critica, a volte virulenta, nei confronti di quelle donne che ebbero per prime il coraggio di abbandonare il proprio ruolo di genere "naturale" o di lasciare il posto che era loro imposto dalla religione in nome di Dio, un poco alla volta esse cominciarono a far sentire la loro voce. Diversi testi che possono ben essere considerati di protofemminismo vennero pubblicati, come quelli di Catharine Macaulay (1731-1791) che sostennero che la debolezza apparente delle donne era dovuta principalmente alla mancanza di un'adeguata istruzione.
Così, a poco a poco, l'istruzione nel continente europeo e negli Stati Uniti d'America crebbe, soprattutto nelle classi superiori e nel ceto medio della società. Nel corso del XIX secolo nell'impero tedesco Helene Lange (1848-1930) e Bertha Pappenheim (1859-1936) chiederanno una migliore istruzione per le donne e il loro libero accesso nel campo dell'occupazione professionale.
Negli Stati Uniti le donne furono subito in prima linea nella lotta contro la schiavitù negli Stati Uniti d'America e, inoltre, mostrarono che non erano in grado solo di scrivere romanzi o articoli di giornale, ma che potevano anche partecipare alle lotte politiche. Tuttavia il predominio maschile si dimostrò tale che nessuna di loro poté pretendere sul serio di reclamare l'uguaglianza sociale, politica e civile.

## Emancipazione e condizione della donna
Emancipazione - parola guida del XIX secolo - significa "per un gruppo o un individuo, liberarsi da qualsiasi forma di schiavitù: progresso fondamentale per gli afroamericani e i servi della gleba, rivendicazione appassionata per il proletariato, ma paradigma assai più controverso per la donna". La cosiddetta "ragazza emancipata" non gode generalmente di buona reputazione e diventerà presto un aggettivo peggiorativo atto a sottintendere una "possibile leggerezza di costumi in aperto contrasto con le virtù - castità, fedeltà, maternità - su cui si basa la rappresentazione tradizionale della femminilità".

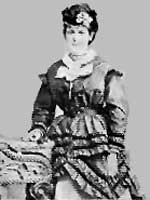
La poetessa statunitense Helen Kendrick Johnson (1844-1917) si oppose fermamente ai diritti delle donne.

Alle donne è sempre toccato il privato e il focolare di cui detengono l'amministrazione, ma pur sempre sotto il diretto controllo maschile: il padre prima e il marito poi, grazie al matrimonio legalmente "indissolubile" mantengono il pieno dominio sulla famiglia, cellula-base della società. La "famiglia" nucleare fondata sul matrimonio eterosessuale, sul patriarcato "di cui è unico capo, responsabile e rappresentante il maschio-padrone".
Solo l'adulterio della sposa viene punito con estrema severità; il marito ha sulla moglie "diritto d'uso" (il "dovere" coniugale), di vigilanza (obbligo di domicilio e controllo della corrispondenza) ed eventualmente di punizione corporale; la donna sposata è un'eterna minorenne che non può lavorare senza la previa autorizzazione del marito e che non ha diritto a percepire alcun salario: tutti i suoi eventuali guadagni appartengono all'uomo.
La donna non è un individuo, il suo solo universo è quello della riproduzione genetica e materiale. La scienza medica dichiara la femminilità unicamente carne e corpo: scheletro fragile, statura modesta, anche strette, utero causa d'isteria, sola colpevole della sterilità, cervello più piccolo dell'uomo, un sistema nervoso costantemente a fior di pelle. Alcuni medici di fine XIX secolo proporranno l'asportazione obbligatoria del clitoride.
Essendo del tutto irresponsabile non è neppure condannabile penalmente; un celebre esperto di ostetricia del tempo, il dottor Pinard, affermerà: "non dovrebbe avere mai mestruazioni. Dovrebbe invero sempre essere incinta o stare allattando".
Nel XIX secolo il fenomeno della prostituzione assunse proporzioni enormi e mai viste prima, fino a diventare un autentico problema d'igiene pubblica (in particolare per quanto riguarda la sifilide); la sua regolamentazione venne definita un "male necessario". Il bordello da una parte con la schedatura, la persecuzione delle clandestine incarcerate in manicomio dall'altra

## Anticipatrici del femminismo nel XIX secolo
Sotto l'influenza del Codice Napoleonico (1804) molte legislazioni europee, all'inizio del XIX secolo, limitarono ancor più i diritti delle donne negli stati europei e in parte del loro codice di diritto nazionale; quello che prima era una realtà abituale, vale a dire la sottomissione naturale della moglie al marito, divenne un atto legalizzato. Questa politica dei reazionari, dopo i timidi progressi compiuti durante la rivoluzione francese, spiega il ripiegamento femminista.
Tuttavia, dai primi anni del XIX secolo, alcuni uomini e donne cominciarono a parlare in pubblico sul tema dei pari diritti, anche se non è ben chiaro quale influenza abbiano avuto sulla coscienza civile. In questi tentativi d'impegno attivo, due forme di femminismo emergeranno e si opporranno: il primo è un movimento egualitario che rivendicò un miglioramento delle condizioni della donne in nome dell'identità umana; il secondo invece sottolineò l'opposizione intrinseca tra uomini e donne e pretese il rispetto dell'unicità delle caratteristiche femminili.

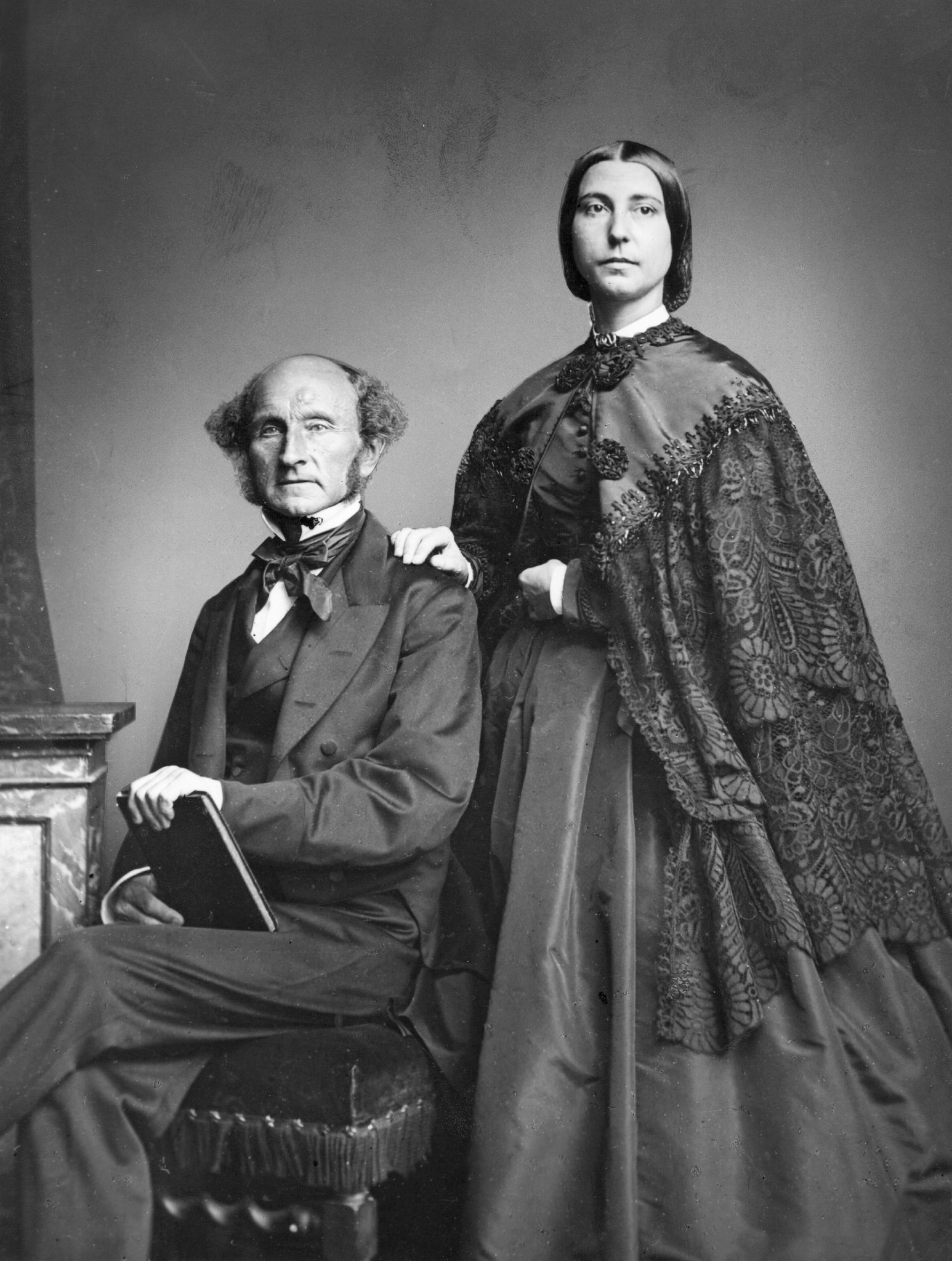
John Stuart Mill assieme alla moglie Harriet Taylor Mill, filosofa ed esponente del primo femminismo liberale.

### Movimento egualitario
I sostenitori di questa corrente sottolineano l'identità dell'uomo e della donna in quanto esseri umani. Da questa identità risulta quindi che la discriminazione nei confronti delle donne sono una violazione dei diritti umani e di come l'uguaglianza di genere deve essere la norma. L'uguaglianza civile e politica è la battaglia principale per coloro che adottano questa posizione.
Tra di loro vi fu anche il filosofo britannico John Stuart Mill, che nel 1869 pubblicò il suo libro Sulla sottomissione delle donne (The Subjection of Women). Questo libro ebbe un grande impatto e venne tradotto in diverse lingue, il che rese di attualità il movimento egualitario a cui faceva riferimento.

### Movimento dualista
In contrasto con il movimento egualitario, il movimento dualista, di cui fu - tra gli altri - uno dei rappresentanti di massimo rilievo Ernest Legouvé (1807-1903), autore di una Histoire morale des femmes (Storia morale delle donne) nel 1849, promosse una visione della società in cui il genere ha un suo ruolo di peso. La donna venne vista soprattutto come madre ed è proprio questa importanza data alla funzione materna che lo portò a reclamare di considerare maggiormente il ruolo svolto dalle donne e di fargli permettere di ricevere un'educazione migliore.

### L'ideale femminile vittoriano

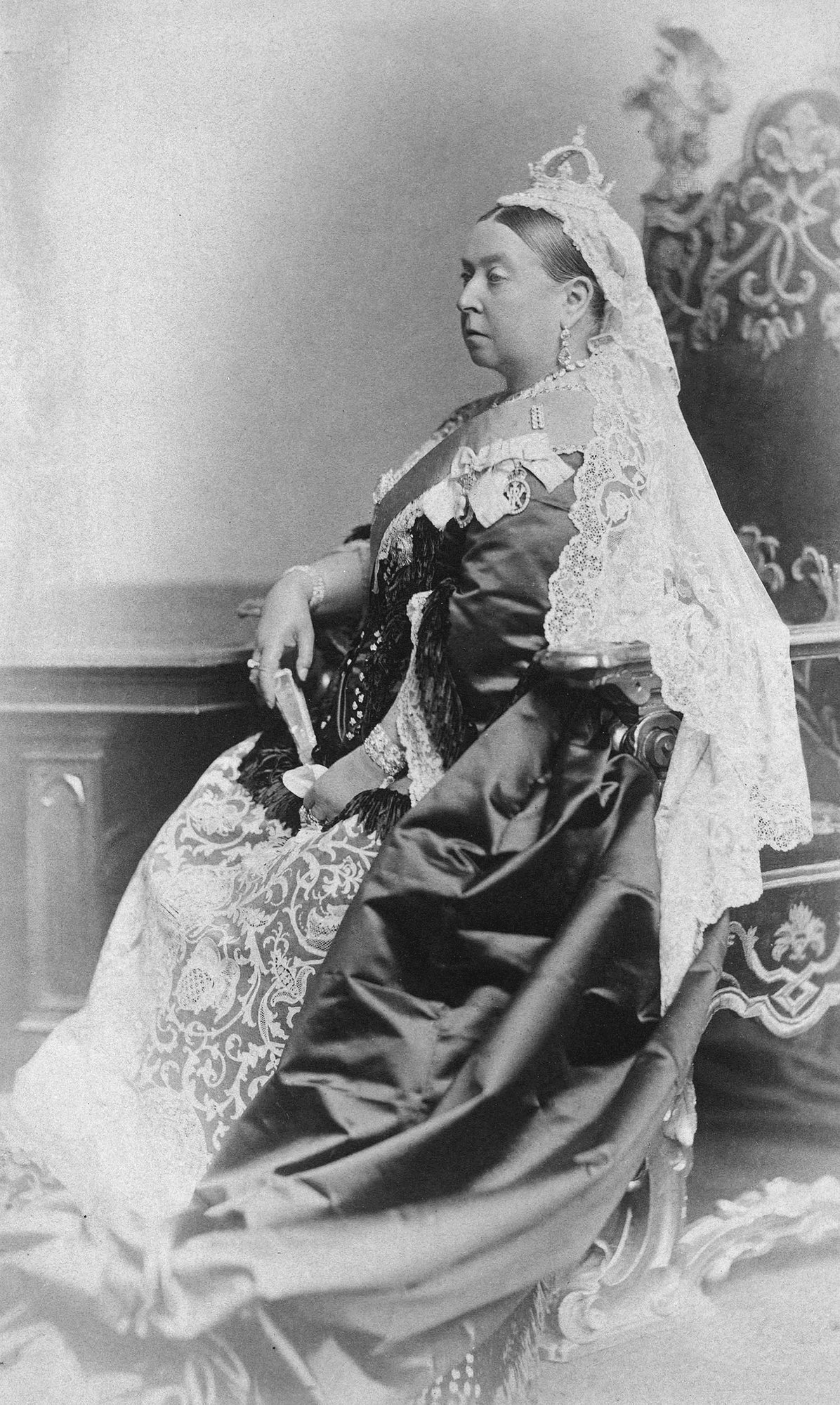
La regina Vittoria del Regno Unito nel 1887. La sovrana disprezzò sempre "la follia pazza e malvagia dei diritti della donna".

Le femministe del XIX secolo reagirono alle iniquità culturali, tra cui la perniciosa e diffusa accettazione dell'immagine da Età vittoriana (1873-1901) del ruolo "corretto" da mantenere in ogni occasione e della "sfera di appartenenza" femminile.
L'ideale vittoriano creò una dicotomia di "sfere nettamente separate" per uomini e donne; ben chiaramente definito nella teoria, anche se non sempre nella realtà dei fatti. All'interno di questa ideologia gli uomini dovevano occupare la sfera pubblica (lo spazio del lavoro salariato e della politica) e le donne la sfera privata (lo spazio riservato alla casa e ai bambini).
Questo ideale femminile, chiamato anche "il culto della domesticità", fu ben rappresentato dai manuali di comportamento vittoriani come il Mrs Beeton's Book of Household Management (Libro di gestione domestica della signora Beeton) di Isabella Beeton (1836-1865) e dai libri dell'esponente del Quaccherismo Sarah Stickney Ellis (1799-1872) di genere letterario "Conduct book" (Libri sulla buona condotta). The Angel in the House (L'Angelo della casa, 1854) e El ångel del hogar, bestseller scritto a due mani dal poeta inglese Coventry Patmore e dalla scrittrice spagnola María del Pilar Sinués sono venuti a simboleggiare l'ideale femminile di stampo vittoriano.
La regina Vittoria del Regno Unito (1819-1901) disprezzò il concetto stesso di femminismo, che descrisse in alcune delle sue lettere private come "la follia pazza e malvagia dei diritti della donna". Le femministe del XIX secolo dovettero reagire quindi non solo contro l'ingiustizia di cui esse stesse erano testimoni, ma anche contro questo clima, sempre più soffocante, imposto dalla società civile.

### Esposizione della condizione femminile nella letteratura
Una delle forme narrative che difese e rappresentò maggiormente la condizione delle donne nelle loro situazioni quotidiane fu il romanzo, in particolare quello inglese. Senza tornare ad Aphra Behn (1640-1689), considerata come esser stata la prima scrittrice professionista, attraverso i romanzi di Jane Austen (1775-1817) viene affrontato il tema della vita limitata delle donne all'inizio del XIX secolo.
Le sorelle Brontë, soprattutto Charlotte Brontë (1816-1855), Anne Brontë (1820-1849), Elizabeth Gaskell (1810-1865) e George Eliot (1819-1880) descrissero la miseria e la frustrazione delle donne. Nel suo romanzo autobiografico intitolato Ruth Hall. A Domestic Tale of the Present Time (1854), la giornalista statunitense Fanny Fern (1811-1872) descrisse la propria lotta condotta per sostenere i suoi figli nella sua qualità di editorialista di quotidiani dopo l'avvenuta morte prematura del marito.

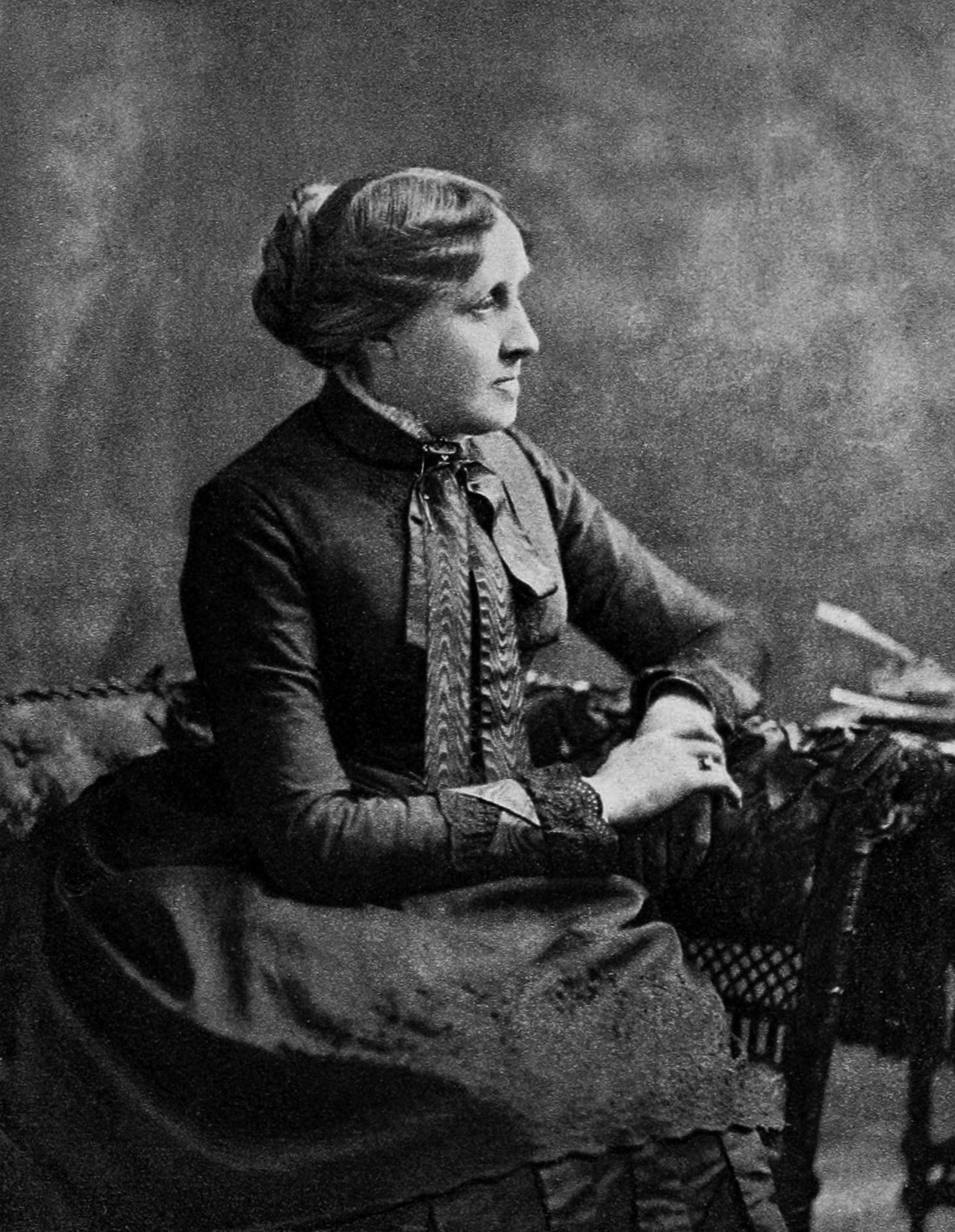
La scrittrice statunitense Louisa May Alcott, famosa soprattutto per Piccole donne, scrisse anche un romanzo fortemente femminista intitolato Un lungo fatale inseguimento d'amore.

Louisa May Alcott (1832-1888) scrisse un romanzo fortemente femminista, Un lungo fatale inseguimento d'amore (1866, ma rimasto inedito fino al 1995 perché considerato troppo audace) che narra i tentativi compiuti da una giovane donna di fuggire dal marito colpevole di bigamia per poter diventare indipendente.
Anche alcuni uomini di lettere riconobbero e testimoniarono le ingiustizie commesse contro le donne. I romanzi di George Meredith (1828-1909), George Gissing (1857-1903) e Thomas Hardy (1840-1928) e le opere drammaturgiche di Henrik Ibsen (1828-1906) non mancarono di descrivere la condizione contemporanea delle donne; un critico più tardi chiamò i drammi di Ibsen "propaganda femminista".
Diana of the Crossways (1885) di Meredith è un resoconto della vita della riformatrice sociale Caroline Norton (1808-1877), il cui divorzio da un marito violento e affetto da alcolismo illustra bene la dipendenza giuridica della donna inglese in quell'epoca.

### Sansimonismo e Owenismo
Nel 1825 William Thompson pubblica il suo Appeal of One Half of the Human Race, Women, Against the Pretensions of the Other, Men (Appello di una metà del genere umano, le donne, contro le pretese degli altri, gli uomini), accreditando l'irlandese Anna Wheeler (1785-1848) come coautrice, la quale fece militanza attiva a favore del suffragio femminile. Durante il suo soggiorno in terra francese Thomson scopri le idee del socialismo utopistico di Henri de Saint-Simon (1760-1825), ideatore del sansimonismo.
Negli anni tra il 1820 e il 1840 il femminismo si adattò alle esigenze dei socialisti utopisti come Saint-Simon; infatti questi, nella loro critica della società borghese, vi mantennero un posto speciale e duraturo, soprattutto per la loro presentazione delle donne nel contesto del matrimonio, che poi divenne oggetto di critiche significative. Qui tuttavia l'uguaglianza richiesta è associata con un discorso che evidenzia la donna, presentata come moralmente superiore per natura.

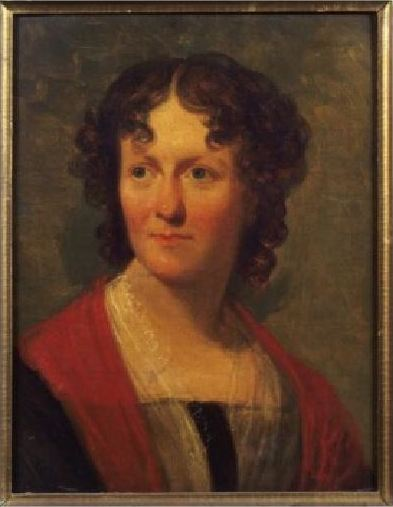
Frances Wright in un ritratto di Henry Inman (1824).

Accanto a Thompson vi fu Richard Owen (1804-1892) il quale organizzò numerosi convegni e seguì l'opera delle femministe come la scozzese Frances Wright (1795-1852), che difese in particolar modo il controllo delle nascite (una qualche forma di contraccezione attiva) e l'istruzione femminile. Questo circolo owenista si sviluppò presto e vari gruppi del primo socialismo si basarono su di esso.
Altri, come le donne appartenenti al cartismo, organizzarono incontri, mentre in teoria le donne del Regno Unito continuarono a non avere il diritto di libertà di parola. I sansimoniani, per essere ascoltati, scelsero invece la voce della carta stampata. Nel luglio 1832 La Femme libre viene presto seguito da La Tribune des femmes. In questo primo giornale femminista solo le donne lo firmavano utilizzando il loro proprio nome, scrivendo articoli che non si limitarono però alle questioni di genere.

### Marion Reid e Caroline Norton
All'inizio del XIX secolo le voci femministe dissenzienti ebbero poca o nessuna influenza sociale. Non vi fu il benché minimo piccolo segno di cambiamento nell'ordine politico e sociale né alcuna prova dell'esistenza di un qualche movimento femminista riconoscibile. Le preoccupazioni collettive cominciarono a crescere e fondersi insieme entro la fine del secolo, in parallelo ad un modello morale sociale più rigido e ad un codice di condotta che la scozzese Marion Kirkland Reid (1815-1902) descrisse come confinante e repressivo per le donne.
Mentre l'accento posto sempre di più sulla virtù femminile in parte stimolò l'avviarsi di un primo movimento femminista, le tensioni che questo ruolo forzoso causarono alle donne afflissero molte femministe del XIX secolo con vari dubbi e preoccupazioni, alimentando al contempo opinioni contrastanti.
In Scozia Read fece pubblicare A Plea for Woman nel 1843, che ebbe una vesta risonanza a causa della sua proposta di un'agenda occidentale transatlantica per i diritti delle donne, incluso il suffragio femminile.

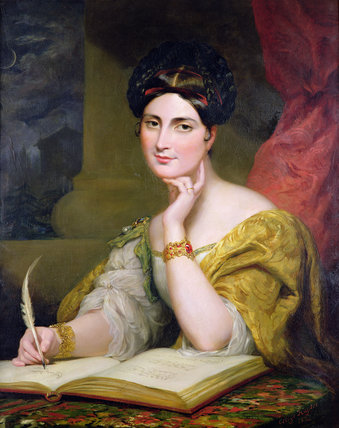
L'autrice inglese Caroline Norton - qui ritratta da George Hayter - si occupò attivamente della condizione femminile nel suo tempo.

Caroline Norton (1808-1877) fece di tutto per sostenere i cambiamenti nel diritto britannico (common law); scoprì così una totale mancanza di diritti legali per le donne dopo il loro ingresso in un matrimonio risultante abusivo. La pubblicità generata dal suo appello rivolto direttamente alla regina Vittoria del Regno Unito e il relativo attivismo contribuirono a far modificare in parte le leggi inglesi verso un riconoscimento e l'accoglienza dei diritti delle donne sposate, ad esempio nelle questioni relative alla custodia dei figli.

### Florence Nightingale e Frances Power Cobbe
Mentre molte donne, tra cui Norton, furono prudenti nei confronti dei movimenti organizzati, le loro azioni e parole spesso motivarono e ispirarono tali movimenti.

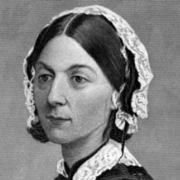
L'inglese Florence Nightingale nel 1873; fu la fondatrice della moderna assistenza infermieristica.

Tra queste vi fu anche la britannica Florence Nightingale (1820-1910) la cui convinzione era che le donne avessero tutto il potenziale degli uomini ma ancora nessuna delle loro opportunità; ella condusse la carriera infermieristica con successo.
All'epoca le sue virtù femminili furono enfatizzate per la sua ingegnosità, un esempio di pregiudizio sistemico contro la riconoscenza della realizzazione femminile nella metà del XIX secolo.
A causa delle loro diverse posizioni politiche le femministe non erano sempre favorevoli agli sforzi compiuti dalle altre. La britannica Harriet Martineau (1802-1876), teorica sociale e prima donna studiosa di sociologia, e altre respinsero i contributi apportati da Mary Wollstonecraft come pericolosi; deplorarono inoltre la "candidezza" di Norton, ma s'impadronirono altresì della campagna per l'abolizionismo che Martineau aveva testimoniato nel corso di una sua visita compiuto negli Stati Uniti d'America, quasi come un compito che logicamente avrebbe dovuto essere applicato alle donne.
Il suo testo intitolato Society in America (1837) rimase fondamentale, catturando l'immaginazione delle donne le quali cominciarono ad esortarla a prendere su di sé anche la loro causa.
Anna Wheeler (1780-1848) venne influenzata dal sansimonismo (il primo socialismo francese propugnato da Henri de Saint-Simon) mentre si trovava per lavoro in Francia nell'epoca della restaurazione francese. Sostenne il suffragio femminile e si attirò l'attenzione corrucciata di Benjamin Disraeli, il leader del Partito Conservatore il quale la considerò una pericolosa radicale al pari di Jeremy Bentham.
In seguito avrebbe ispirato l'avvocato socialista e femminista William Thompson (1775-1833) il quale scrisse il suo primo lavoro pubblicato in lingua inglese per sostenere la piena uguaglianza dei diritti delle donne, il Appeal of One Half of the Human Race (Appello per l'altra metà della razza umana) del 1825.

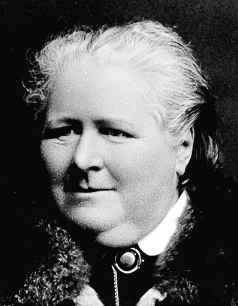
La scrittrice irlandese Frances Power Cobbe fu un'accanita attivista dell'opposizione alla vivisezione.

I femministi dei secoli precedenti si fecero carico dell'esclusione delle donne dall'istruzione come la causa centrale della loro relegazione e negazione del loro progresso sociale, ma l'istruzione femminile nel corso del XIX secolo non fu di molto migliore. Frances Power Cobbe (1822-1904), tra le altre, richiese una riforma nel campo dell'educazione, questione che si acquisì l'attenzione femminista a fianco dei diritti coniugali e di proprietà e della violenza domestica.
Le prime donne giornaliste, come Martineau e Cobbe in Gran Bretagna e Margaret Fuller (1810-1850) in terra americana, riuscirono presto ad ottenere un impiego, il che le mise in grado di influenzare un numero maggiore di donne. Cobbe si riferisce ai "diritti della donna" non solo in astratto, ma anche come causa identificabile.

### Le "Signore di Langham Place"

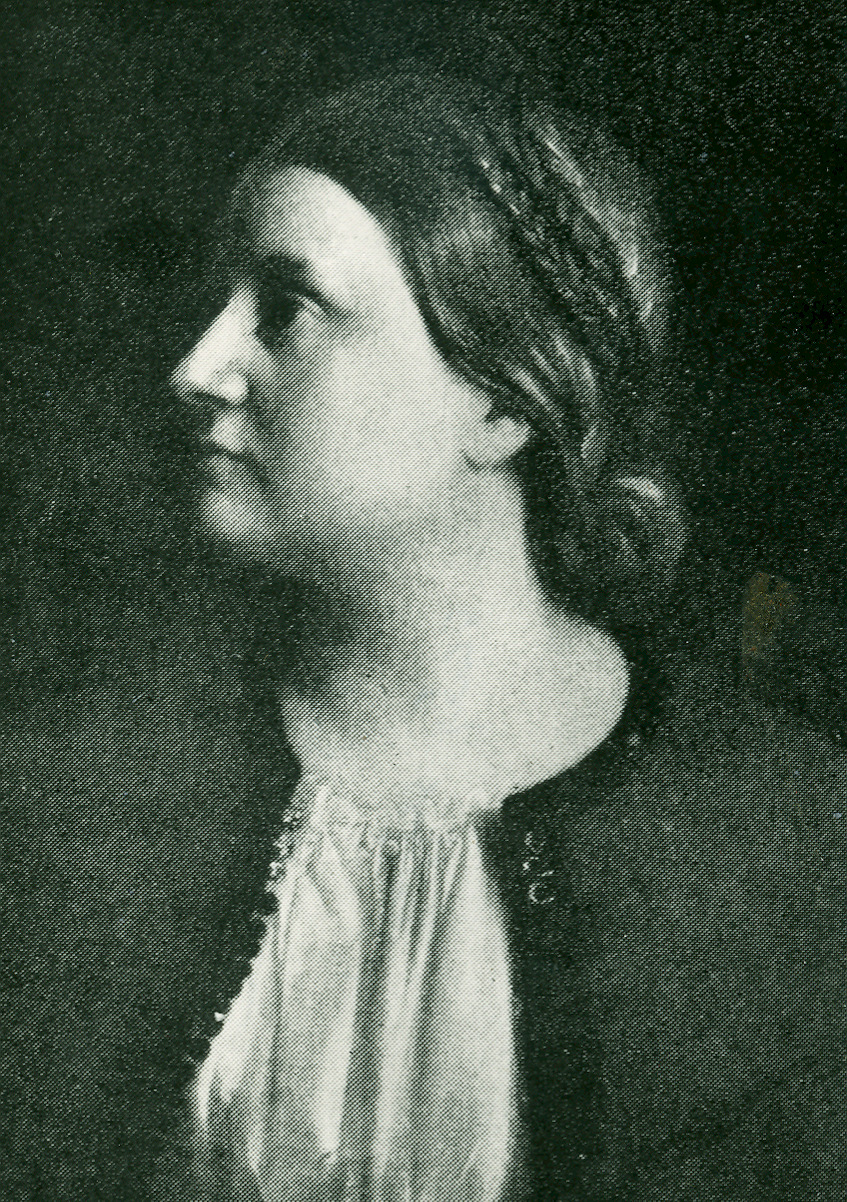
La britannica Barbara Bodichon, una delle protagoniste del gruppo delle "Signore di Langham Place".

Barbara Bodichon (1827-1891) e le sue amiche si riunirono regolarmente nel corso degli anni cinquanta a Langham Place a Londra per discutere sulla necessità di una voce comune e unitaria femminile per poter ottenere le riforme sperate.
Queste "Signore di Langham Place" includevano, tra le altre, Bessie Rayner Parkes (1829-1925) e la scrittrice irlandese Anna Brownell Jameson (1794-1860).
Concentrarono i loro sforzi nei campi dell'istruzione, dell'occupazione e della legge matrimoniale; una delle loro maggiori cause divenne il "Married Women's Property Committee" (Comitato per la proprietà delle donne sposate) del 1855.
Esso contribuì a raccogliere migliaia di firme per avviare petizioni di riforma legislativa, alcune delle quali riuscirono ad ottenere anche lo sperato successo. Bodichon aveva partecipato in precedenza alla Convenzione di Seneca Falls nel 1848 svoltasi nello Stato di New York.

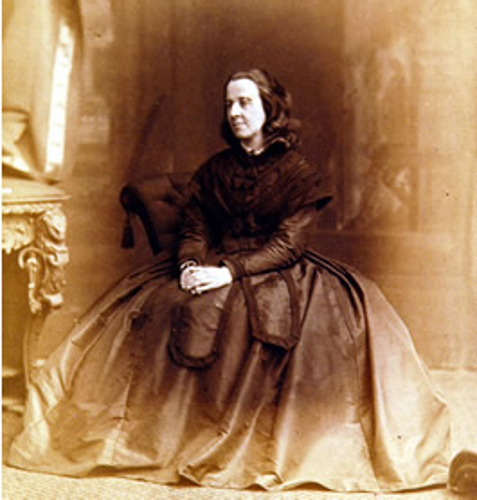
Bessie Rayner Parkes nel 1900 circa.

Bodichon e Parkes, sia insieme sia da sole, scrissero una quantità notevole di articoli sulle opportunità di lavoro e istruzione femminile.
Nello stesso anno di Norton anche Smith riassunse il quadro giuridico dell'ingiustizia nei confronti delle donne nel suo A Brief Summary of the Laws of England concerning Women (Breve riassunto delle leggi inglesi sulle donne) del 1854. Il testo fu in grado di raggiungere un gran numero di donne attraverso il suo ruolo di rilievo raggiunto nell'English Women's Journal (1858-64).
La risposta a questa rivista condusse alla creazione della "Society for Promoting the Employment of Women" (Società per la promozione dell'occupazione delle donne-SPEW). Il" Comitato per la proprietà delle donne sposate" di Smith riuscì a raccogliere più di 26.000 firme per richiedere di modificare la legge per tutte le donne, non solo per quelle sposate.
Harriet Taylor Mill (1807.1858) pubblico il suo  Enfranchisement for Woman. in collaborazione col marito John Stuart Mill nel 1851 descrivendo le iniquità presenti nel diritto di famiglia vigente. Nel 1835 si sposò col filosofo, fornendogli gran parte del materiale per il suo saggio intitolato The Subjection of Women (1869).
Anche Emily Davies (1830-1921) s'incontro con il gruppo di Langham Place e assieme ad Elizabeth Garrett Anderson (1836-1917) creò una succursale dello SPEW al di fuori di Londra.

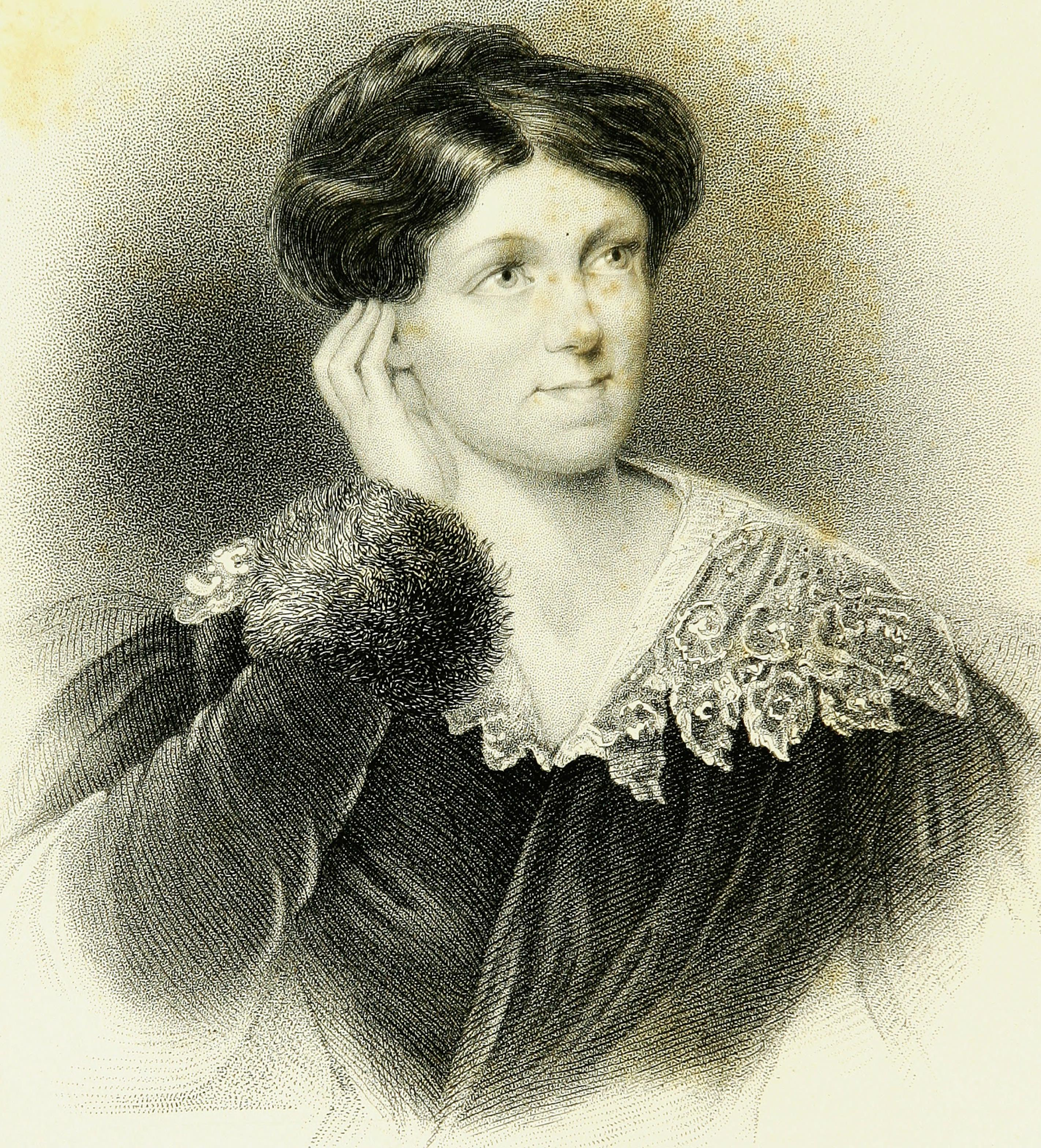
La giornalista e filosofa britannica Harriet Martineau.

### Riforma educativa
(Charles Baudelaire.)
Le barriere intercorse all'istruzione e all'occupazione femminile formarono la spina dorsale degli sforzi di riformismo femminista nel corso del XIX secolo; ad esempio, come viene ben descritto da Harriet Martineau nel suo articolo del 1859 al Chambers's Edinburgh Journal intitolato Female Industry. Queste barriere non cambiarono in congiunzione con l'economia; Martineau si mantenne comunque in una posizione moderata per ragioni eminentemente pratiche e, a differenza di Frances Power Cobbe, non sostenne mai la richiesta del suffragio femminile.
Gli sforzi compiuti a favore dell'istruzione femminile da Davies e dal gruppo di Langham Place fecero lentamente dei passi in avanti; il "Queen's College" (1848) e il "Bedford College" (1849) londinesi iniziarono a offrire una certa educazione alle donne a partire dal 1848.
Nel 1862 Davies istituì un comitato con l'intento di convincere le università a permettere alle donne di partecipare gli esami locali costituiti di recente e ottenne un successo parziale nel 1865: fece pubblicare The Higher Education of Women (L'istruzione superiore delle donne) un anno dopo. Emily Davies e Barbara Bodichon fondarono il primo istituto di istruzione superiore per le donne e in cui s'iscrissero inizialmente cinque studentesse.
La scuola divenne nota in seguito col nome di Girton College come parte dell'università di Cambridge nel 1869; ad esso si aggiunsero il Newnham College nel 1871 e il Lady Margaret Hall associato all'università di Oxford nel 1879. Il "Bedford College" cominciò a premiare le prime donne laureate l'anno precedente. Ma nonostante questi progressi misurabili sul campo ancora troppo poche donne avrebbero potuto approfittarne e la vita per le studentesse rimase ancora difficoltosa.
Nella controversia sorta sull'"Ilbert Bill" nel 1883, un disegno di legge britannico-indiano che propose di lasciare alla giurisdizione indiana i crimini commessi dagli inglesi nell'impero anglo-indiano, le donne bengalesi favorevoli alla proposta sostennero che loro fossero maggiormente istruite delle donne inglesi che si opponevano al disegno di legge, non mancando di far notare come gli indiani avessero un maggior grado di rispetto nei loro confronti di quanto ne avessero i britannici con le loro donne nel loro tempo.

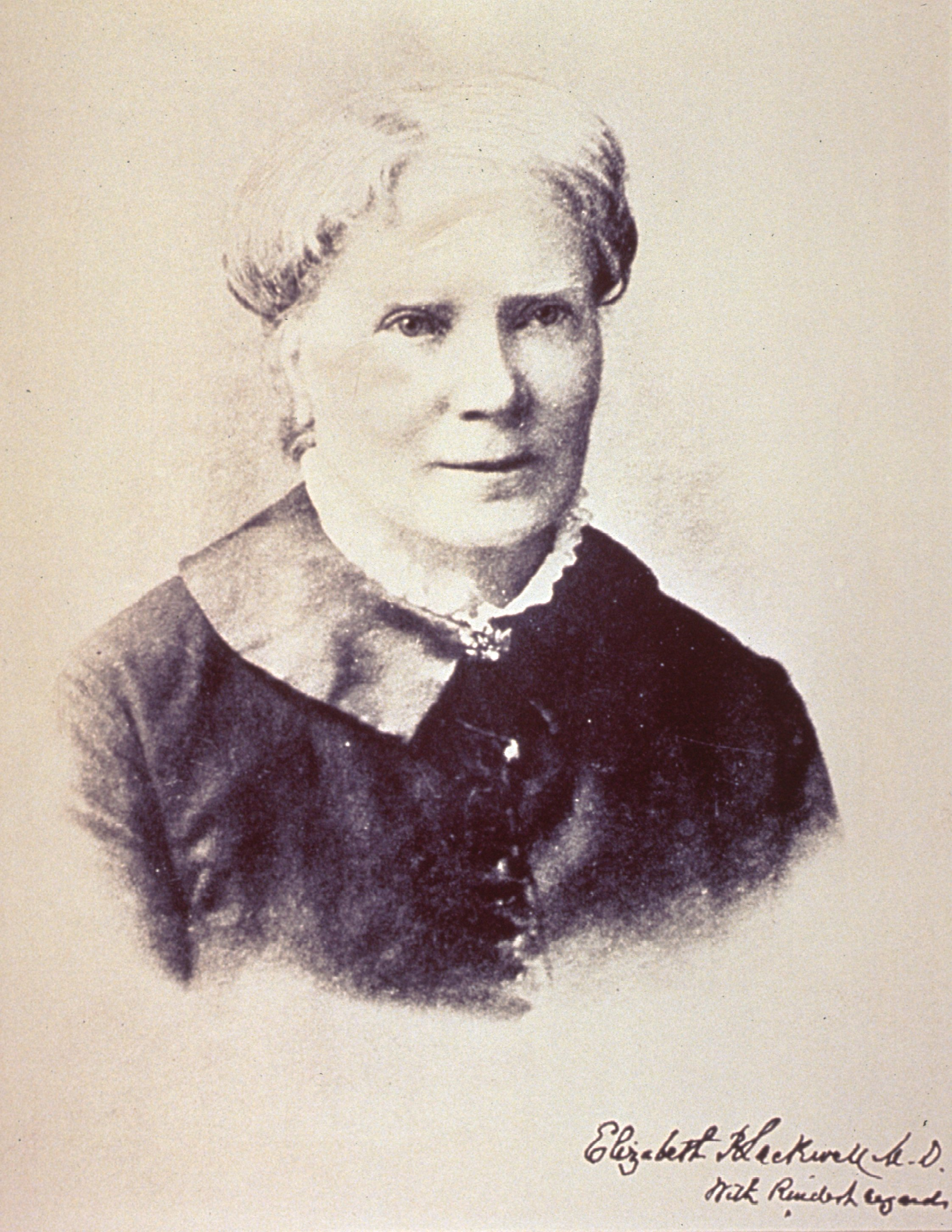
Elizabeth Blackwell, la prima donna statunitense che riuscì a laurearsi in medicina nel 1849.

Nell'ambito del continuo dialogo tra femministe britanniche e statunitensi Elizabeth Blackwell (1821-1910), la prima donna statunitense che riuscì a laurearsi in medicina nel 1849 e una delle prime al mondo, avviò una serie di conferenze da tenersi in tutto il territorio britannico con il diretto sostegno del gruppo di Langham Place; vennero descritti i tentativi fatti da Blackwell di ricevere un'educazione medica britannica, nonostante l'opposizione virulenta che tali tentativi provocarono. Ad un certo punto prese in seria considerazione la possibilità di trasferirsi nel continente, più esattamente in terra francese durante la Monarchia di luglio.
La campagna attuata da Elizabeth Garrett Anderson per l'ammissione alla "London School Board" trovò vasti consensi ed ebbe un certo seguito fino a che non arrivò il successo nel 1870 (anche tramite la "Elementary Education Act 1870"); questo rappresentò un altro esempio su come un gruppo di donne molto determinate cominciava a raggiungere posizioni d'influenza a livello di governo locale.
Fino al XX secolo inoltrato il cosiddetto "eccesso di cultura" in una donna poteva facilmente venire interpretato come una "sconvenienza"; si giunse fino a sostenere che lo "studio fosse propriamente incompatibile con la biologia femminile in quanto avrebbe più facilmente potuto renderla sterile".

### Campagne femminili
Le campagne pubbliche diedero alle donne l'opportunità di testare le loro nuove capacità politiche e di coniugare gruppi disparati di riforma sociale. I loro successi inclusero la campagna per la legge sulla proprietà delle donne sposate (la "Married Women's Property Act 1882", passata nel 1882) e la campagna per far abrogare le "Contagious Diseases Acts" del 1864-66-69, che riunirono gruppi di donne ed esponenti del liberalismo utilitarista come il filosofo John Stuart Mill.
In linea generale le donne si trovarono oltraggiate dall'ineguaglianza intrinseca e dalla misoginia delle legislazione. Per la prima volta nella storia un gran numero di donne si prese il compito di perorare i diritti delle prostitute. Tra i critici più importanti in questo campo figurarno Elizabeth Blackwell, Florence Nightingale, Harriet Martineau e Elizabeth Wolstenholme (1833-1918). Elizabeth Garrett Anderson (1836-1917), a differenza di sua sorella Millicent Fawcett (1847-1929), non sostenne la campagna, anche se poi ammise che fu una buona iniziativa.
Josephine Butler (1828-1906), già esperta in problematiche di prostituzione, leader carismatico e attiva nelle campagne pubblicitarie a favore dei diritti delle donne, emerse come leader naturale di quello che divenne la "Ladies National Association for the Repeal of the Contagious Diseases Acts" nel 1869.
Il suo lavoro dimostrò il potere potenziale di un gruppo organizzato di lobby. L'Associazione sostenne con successo che gli Acts non solo avvilivano e denigravano le prostitute, ma tutte le donne e gli uomini promuovendo uno sfacciato doppio standard sessuale. Le attività di Butler condussero velocemente alla radicalizzazione di molte donne moderate: gli Acts vennero abrogati nel 1886.
Su una scala più ridotta Annie Besant (1847-1933), attivista socialista della Teosofia, condusse una campagna per i diritti delle donne durante il "London matchgirls strike of 1888" contro le condizioni terribili in cui si lavorava allora nelle manifatture londinesi. La sua opera di pubblicizzazione delle difficili condizioni dei lavoratori attraverso interviste concesse a periodici come The Link divenne ben presto un mezzo comunemente utilizzato per sensibilizzare i cittadini nei confronti delle tematiche sociali.

### Altri paesi europei
Il XIX secolo in Europa fu un periodo significativo di trasformazione con il risveglio di movimenti nazionalisti e le lotte per la costruzione della democrazia. Il femminismo si sviluppò anche entro questo desiderio di cambiamento.

In terra tedesca a partire dal 1840 i movimenti cristiani come la setta dei cattolici tedeschi ("Deutschkatholizismus"), si occuparono anche della questione del ruolo delle donne nella loro critica. Louise Dittmar (1807-1884), vicina a questo movimento, scrisse molti libri di stampo prettamente femminista. Pochi anni dopo, nel 1847, Louise Otto-Peters (1819-1895) scrisse i Lieder eines deutschen Mäadchens e, l'anno successivo, condusse direttamente il giornale femminista Frauen-Zeitung.

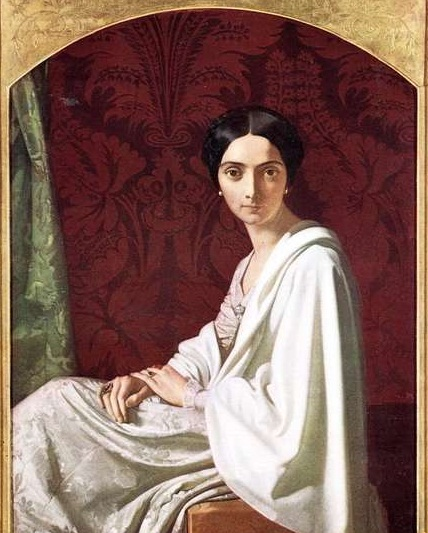
Ritratto di Cristina Trivulzio di Belgiojoso nel 1843, di Henri Lehmann.

La Svizzera aveva già, dal 1845, una rivista simile pubblicata da Josephine Zehnder-Stadlin (1806-1875). In terra polacca Narcyza Żmichowska (1819-1876) creò il "Circolo femminile delle entusiaste", che cercò di promuovere l'uguaglianza sociale e la libertà.

In terra italiana, durante il periodo del Risorgimento, molte donne come Clara Maffei (1814-1886) - con il salotto Maffei - o Cristina Trivulzio di Belgiojoso (1808-1871) tennero salotti letterari che contribuirono a diffondere le idee riformatrici, tra le quali anche quelle volte a migliorare la condizione femminile. Tra il 1842 e il 1846 Trivulzio di Belgiojoso, ispirata dalle idee di Charles Fourier, creò delle istituzioni destinate esplicitamente ad aiutare le donne.
Infine la Boemia, poi dominata dall'Impero austro-ungarico, vide anch'essa fiorire nel corso degli anni 1860 salotti gestiti da donne, come ad esempio quelli della scrittrice Karolina Světlá (1830-1899) o di Zdenka Braunerová (1858-1934), che furono però maggiormente orientati verso la lotta contro il dominio imperiale.
Queste rivendicazioni vennero respinte quando i poteri assolutistiche ripresero via via il controllo del potere; le aspirazioni nazionaliste e le lotte per la democratizzazione non riuscirono a vincere e quelle per migliorare la condizione delle donne vennero presto dimenticate. Questo stato di fatto rimase inalterato almeno fino ai primi anni 1870, che videro l'ascesa di una società che si richiamava alla borghesia e al capitalismo e le sue associazioni corollario che cercarono di migliorare la vita delle donne.
Queste aspirazioni femministe oltrepassarono anche i confini europei. Così in Persia Táhirih (1817 o 18-1852), poetessa e riformatrice religiosa, fu una delle prime figure del femminismo iraniano. Al momento della sua esecuzione avvenuta nel 1852 le sue ultime parole furono: "Puoi anche uccidermi se vuoi, ma non potrai mai riuscire ad evitare che l'emancipazione delle donne si realizzi!".
Voci femministe parlarono anche nell'impero del Giappone (Fusae Ichikawa, 1893-1981), in Australia (Mary Lee, 1821-1909) e in Nuova Zelanda (Mary Ann Müller, 1819 o 20-1901 e Kate Sheppard, 1847 o 48-1934). Vengono tutte considerate come parte o comunque precorritrici di quella che è stata successivamente denominata prima ondata femminista, composta da attiviste per i diritti delle donne.

## Le "ondate" del femminismo: dalla metà del XIX al XXI secolo

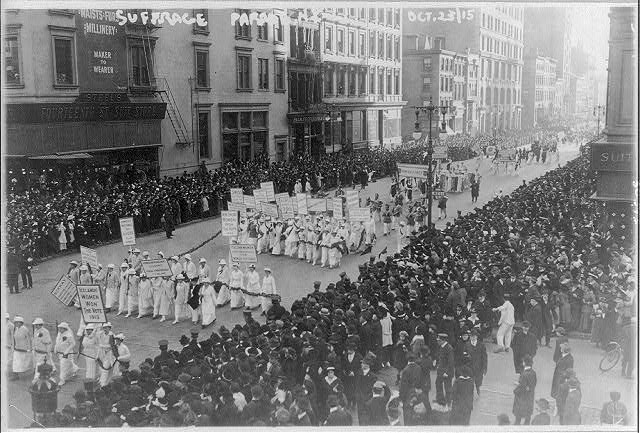
Manifestazione preelettorale a favore del suffragio femminile a New York nel 1915.

I movimenti femministi non riconobbero "ondate" separate del femminismo fino a quando la "seconda ondata" non venne così nominata dalla giornalista statunitense Martha Weinman Lear, questo secondo Jennifer Baumgardner.
Fu la giornalista Martha Weinman Lear ad introdurre, per la prima volta, la nozione di "onde" femministe, in un articolo del New York Times Magazine nel marzo del 1968. Esso descrisse una nuova ondata, ossia il secondo movimento di combattimento e di stimolo femminista. Le generazioni precedenti vennero poi retroattivamente incluse nella prima ondata.
Poi, nel 1990, l'autrice Rebecca Walker decretò che la nuova generazione apparteneva ad una "terza ondata" e questo termine fu migliore di quello di "femminista post-femminista" utilizzato sempre nel New York Times Magazine. Tuttavia, questa divisione non trova un'unanimità di consensi. Infatti, autrici come Susan Faludi o Eve Ensler fanno notare la difficoltà di categorizzare alcune femministe nella seconda o terza ondata.
Baumgardner riferisce anche le critiche della storica statunitense Roxanne Dunbar-Ortiz della suddivisione del movimento femminista in "ondate" successive e la difficoltà a classificare alcune femministe in onde specifiche, giungendo ad affermare che i principali critici di un'ondata sono probabilmente i membri dell'onda precedente rimasti in vita; concludendo con la considerazione che le onde stanno arrivando sempre più frequentemente e con una maggior velocità.
Il "dibattito sulle ondate" ha influenzato anche gli storici e altri studiosi i quali hanno in tal modo stabilito le cronologie dell'attivismo politico delle donne.

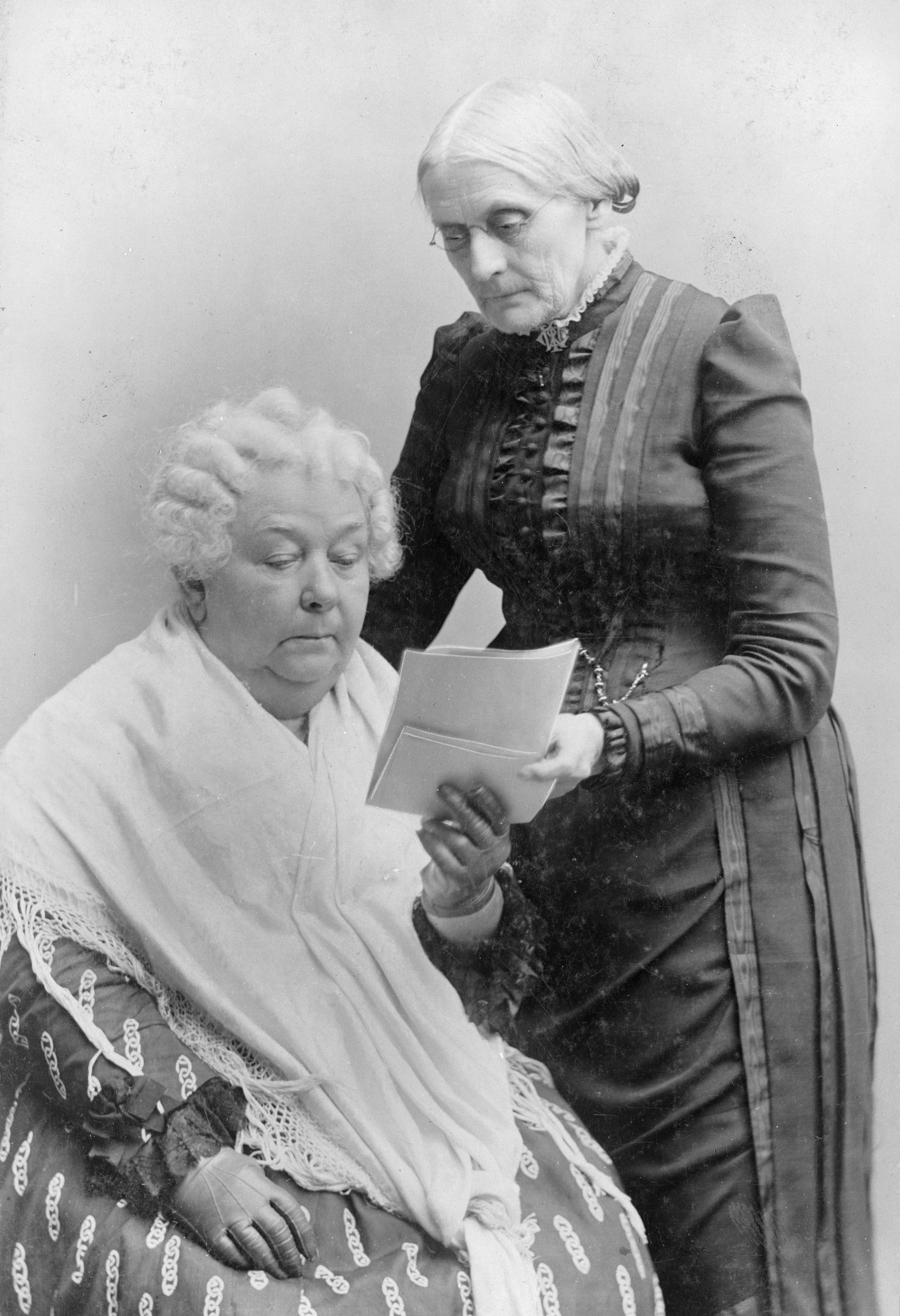
Elizabeth Cady Stanton e Susan B. Anthony nel 1900 circa.

### Prima ondata
L'attività femminista del XIX e dell'inizio del XX secolo nel mondo anglofono riuscì infine a conquistare il suffragio femminile, i diritti relativi all'istruzione femminile, un miglioramento delle condizioni lavorative e infine l'abolizione dei doppi standard di genere; questo attivismo viene conosciuto come "femminismo della prima ondata".
Il termine "prima ondata" venne coniato retrospettivamente quando il termine "femminismo della seconda ondata" venne usato per descrivere un nuovo movimento femminista il quale combatteva le disuguaglianze culturali e sociali oltre che le disuguaglianza politiche di base.

Negli Stati Uniti d'America i leader del movimento femminista lanciarono una campagna nazionale a favore dell'abolizionismo negli Stati Uniti d'America e del proibizionismo, prima ancora di promuovere i diritti delle donne.
Il femminismo negli Stati Uniti d'America coinvolse, nella sua prima ondata, un'ampia gamma di donne, alcune appartenenti a gruppi cristiani riferentesi al conservatorismo (come Frances Willard 1839-1898 e la "Woman's Christian Temperance Union"-Unione Cristiana della Donna per la Temperanza), altri che somigliavano invece più alla diversità e al radicalismo presente in gran parte della seconda ondata femminista (come Elizabeth Cady Stanton 1815-1902, Susan B. Anthony 1820-1906, Matilda Joslyn Gage 1826-1898 e la "National Woman Suffrage Association"-Associazione nazionale per il suffragio femminile, di cui Stanton fu presidente).

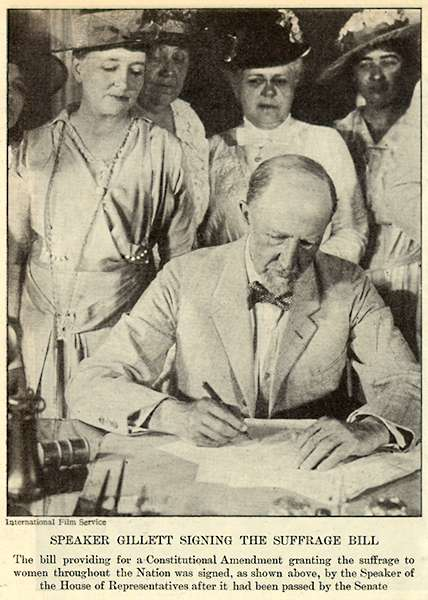
La controfirma del Suffrage Bill che condusse verso la resa esecutiva del suffragio femminile in tutti gli Stati federati degli Stati Uniti d'America attraverso un emendamento costituzionale (1919).

Il femminismo della prima ondata in terra americana viene considerato concluso con la promulgazione del XIX emendamento della Costituzione degli Stati Uniti d'America (1920), che riconobbe alle donne il diritto di voto negli Stati federati degli Stati Uniti d'America.
L'attivismo per l'uguaglianza delle donne però non si limitò solo agli Stati Uniti. A metà del XIX secolo Táhirih (1814-1852), poetessa persiana del bábismo, fu attiva anche in qualità di riformatrice religiosa ed è maggiormente ricordata per la sua proclamazione dell'uguaglianza delle donne, che la condusse all persecuzione da parte delle autorità fino a subirne tutte le conseguenze con il martirio. Ispirò tutte le generazioni future di femministe iraniane.
Louise Dittmar (1807-1884) attuò la campagna per i diritti femminili in terra tedesca nel corso degli anni 1840. Anche se situata leggermente più tardi nel tempo anche la giapponese Fusae Ichikawa (1893-1981) si trovò impegnata nella prima ondata di attiviste femministe nel suo paese, attuando una campagna a favore del suffragio femminile.
Mary Lee (1821-1909) fu attiva nel movimento per il suffragio in Australia Meridionale, la prima colonia australiana che concesse alle donne il voto nel 1894. In Nuova Zelanda Kate Sheppard (1847-1934) e Mary Ann Müller (1819 o 20-1901) lavorarono duramente per far ottenere il diritto di voto alle donne nel 1893.
Negli Stati Uniti la campagna per l'abolizionismo negli Stati Uniti d'America degli anni trenta servì sia come una causa ideologicamente compatibile col femminismo sia come un progetto per l'organizzazione politica femminista successiva. I tentativi massicci di escludere le donne ottennero solamente il risultato di rafforzare le convinzioni femministe nelle donne stesse. Le sorelle Sarah Grimké (1792-1873) e Angelina Grimké (1805-1879) si mossero rapidamente dalla questione dell'emancipazione degli schiavi a quella dell'emancipazione delle donne.
La più influente scrittrice femminista del tempo fu la pittoresca e vivace giornalista Margaret Fuller (1810-1850) la cui opera intitolata Woman in the Nineteenth Century (Donne nel diciannovesimo secolo) venne fatta pubblicare nel 1845. I suoi dispacci e reportage dall'Europa per il New York Tribune contribuirono a creare una sincronizzazione del movimento per i diritti femminili.
Elizabeth Cady Stanton (1815-1902) e Lucretia Mott (1793-1880) si incontrarono nel 1840 mentre si stavano recando a Londra dove furono scacciate in quanto donne dalla leadership maschile della prima "World Anti-Slavery Convention". Nel 1848 parteciparono alla Convenzione di Seneca Falls dove venne redatta una dichiarazione d'indipendenza delle donne, la cosiddetta Dichiarazione dei sentimenti.

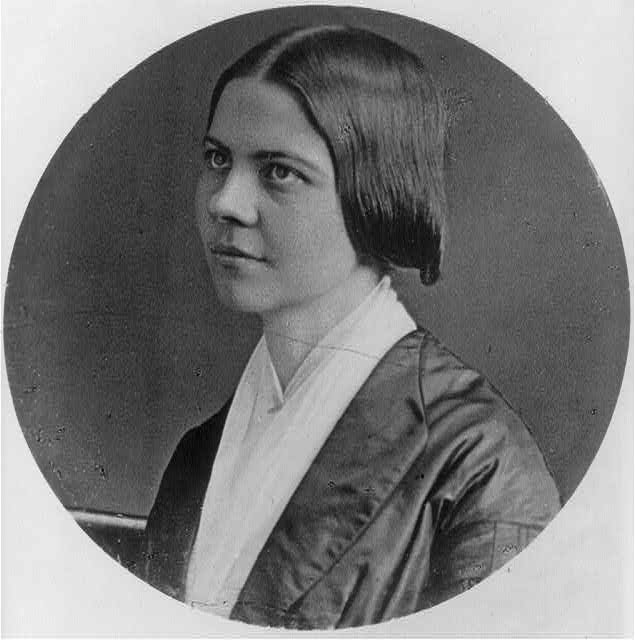
Lucy Stone da giovane.

Lucy Stone (1818-1893) contribuì ad organizzare la prima "National Women's Rights Convention" (Convenzione nazionale dei diritti delle donne) nel 1850, uno tra gli eventi maggiori del tempo in cui l'afroamericana Sojourner Truth (1797-1883), Abby Kelley Foster (1811-1887) e altri tennero discorsi; ciò spinse Susan B. Anthony (1820-1906) a sostenere anche la causa dei diritti delle donne.
Nel dicembre del 1851 Truth contribuì al movimento femminista quando si ritrovò a parlare alla "Conferenza delle donne" di Akron (Ohio); declamò il suo potente discorso intitolato "Io non sono una donna" nel tentativo di promuovere i diritti femminili dimostrando la capacità delle donne di svolgere anche compiti tradizionalmente associati agli uomini. Barbara Bodichon (1827-1891) si incontrò con Mott nel 1858, rafforzando in tal maniera il legame intercorrente tra i movimenti femministi transatlantici.

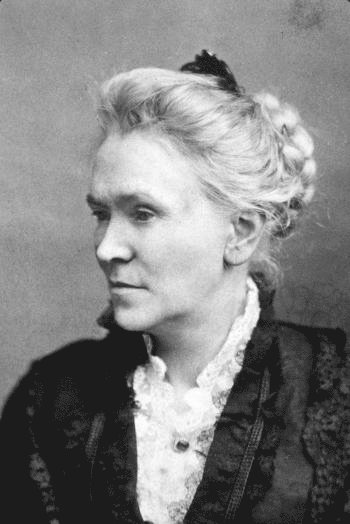
Matilda Joslyn Gage, libera pensatrice, sostenitrice dell'abolizionismo negli Stati Uniti d'America e favorevole ai diritti civili per i nativi americani.

Sia Stanton che Matilda Joslyn Gage (1826-1898) riconobbero la Chiesa cristiana essere un grosso ostacolo ai diritti delle donne e accolsero con favore l'allora emergente letteratura sul matriarcato.
Sia Gage che Stanton produssero opere su questo argomento e collaborarono a La Bibbia della donna (1895-98). Stanton scrisse The Matriarchate or Mother-Age e Gage Woman, Church and State, invertendo in modo inatteso le tesi di Johann Jakob Bachofen esposte nel suo Il matriarcato (1861) aggiungendovi una prospettiva epistemologica unica, la critica dell'obiettività e della percezione soggettiva.
Stanton ebbe ad osservare una volta, per quanto riguardava le ipotesi sulla connaturata inferiorità femminile: "la peggiore caratteristica di queste ipotesi è che le donne stesse vi credono". Tuttavia questo tentativo fatto di sostituire la tradizione teologica impostata sull'androcentrismo con una visione maggiormente improntata al ginocentrismo fece ben pochi passi avanti all'interno di un movimento femminista ancora fortemente impregnato e dominato da elementi religiosi; fu così che Stanton e Gage furono nella gran parte dei casi quasi completamente ignorate dalle generazioni successive.
Nel 1913 la parola "femminismo" era un termine oramai divenuto familiare e di uso comune nelle conversazioni negli Stati Uniti d'America. Questioni importanti negli anni 1910 e 1920 comprendettero il suffragio femminile, l'attivismo politico delle donne, l'economia e l'occupazione, le sessualità e i temi inerenti alla famiglia, la guerra e la pace, oltre che un emendamento costituzionale per l'uguaglianza (l'Equal Rights Amendment). Sia l'uguaglianza sociale che la rivendicazione della differenza furono considerati come percorsi per l'empowerment (processo di crescita) delle donne.
Le organizzazioni in quello scorcio di tempo includevano il "Partito Nazionale della Donna (National Woman's Party); i gruppi di patrocino del suffragio come la National American Woman Suffrage Association e la League of Women Voters: le associazioni professionali come l'American Association of University Women, la "Business and Professional Women's Foundation" e la "Women's Trade Union League" ; i gruppi riconducibili al pacifismo come la Women's International League for Peace and Freedom e l'International Council of Women; i gruppi focalizzati sul proibizionismo come la Woman's Christian Temperance Union e la "Women's Organization for National Prohibition Reform" (fondato da Pauline Sabin, 1887-1955) e infine le organizzazioni razziali e di genere come la "National Association of Colored Women's Clubs".
I leader e i teorici compresero figure di alto rilievo come Jane Addams (1860-1935, Premio Nobel per la pace nel 1931), l'afroamericana Ida B. Wells (1862-1931), Alice Paul (1885-1977), Carrie Chapman Catt (1859-1947), Margaret Sanger (1879-1966) e infine Charlotte Perkins Gilman (1860-1935).

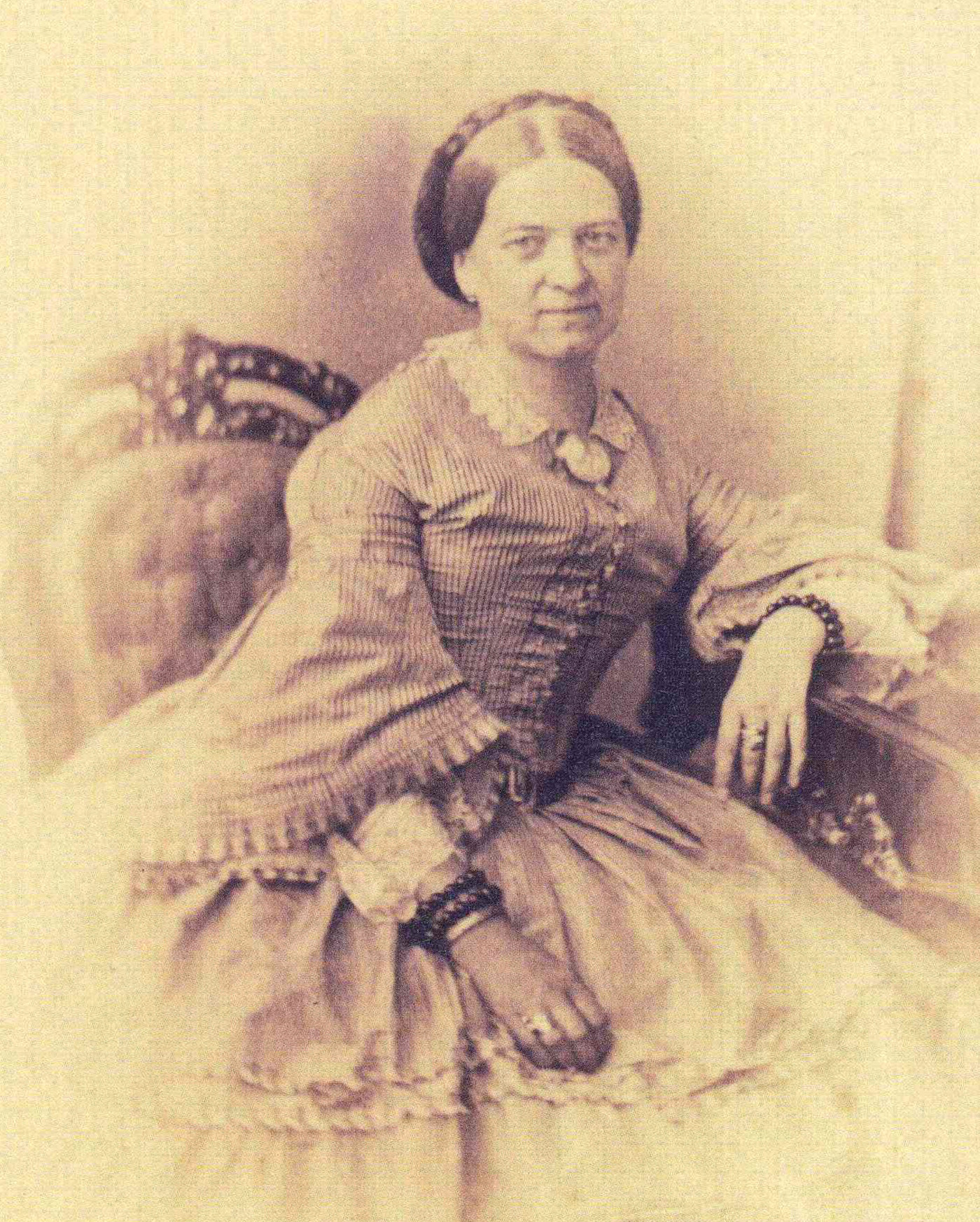
Foto della contessa italiana Clara Maffei.

#### Il suffragio
(William Cobbett.)
Il diritto di voto per le donne, con la sua rappresentanza legislativa, avrebbe rappresentato un cambiamento paradigmatico in cui le donne non sarebbero più state trattate come cittadini di seconda classe senza alcuna voce. La campagna per il suffragio femminile fu quella più profondamente introiettata degli ultimi 250 anni.
In un primo momento la questione del suffragio venne trattata come una delle priorità minori. La rivoluzione francese contribuì ad accelerare questo argomento con le dichiarazioni fatte dal marchese Nicolas de Condorcet e da Olympe de Gouges e attraverso le donne dei mercati che condussero la Marcia su Versailles nel 1789. Nel 1793 venne fondata la Società delle repubblicane rivoluzionarie la quale, in origine, incluse anche il suffragio delle donne nella sua agenda prima che venisse soppressa alla fine dell'anno.
Le donne tedesche furono coinvolte nel Vormärz, uno stato di eccitazione che fece da preludio alla rivoluzione del 1848. Nella penisola italiana Clara Maffei, Cristina Trivulzio di Belgiojoso ed Ester Martini Currica furono politicamente attive negli eventi che portarono al 1848. In Gran Bretagna l'interesse per il suffragio emerse dagli scritti di Anna Wheeler e di William Thompson già nel corso degli anni 1820 e in quelli di Marion Reid, Harriet Taylor Mill e Anne Knight (1786-1862) durante gli anni 1840. Lo Stato australiano dell'Australia meridionale è stato il primo paese al mondo a concedere ufficialmente il suffragio universale alle donne.

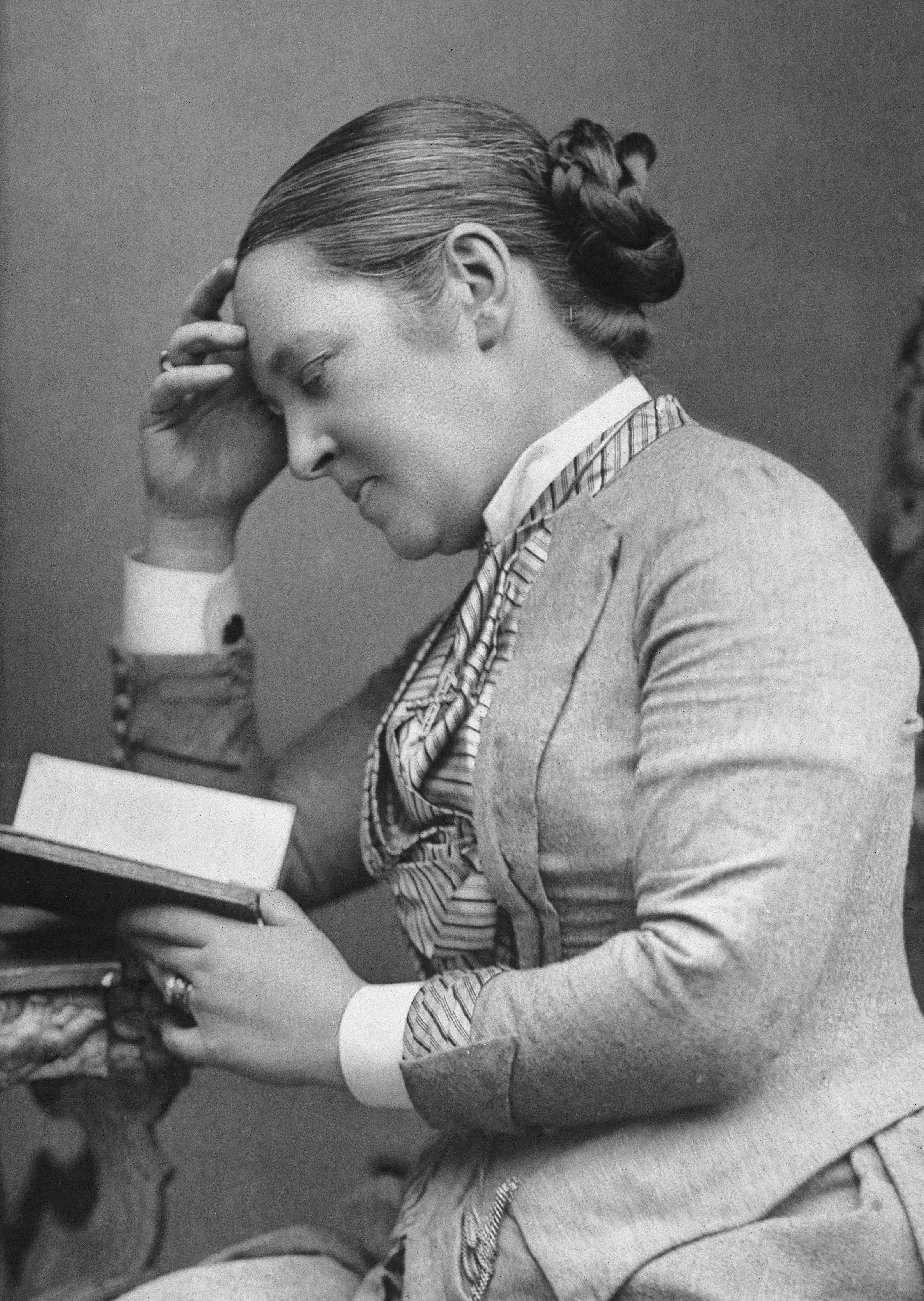
Foto di Elizabeth Garrett Anderson nel 1889 circa; fu la prima donna inglese a qualificarsi come chirurgo.

##### Le suffragette (suffragiste)
Le "Signore di Langham Place" costituirono un comitato di suffragio in una riunione del 1866 presso la casa di Elizabeth Garrett Anderson (1836-1917, la prima donna inglese a qualificarsi come chirurgo), rinominato la "Società di Londra per il Suffragio delle Donne" nel 1867.
Presto associazioni simili si diffusero a macchia d'olio in tutto il paese, raccogliendo petizioni e lavorando a stretto contatto con John Stuart Mill. Quando venne negato loro l'accesso ai periodici ufficiali già esistenti, le femministe iniziarono le proprie pubblicazioni, come ad esempio il Women's Suffrage Journal di Lydia Becker (1827-1890) e Jessie Boucherett (1825-1905) nel 1870.
Altre pubblicazioni compresero il The Englishwoman's Review del barrister Richard Pankhurst (1835/6-1898) nel 1866. Le controversie tattiche furono il problema maggiore, assieme alle fluttuazioni interne nelle varie associazioni e gruppi; alcune donne pensarono che avrebbe dovuto essere necessario coinvolgere anche gli uomini (come ad esempio Mill). Mill si ritirò quando il movimento cominciò a diventare più aggressivo dopo ogni delusione subita. La pressione politica contribuì a mantenere aperto il dibattito, ma anno dopo anno il movimento venne sempre sconfitto nel Parlamento del Regno Unito.

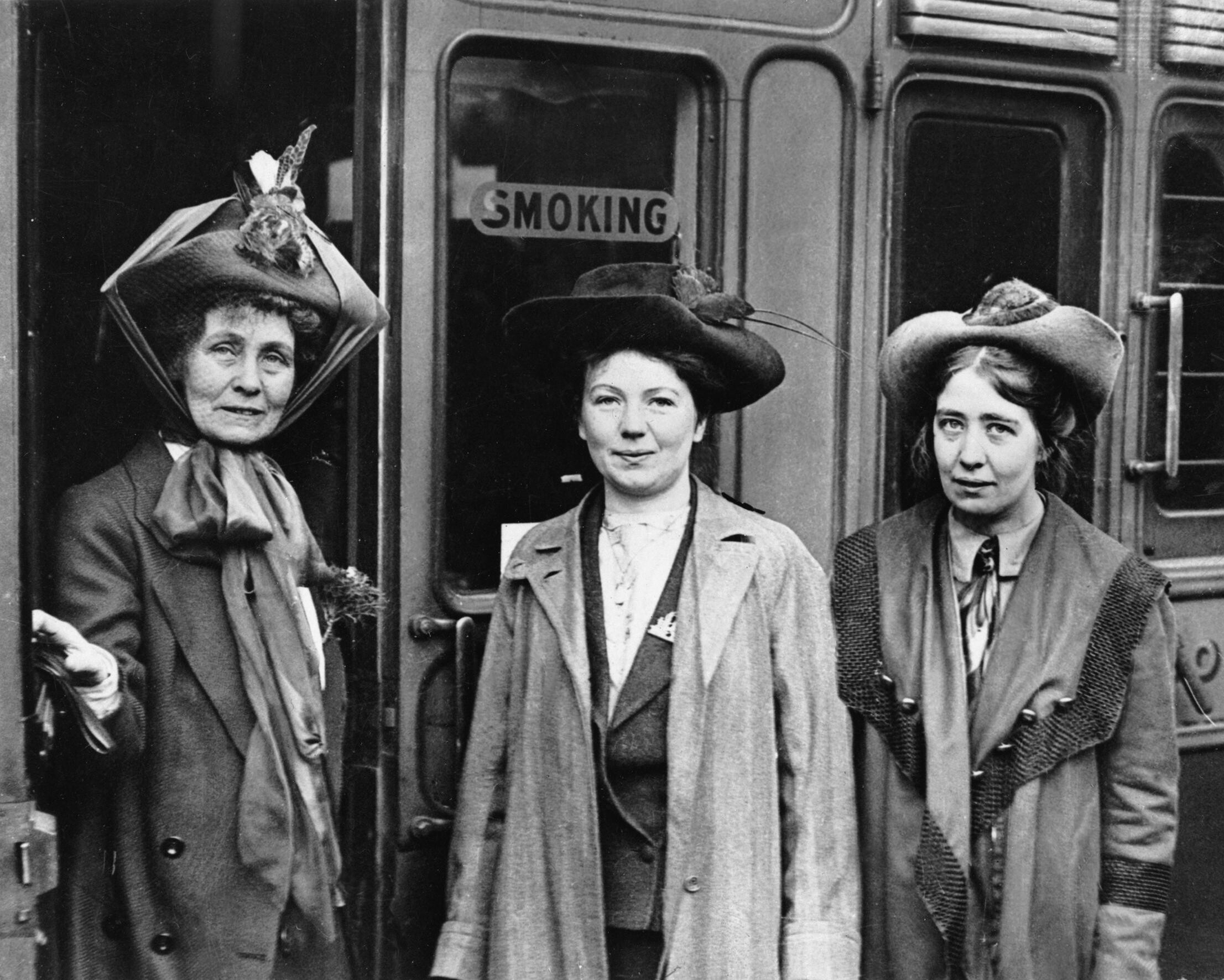
Foto di Emmeline Pankhurst con le sue due figlie Christabel Pankhurst e Sylvia Pankhurst, tra le maggiori leader del movimento delle suffragette britanniche, alla stazione di London Waterloo (Emmeline andò a tenere una serie di conferenze e letture pubbliche in USA e Canada).

Nonostante ciò le donne maturarono un'esperienza politica la quale si tradusse in un lento progresso a livello di governo locale; ma dopo anni di frustrazione molte delle donne divennero sempre più radicalizzate.
Alcune rifiutarono di pagare le tasse attuando così uno sciopero o resistenza fiscale, fino a quando la famiglia di Emmeline Pankhurst (1858-1928) al grido di "Libertà o morte!" non emerse nella sua qualità di influenza dominante del movimento, fondando la "Women's Franchise League" nel 1889 sotto la presidenza di Harriet McIlquham (1837-1910), che cercò di ottenere almeno il suffragio elettorale locale per le donne.

##### Suffragio nel mondo
Nel corso del XIX secolo si svegliarono, come abbiamo già visto, le ambizioni delle donne di entrare nel campo della politica attraverso il diritto di voto. L'isola di Pitcairn fu il primo paese al mondo a permettere alle donne di votare, nel 1838; il territorio è piccolo e l'atto legislativo riguardava solo le donne che avessero compiuto i vent'anni.
Seguì lo Stato americano dello Wyoming nel 1868; poi, nelle isole britanniche, il territorio autonomo della dell'Isola di Man (la prima giurisdizione libera a concedere il suffragio alle donne) nel 1881. Tra gli stati nazionali fu la Nuova Zelanda il primo a riconoscere il suffragio femminile nel 1893, dove per merito di Kate Sheppard venne introdotta la riforma.
Alcuni stati australiani avevano già concesso alle donne il suffragio; questo comprendevano Victoria per un breve periodo (1863-5), l'Australia meridionale nel 1894 e l'Australia occidentale nel 1899. Le donne australiane ricevettero il diritto di voto a livello federale nel 1902, il Granducato di Finlandia nel 1906 e la Norvegia inizialmente nel 1907 (completato nel 1913).

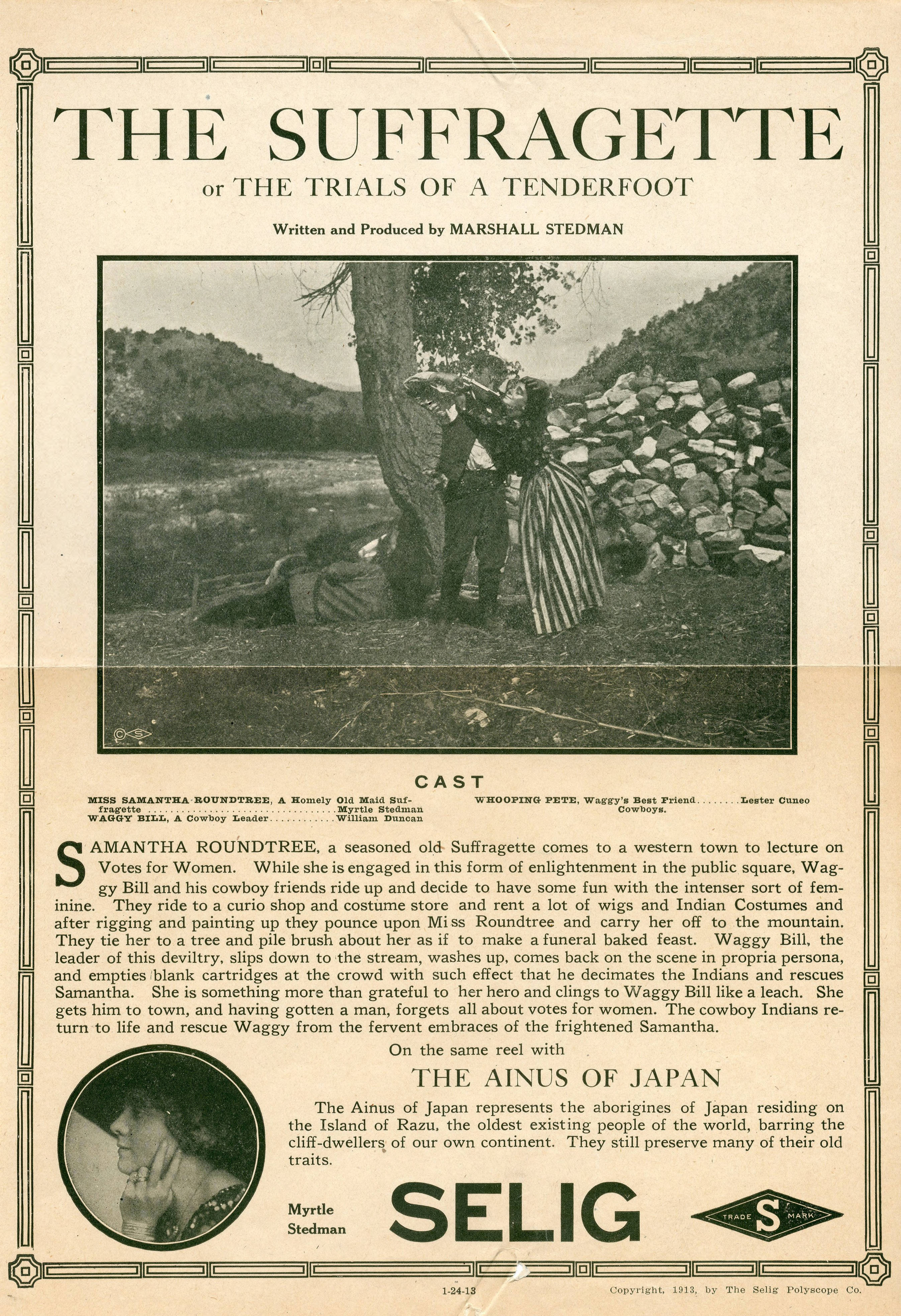
Copertina del giornale delle suffragette, 1913.

#### Inizi del XX secolo
Nella prima parte del XX secolo, conosciuta anche come Età edoardiana (1901-1910), vi fu un rapido cambiamento nel mondo anglosassone che portò le donne dall'indossare un rigido abbigliamento vittoriano e tendente al compiacimento ad una forma di vestire che oggi possiamo considerare più "pratica"; ma questo stato di cose fu ancora riservato però soltanto a quelle donne che sposavano un uomo ricco.
I libri, gli articoli, i discorsi, le foto e i documenti del periodo mostrano una vasta gamma di tematiche diverse, che potevano andare dalla riforma politica al suffragio discussi pubblicamente. Nei Paesi Bassi per esempio le principali questioni femministe era incentrate sui diritti educativi e di assistenza sanitaria. Le condizioni di lavoro migliorate, la pace e le doppie norme di genere in gran parte smantellate vennero a costituire gli standard generali; le femministe cominciarono a dichiararsi come tali senza troppi proclami.
La carismatica e controversa Emmeline Pankhurst creò la Women's Social and Political Union (Unione Sociale e Politica Femminile, WSPU) nel 1903; come affermò la stessa Emmeline considerarono il voto per le donne non più come "un diritto o un bisogno, ma come una necessità disperata". A livello statale sia l'Australia sia vari Stati federati degli Stati Uniti d'America avevano già concesso il suffragio ad alcune donne. Le femministe statunitensi come Susan B. Anthony (1820-1906) visitarono la Gran Bretagna nel 1902.

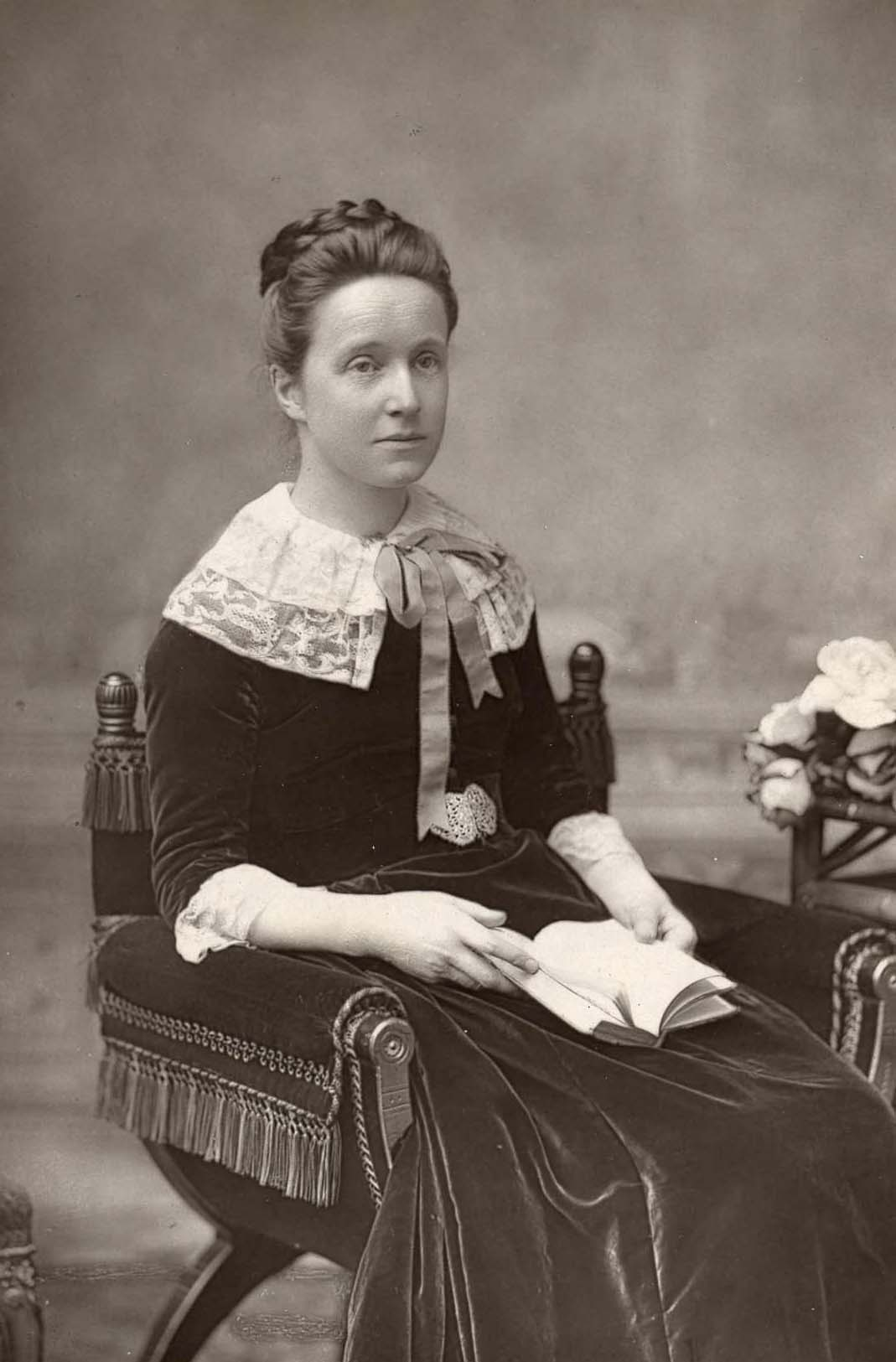
Millicent Garrett Fawcett nel 1870.

Mentre il WSPU era il gruppo per il suffragio maggiormente conosciuto, era solo uno dei tanti esistenti, ad esempio la "Women's Freedom League" si occupava prevalentemente di uguaglianza di genere, il "National Union of Women's Suffrage Societies" (NUWSS) guidato da Millicent Garrett Fawcett (1847-1929)) si aggiunse poco dopo.
Il WSPU rimase in gran parte un affare della famiglia Pankhurst, pur se finanziato esternamente. Christabel Pankhurst (1880-1958) finì col divenirne la figura dominante e riunì tutte le principali amicizie attorno a lei come Annie Kenney (1979-1953), Flora Drummond (1878-1949), Teresa Billington-Greig (1877-1964), Ethel Smyth (1858-1944), Grace Roe e Norah Dacre Fox in seguito conosciuta come Norah Elam (1878-1961). Anche le veterane come Elizabeth Garrett Anderson si associarono.
Nel 1906 il Daily Mail indicò per la prima volta questi gruppi di donne con il neologismo di "suffragette" dandogli una connotazione che rasentava il ridicolo, ma il nuovo termine venne rapidamente abbracciato in tutta la Gran Bretagna per descrivere la forma più militante delle proponenti il suffragio e durante le marce pubbliche cominciarono a portare un distintivo color verde-porpora-bianco; l'emblema venne graficamente prodotto dall'"Artists' Suffrage League".
I colori del WPSU apparvero nei negozi anche nella biancheria intima. Le femministe impararono presto a sfruttare l'arte della fotografia e i mezzi di comunicazione di massa e riuscirono a lasciare vividi documenti visivi come le immagini fotografiche dei leader. Mentre il movimento guadagnò slancio e profondità le divisioni interne finirono col separare i primi leader dai membri più radicali; tali divisioni furono solitamente un fatto ideologico o tattico. Anche la sorella di Christabel, Sylvia Pankhurst (1882-1960), finì con l'essere espulsa.

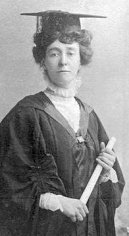
La suffragetta Emily Davison (1872-1913) il giorno della cerimonia del diploma; rimase uccisa durante una corsa di cavalli nel corso di una sua personale manifestazione.

Le proteste diventarono, man mano che il tempo passava, sempre più violente, includendovi molestie e incidenti fisici, il colpire le porte delle case, rompere vetrine fino ad arrivare all'incendio. Emily Davison, un membro del WSPU, giunse inaspettatamente sulla pista durante l'"Epsom Derby" del 1913 e morì sotto le zampe del cavallo del re Giorgio V del Regno Unito. Queste tattiche anche violente produssero risultati misti di simpatia e di rifiuto.
Quando le prime donne cominciarono ad essere arrestate mentre protestavano, presero ad attuare lo sciopero della fame - e tramite la "Prisoners (Temporary Discharge for Ill Health) Act 1913" - si introdusse l'alimentazione forzata; il governo si trovò in una situazione alquanto imbarazzante. Da tutte queste azioni politiche le suffragette crearono con notevole successo una vasta pubblicità intorno al loro movimento il quale enunciava la discriminazione istituzionale e il sessismo.

#### Prima metà del XX secolo
Le donne entrarono prepotentemente nel mercato del lavoro durante la prima guerra mondiale con numeri senza precedenti, spesso in nuovi settori e scoprirono così il valore del proprio lavoro. La guerra lasciò anche un gran numero di donne afflitte dalla vedovanza e con una perdita netta di reddito familiare. La gran quantità di uomini uccisi e feriti spostò la composizione demografica. Ma la guerra divise anche i gruppi femministi, con molte donne che vi si opponevano e altre che rimasero coinvolte nella campagna della "piuma bianca" (una forma di patriottismo).
Studiose femministe come la storica Françoise Thébaud e Nancy F. Cott notarono in alcuni paesi una forte reazione conservatrice alla "Grande Guerra", citando a rinforzo della loro tesi immagini e letterature tradizionali le quali promossero la maternità. L'aspetto di questi tratti in tempo di guerra è stato denominato la "nazionalizzazione delle donne".

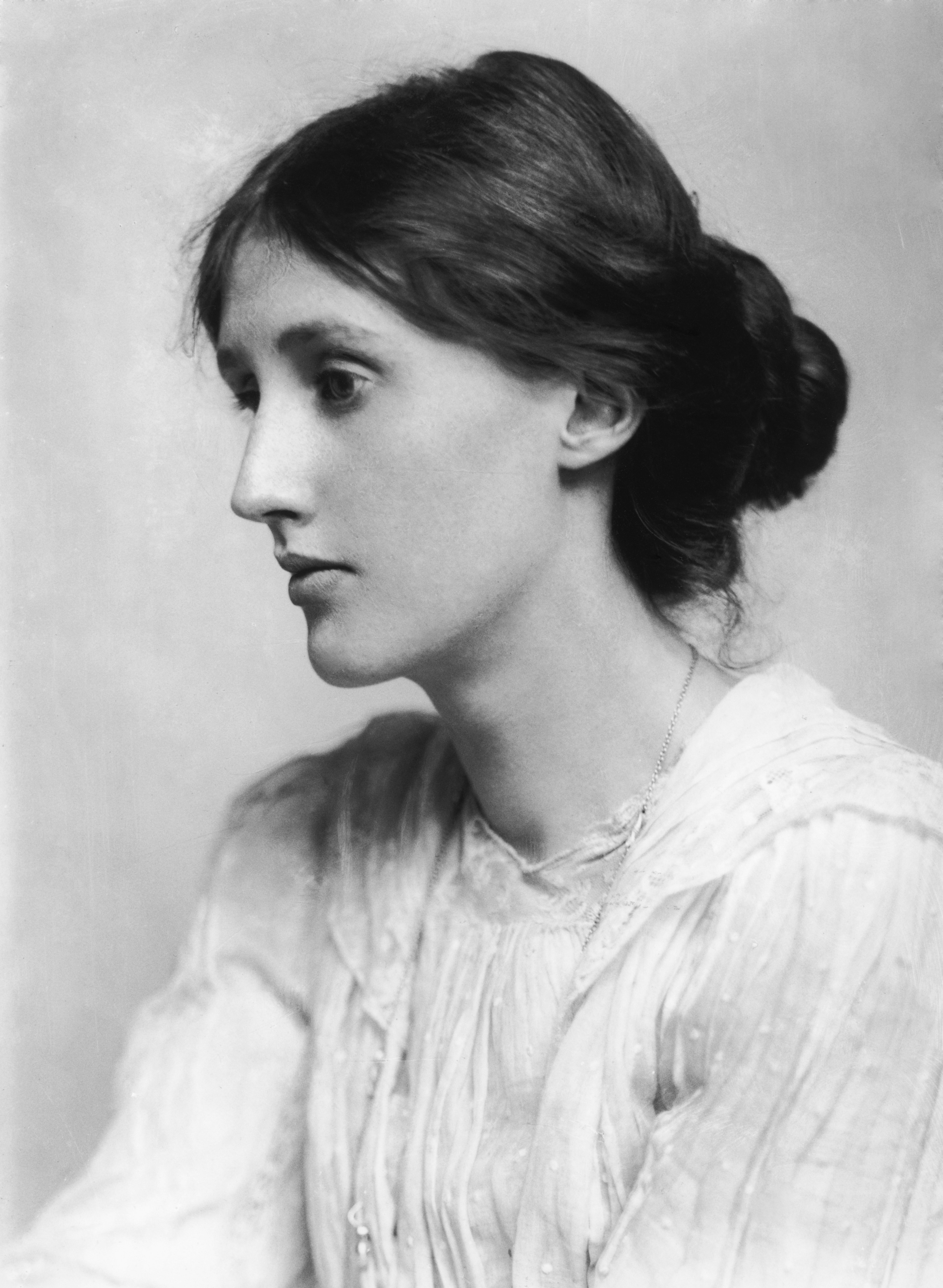
Virginia Woolf nel 1902.

Nel periodo interbellico combatterono l'opposizione data dalla discriminazione introdotta dall'establishment. Nel suo Una stanza tutta per sé del 1929 Virginia Woolf descrisse l'entità della sfida e la sua frustrazione allo spreco di tanti talenti femminili. In quest'epoca, la parola "femminismo" era in uso, ma con una connotazione negativa da parte dei mass-media, che scoraggiavano le donne a identificarsi come tali.
Nel 1938 Woolf scrisse del termine in Le tre ghinee: "una vecchia parola... che ha fatto molto danno nei suoi tempi e che è ormai obsoleta". Quando Rebecca West, un'altra scrittrice inglese di rilievo, venne attaccata per essere una "femminista" Woolf la difese. La storia femminista occidentale fino a questo momento è forse meglio riassunta nel suo commento: "io stessa non sono mai stata in grado di scoprire esattamente ciò che è il femminismo; so solo che le persone mi chiamano una femminista ogni volta che esprimo sentimenti che mi differenziano dall'essere uno zerbino. Una prostituta".
La scrittura di Woolf esaminò anche i costrutti di genere e rappresentò positivamente la sessualità lesbica. Nel corso degli anni venti, gli stili e gli atteggiamenti non tradizionali delle flapper divennero popolari tra le donne statunitensi e britanniche.

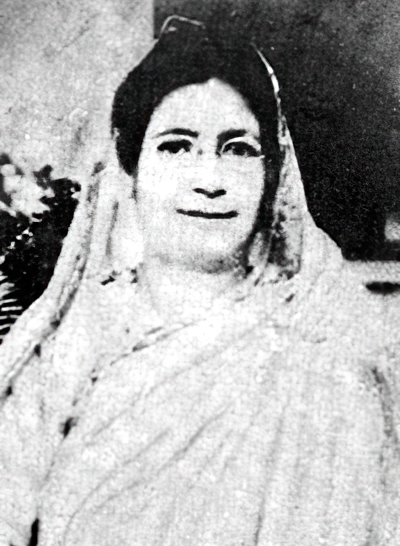
Foto di Rokeya Sakhawat Hossain.

#### Fantascienza femminista
All'inizio del XX secolo la "fantascienza femminista" emerse come un sottogenere della fantascienza classica che si occupava dei ruoli femminili nella società.
Le scrittrici femministe del movimento letterario utopistico-distopico al momento della prima ondata femminista affrontarono e si occuparono spesso del problema del sessismo. Charlotte Perkins Gilman lo fece con Herland (1915); mentre il Sultana's Dream fu scritto dalla femminista musulmana bengalese la Begum Rokeya Sakhawat Hossain (1880-1932); esso descrive una purdah invertita di genere in un mondo futuristico.
Durante gli anni venti scrittrici quali Clare Winger Harris (1891-1968) e Gertrude Barrows Bennett (1883-1948) fecero pubblicare storie di fantascienza scritte a partire da una prospettiva femminile e occasionalmente affrontarono argomenti di genere e di sessualità, mentre popolarmente i Pulp magazine durante gli anni venti e trenta esagerarono la mascolinità assieme ai ritratti più stereotipati e sessisti delle donne.
Nel corso degli anni sessanta la fantascienza arrivò a combinare il sensazionalismo con le critiche politiche e tecnologiche della società. Con l'avvento del femminismo i ruoli femminili vennero interrogati approfonditamente in questo "genere sovversivo ed espansivo della mente".
La fantascienza femminista pose domande su questioni sociali, su come la società sia coinvolta nella costruzione del ruolo di genere, su come la riproduzione sessuata definisce la sessualità, su come il potere politico rispettivamente degli uomini e delle donne continui a essere fortemente diseguale. Alcune delle più notevoli opere femministe di fantascienza illustrarono questi temi utilizzando l'utopia, per poter esplorare quelle società in cui non esistessero differenze di genere o squilibri di potere di genere, e distopie, per esplorare mondi dove le disuguaglianze di genere si esaltano, affermando così la necessità di continuare il lavoro femminista.

#### Riforma elettorale
Tramite la "Representation of the People Act 1918" il Regno Unito concesse il voto quasi universale agli uomini e il suffragio alle donne oltre i trent'anni di età. La "Representation of the People (Equal Franchise) Act 1928" estese il suffragio paritario sia agli uomini sia alle donne; così facendo esaltò anche il compito socioeconomico dell'elettorato verso la classe operaia, favorendo in tal maniera il Partito Laburista il quale risultava essere maggiormente simpatetico riguardo alle questioni femminili.
Le elezioni immediatamente successive diedero ai laburisti la maggioranza dei seggi al Parlamento del Regno Unito; le riforme elettorali attuate permisero anche alle donne di potersi candidare. Christabel Pankhurst non riuscì ad ottenere un seggio nel 1918, ma già l'anno seguente e nel 1920 sia la viscontessa Nancy Astor che Margaret Wintringham (1879-1955) vinsero rispettivamente per il Partito Conservatore e il Partito Liberale, sostituendo i propri mariti e occupandone i posti. I laburisti riuscirono ad interromperne la carriera nel 1924.

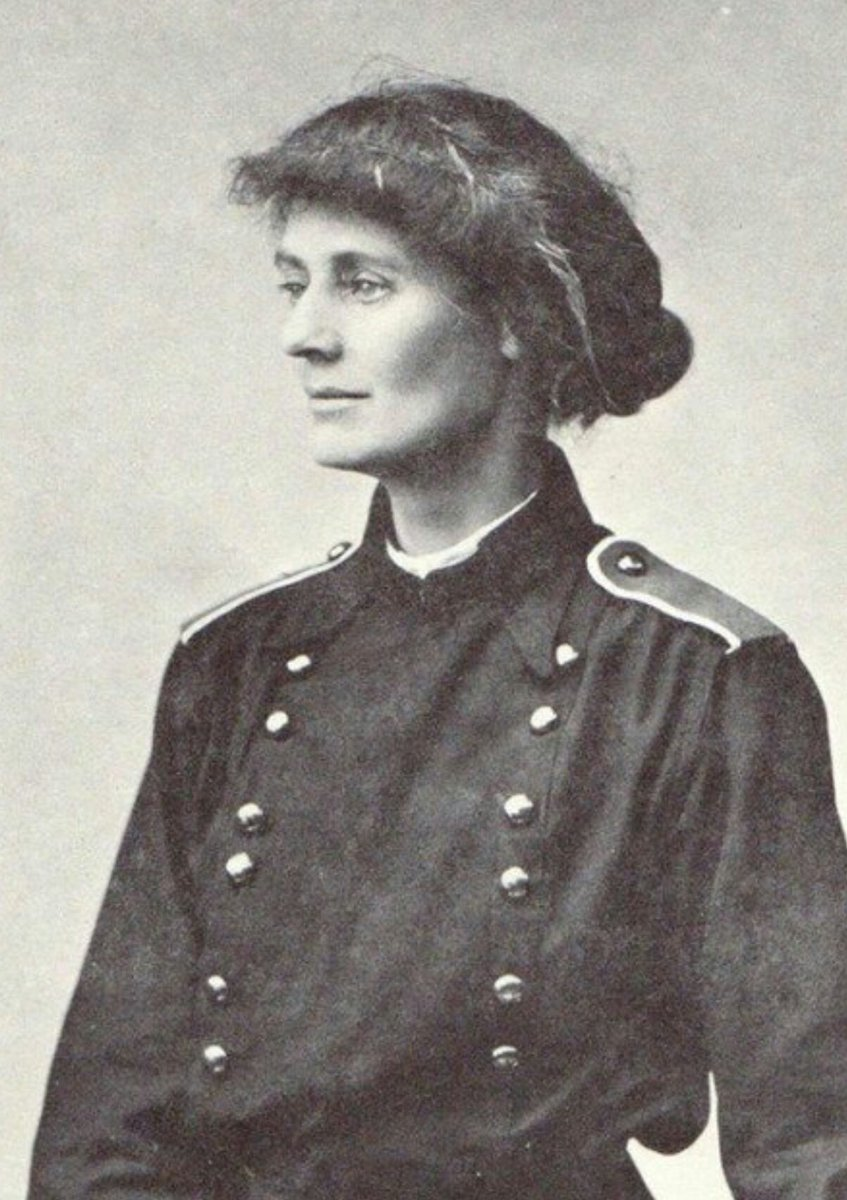
La contessa irlandese Constance Markievicz.

Constance Markievicz (1868-1927) per Sinn Féin fu la prima donna eletta in Irlanda nel 1918 ma, nella sua qualità di nazionalista irlandese, si rifiutò di occuparne il posto. La proposta di Astor di organizzare una "festività femminile" nel 1929 non ebbe successo e ancora nel 1940 sedevano sugli scranni parlamentari solamente 12 donne.
Le donne si guadagnarono una notevole esperienza personale nel corso degli anni seguenti, anche grazie ad una serie di governi di minoranza i quali assicurarono elezioni quasi annuali. Anche l'affiliazione con i laburisti si rivelò un problema per la "National Union of Women's Suffrage Societies" (Unione Nazionale delle Società per la Parità di Cittadinanza, NUWSS), che aveva ben poco sostegno tra i conservatori. Tuttavia la loro persistenza venne premiata quando uno dei Primi ministri del Regno Unito, Stanley Baldwin, non portò alla promulgazione della "Representation of the People (Equal Franchise) Act 1928".
Le donne europee hanno ricevuto il diritto di voto in Danimarca e in Islanda nel 1915 (con suffragio pieno nel 1919), in Russia nel 1917, in Austria, Repubblica di Weimar e Canada nel 1918, in molti paesi tra cui i Paesi Bassi nel 1919, in Cecoslovacchia, Turchia e Sudafrica nel 1930. Le donne francesi non hanno ricevuto il voto fino al 1945 e quelle italiane fino al 1946. Il Liechtenstein è stato uno degli ultimi paesi al mondo a concedere il voto ale donne, nel 1984.

#### Riforma sociale
Il cambiamento politico non mutò immediatamente anche le circostanze sociali. Con la recessione le donne furono da subito il settore maggiormente vulnerabile della forza lavoro; alcune che avevano occupato dei posti nel settore dell'occupazione prima della guerra furono obbligate a ritirarsi a causa dei soldati di ritorno dal fronte, mentre altre vennero semplicemente licenziate come eccedenti.
Con un franchising limitato il "National Union of Women's Suffrage Societies" (NUWSS) si trasformò in una nuova organizzazione chiamata "National Union of Societies for Equal Citizenship" (NUSEC) la quale sostenne ancora la parità di franchise, ma estese anche il suo campo di applicazione per esaminare le uguaglianza nelle aree sociali ed economiche.
La riforma legislativa venne ricercata per far abolire le leggi discriminatorie ancora vigenti (ad esempio il diritto di famiglia e le questioni inerenti alla prostituzione) oltre che sulle differenze esistenti tra uguaglianza ed equità, accordi che avrebbero consentito alle donne di superare gli ostacoli e le barriere all'esecuzione di uguaglianza ed equità (noti negli anni successivi come "uguaglianza contro le differenze della differenza".

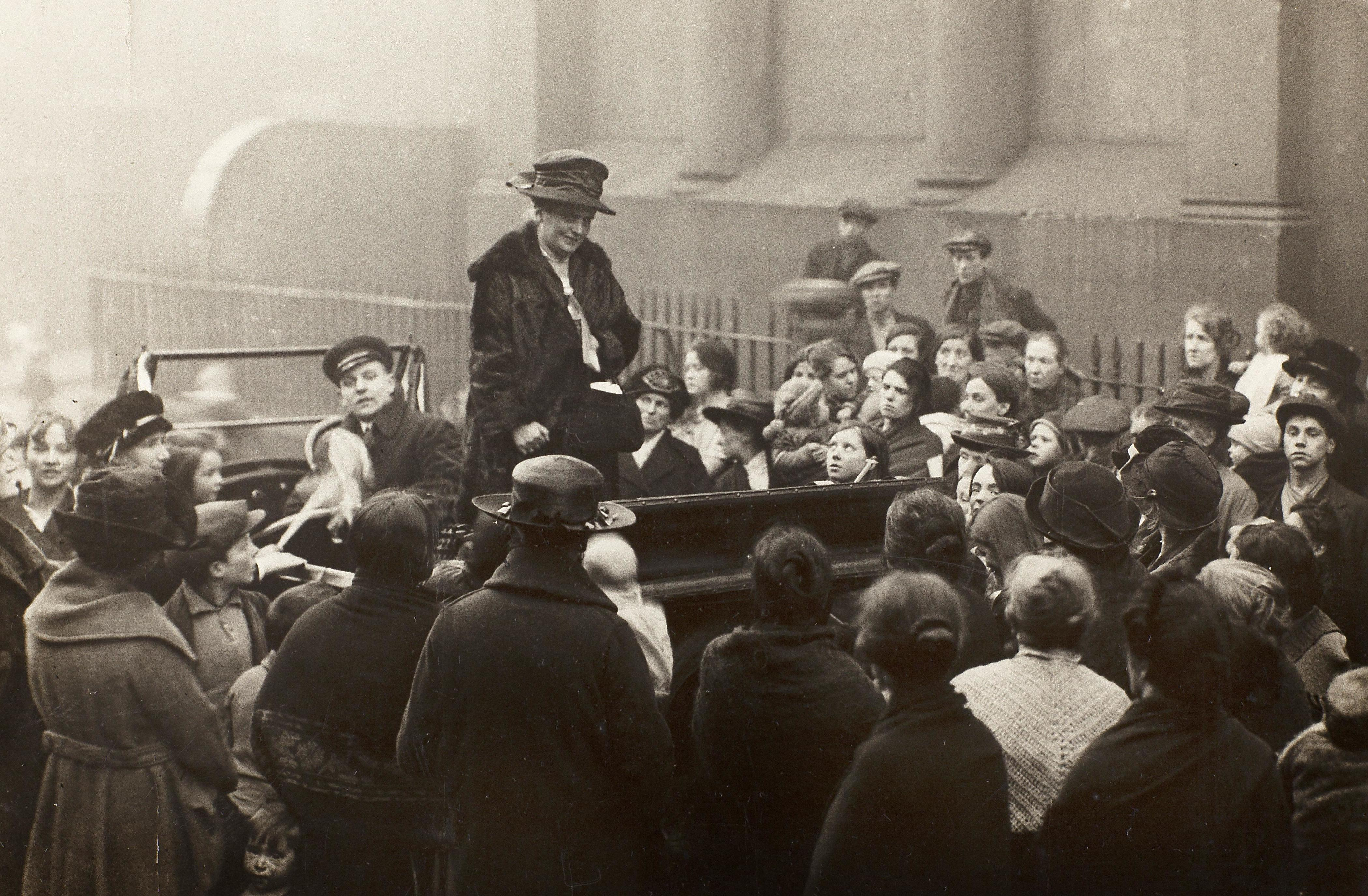
Foto di Eleanor Rathbone nel 1922.

Eleanor Rathbone (1872-1946), che divenne membro del parlamento britannico nel 1929, successe a Millicent Garrett Fawcett alla presidenza del NUSEC nel 1919; ella espresse la necessità critica di considerare la differenza nei rapporti di genere come "ciò che le donne devono soddisfare nelle potenzialità delle proprie nature". Le riforme sociali del governo laburista del 1924 crearono una divisione formale, dato che nel maggio del 1926 un gruppo scismatico di rigorosi egualitari costituì l'"Open Door Council". Questo divenne finalmente un movimento internazionale che proseguì i suoi lavori fino al 1965.
Altre importanti normative sociali di questo periodo compresero la "Sex Disqualification (Removal) Act 1919", che aprì le libere professioni alle donne, e la "Matrimonial Causes Act 1923" (legge sul diritto matrimoniale). Nel 1932 NUSEC separò il suo lavoro di patrocinio dall'istruzione e continuò le attività precedenti come "National Council for Equal Citizenship" (Consiglio nazionale per la parità di cittadinanza) e quest'ultimo poi come "Townswomen's Guilds" (Gilda dei cittadini, TG). Il Consiglio continuò la propria opera fino al termine della seconda guerra mondiale.

#### Diritti riproduttivi
Le leggi dell'epoca impedirono alle femministe di discutere e affrontare i diritti riproduttivi. Annie Besant fu giudicata e condannata ai termini dell'"Obscene Publications Act 1857" nel 1887 per aver fatto pubblicare i risultati filosofici di Charles Knowlton intitolati Fruits of Philosophy, un'opera incentrata sulla pianificazione familiare e la contraccezione, in quanto risultante essere una "pubblicazione oscena".
Knowlton venne precedentemente condannato anche negli Stati Uniti d'America per la stessa ragione. Besant e il suo collega Charles Bradlaugh vennero in seguito assolti in giudizio. La pubblicità conseguente contribuì a determinare un calo del tasso di natalità in tutto il Regno Unito. Besant più tardi scrisse anche The Law of Population.

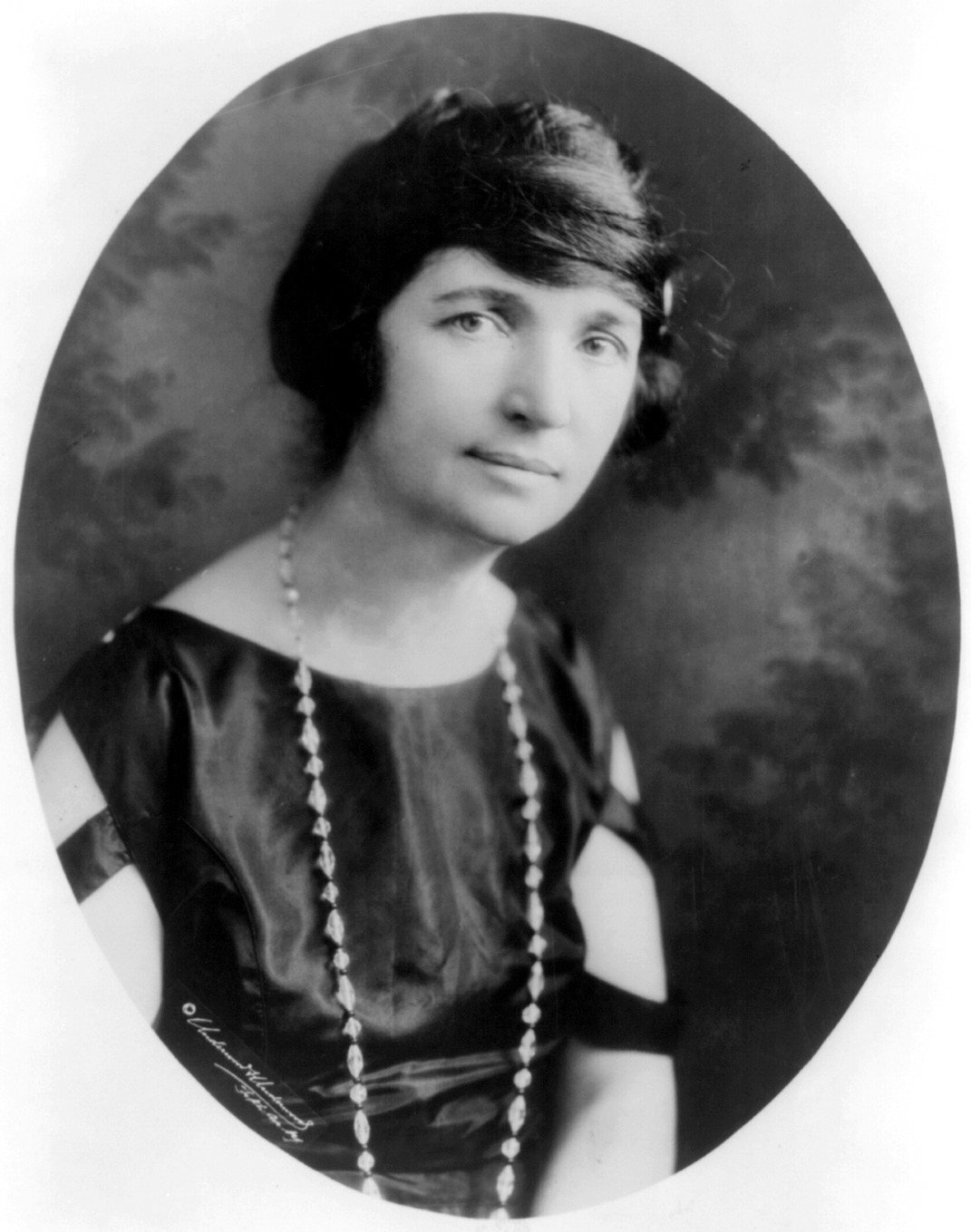
Margaret Sanger nel 1922.

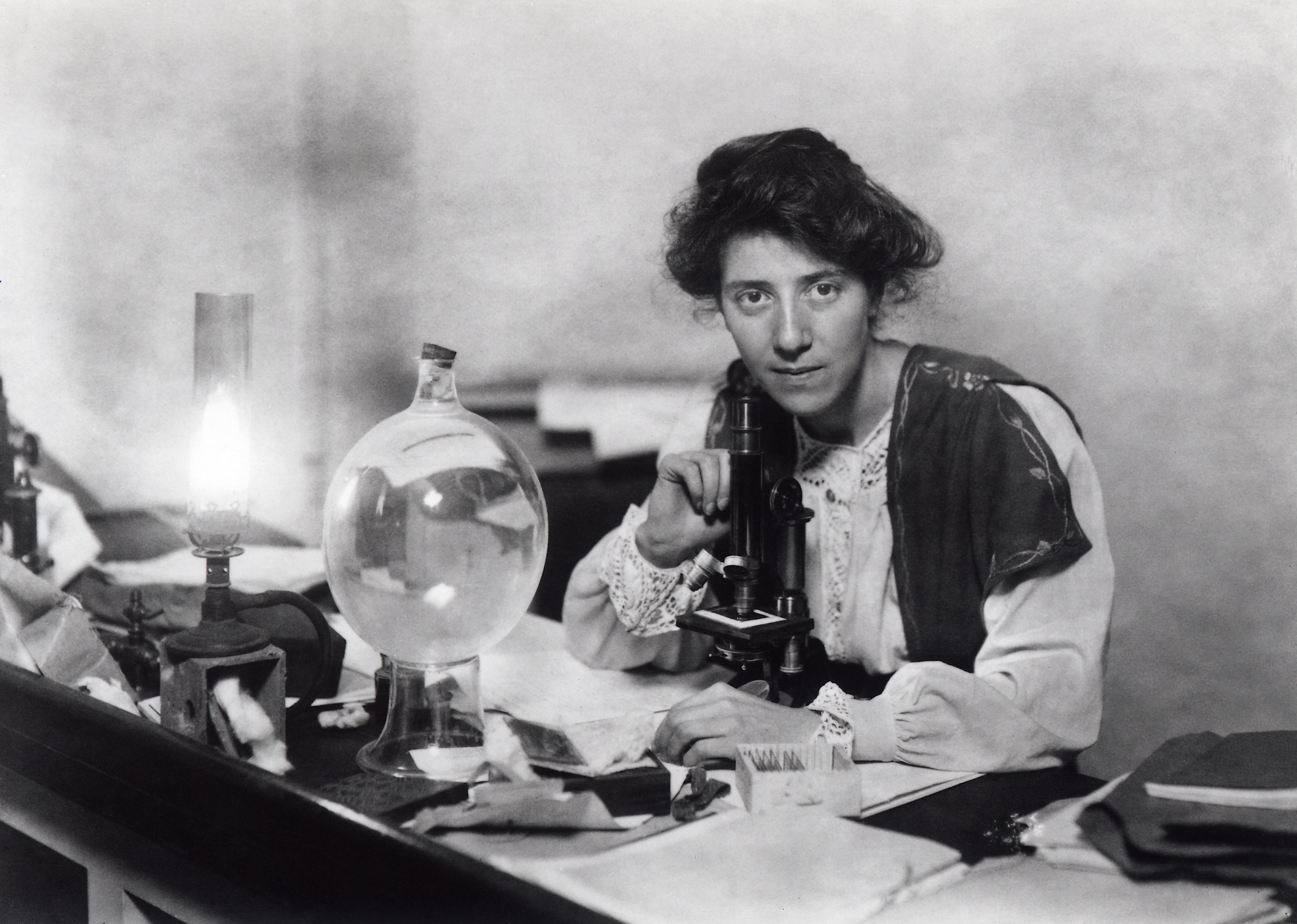
Marie Stopes nel suo laboratorio di ricerca nel 1904.

Negli Stati Uniti Margaret Sanger venne perseguitata per il suo libro Family Limitation ai termini delle "Comstock laws" nel 1914 e fu costretta a fuggire in Gran Bretagna fino a quando non fu sicura di poter tornare. Il lavoro di Sanger venne perseguito anche nelle isole britanniche; qui fece la conoscenza con Marie Stopes la quale non fu mai condannata anche se regolarmente denunciata per la sua promozione del controllo delle nascite. Nel 1917 Sanger iniziò la pubblicazione stabile del suo giornale Birth Control Review.
Nel 1926 Sanger arrivò a tenere una conferenza sul controllo delle nascite rivolta alle donne ausiliarie del Ku Klux Klan a Silver Lake nel New Jersey, che definì un'"esperienza strana". La costituzione dell'"Abortion Law Reform Association" nel 1936 fu un fatto che risultò essere ancora più controverso. La sanzione britannica per il reato di aborto era già stata ridotta dalla pena di morte all'ergastolo tramite la "Offences against the Person Act 1861", anche se alcune eccezioni vennero consentite nell'"Infant Life (Preservation) Act 1929".
Dopo le accuse formulate dall'esperto di ginecologia Aleck Bourne nel 1938 sui pericoli conseguenti agli aborti clandestini, un Comitato apposito presieduto dal barone Norman Birkett nel 1939 formulò tutta una serie di raccomandazioni volte a favorire una riforma, che però vennero tutte accantonate allo scoppio della seconda guerra mondiale, insieme a molte delle altre maggiori questioni femminili.

Nei Paesi Bassi Aletta Jacobs (1854-1929), il primo medico-donna olandese, assieme alla femminista Wilhelmina Drucker (1847-1925) condussero discussioni e azioni a favore dei diritti riproduttivi. Jacobs giunse ad importare diaframmi dalla repubblica di Weimar per poterli distribuire gratuitamente alle donne povere.

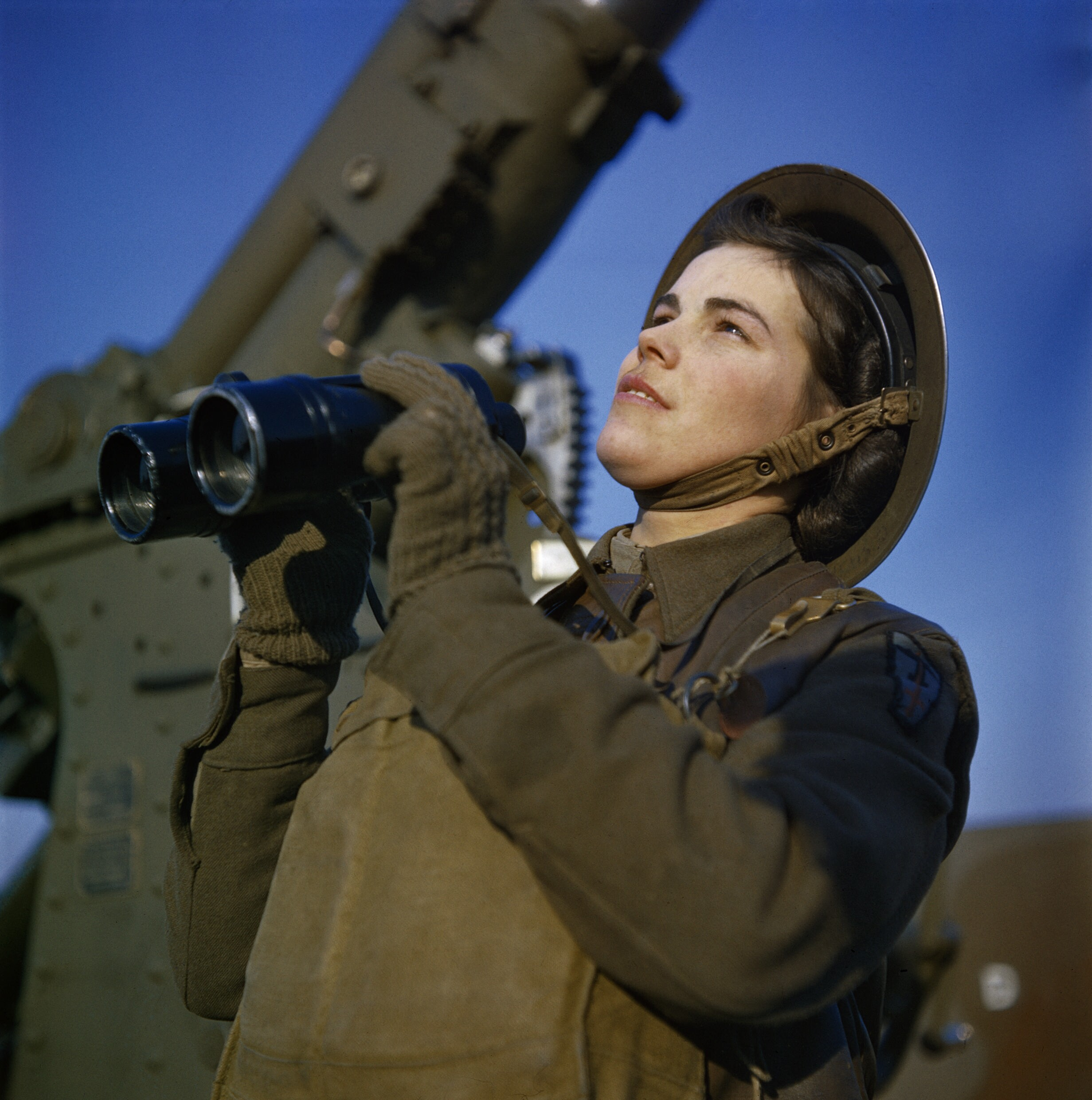
Una giovane donna dell'Auxiliary Territorial Service mentre controlla i cieli nel dicembre 1942.

### Seconda guerra mondiale
Nella maggior parte dei paesi che si ritrovarono in prima linea le donne si offrirono volontariamente o vennero reclutate col il compito di svolgere svariate attività a sostegno dello sforzo nazionale di guerra. In Gran Bretagna le donne vennero assegnate ai servizi di lavoro industriale o a quello militare non combattuto. I servizi britannici giunsero ad arruolare fino a 460.000 donne; il più vasto di questi, l'Auxiliary Territorial Service ebbe fino ad un massimo di 213.000 donne iscritte, molte delle quali servirono nel ruolo di combattimento della contraerea.

In molti paesi, tra cui la Germania nazista e l'Unione delle Repubbliche Socialiste Sovietiche le donne si offrirono volontariamente o vennero coscritte; in Germania le giovani donne furono volontarie nella Lega delle ragazze tedesche e assistettero la Luftwaffe nelle operazioni di contraerea o in qualità di combattenti guerrigliere nella Werwolf contro le linee degli alleati della seconda guerra mondiale.
In Unione Sovietica circa 820.000 donne servirono in ambito militare come medici, operatrici radiofoniche, ausiliarie nella conduzione di autocarri, cecchine, fino ad essere piloti da combattimento e ufficiali di comando.
Molte donne statunitensi mantennero i loro lavori domestici e spesso a questi vi aggiunsero anche un lavoro retribuito, specialmente se collegato a un lavoro bellico. Molto più di quanto non accadde nella guerra precedente un numero assai elevato di donne venne assunto per lavori non specializzati o semi qualificati nel campo dell'approvvigionamento di munizioni e le barriere contro le donne sposate si alleviarono. La popolare icona Rosie the Riveter divenne uno dei maggiori simboli per un'intera generazione di donne lavoratrici americane.
Inoltre 300.000 donne servirono in uniforme militare statunitense in organizzazioni come la "Women's Army Corps" e WAVES. Con molti ragazzi scomparsi gli organizzatori sportivi cercarono di creare squadre professionali femminili come la "All-American Girls Professional Baseball League", che venne chiusa poco dopo il termine della guerra. Nel corso del secondo dopoguerra la maggior parte delle fabbriche di munizioni vennero chiuse e i piani di lavoro civile sostituirono presto le loro temporanee lavoratrici con i veterani di ritorno, che ebbero la priorità.

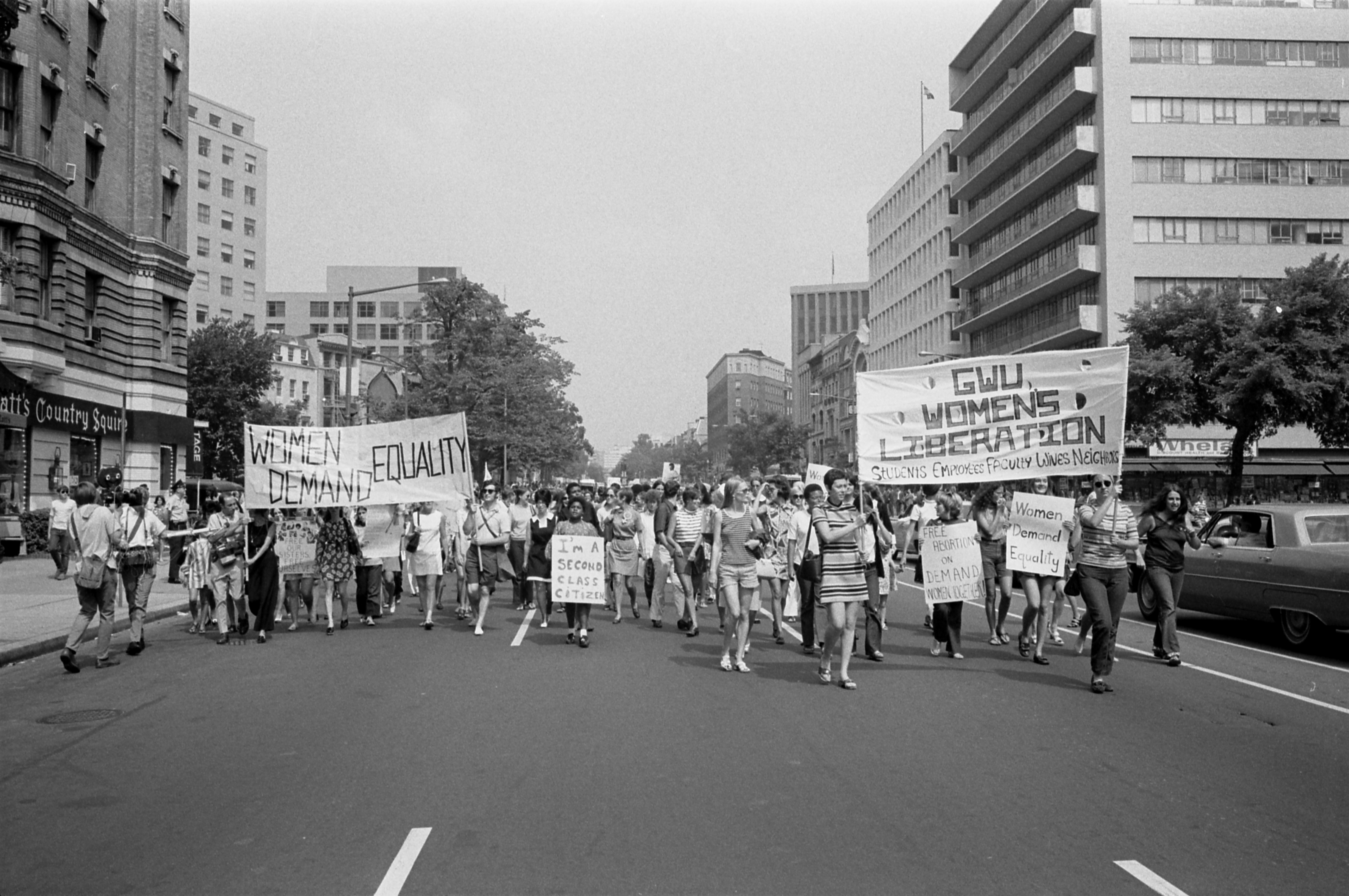
Manifestazione femminista a Washington nel 1970.

### Seconda ondata
Il femminismo della seconda ondata individua un periodo di attività femminista svoltasi dagli inizi degli anni sessanta fino al termine degli anni ottanta, che videro inestricabilmente collegate le disuguaglianze culturali e politiche. Il movimento incoraggiò le donne a comprendere quegli aspetti della loro vita personale in una maniera profondamente politicizzata, visti come riflessi di una struttura di potere volta inestricabilmente verso il sessismo.
Mentre le femministe della prima ondata si concentrarono su alcuni diritti delle donne assoluti come il suffragio femminile, le femministe della seconda ondata si concentrarono su altre questioni di uguaglianza culturale, come il porre fine una volta per tutte alla discriminazione.

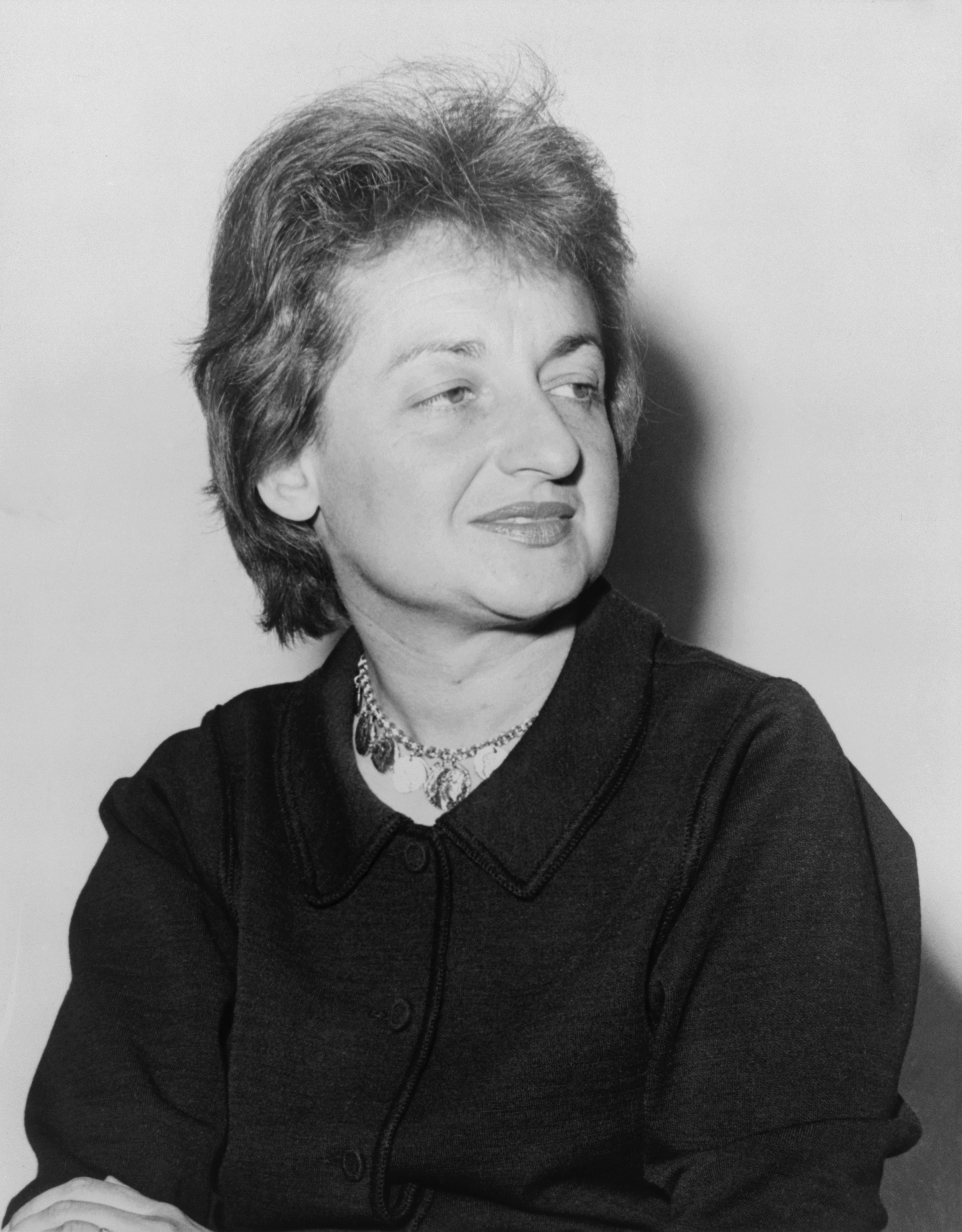
Betty Friedan nel 1960.

#### Betty Friedan, la mistica femminile e la liberazione femminile
Nel 1963 la pubblicazione di La mistica della femminilità per opera di Betty Friedan (1921-2006) divenne la voce per il malcontento e il disorientamento che le donne sentivano per essere state accantonate in posizioni di occupazioni casalinghe e familiari dopo esser riuscite ad ottenere almeno un diploma. Nel testo Friedan esplorò le radici del cambiamento dei ruoli femminili dalla forza lavoro essenziale durante la seconda guerra mondiale allo status di casalinga e madre nell'immediato dopoguerra e valutò le forze che condussero questo cambiamento nella percezione dei ruoli femminili.
Nel corso del decennio successivo il movimento di emancipazione femminile attraverso "Women's Liberation" divenne una frase e un concetto comuni.

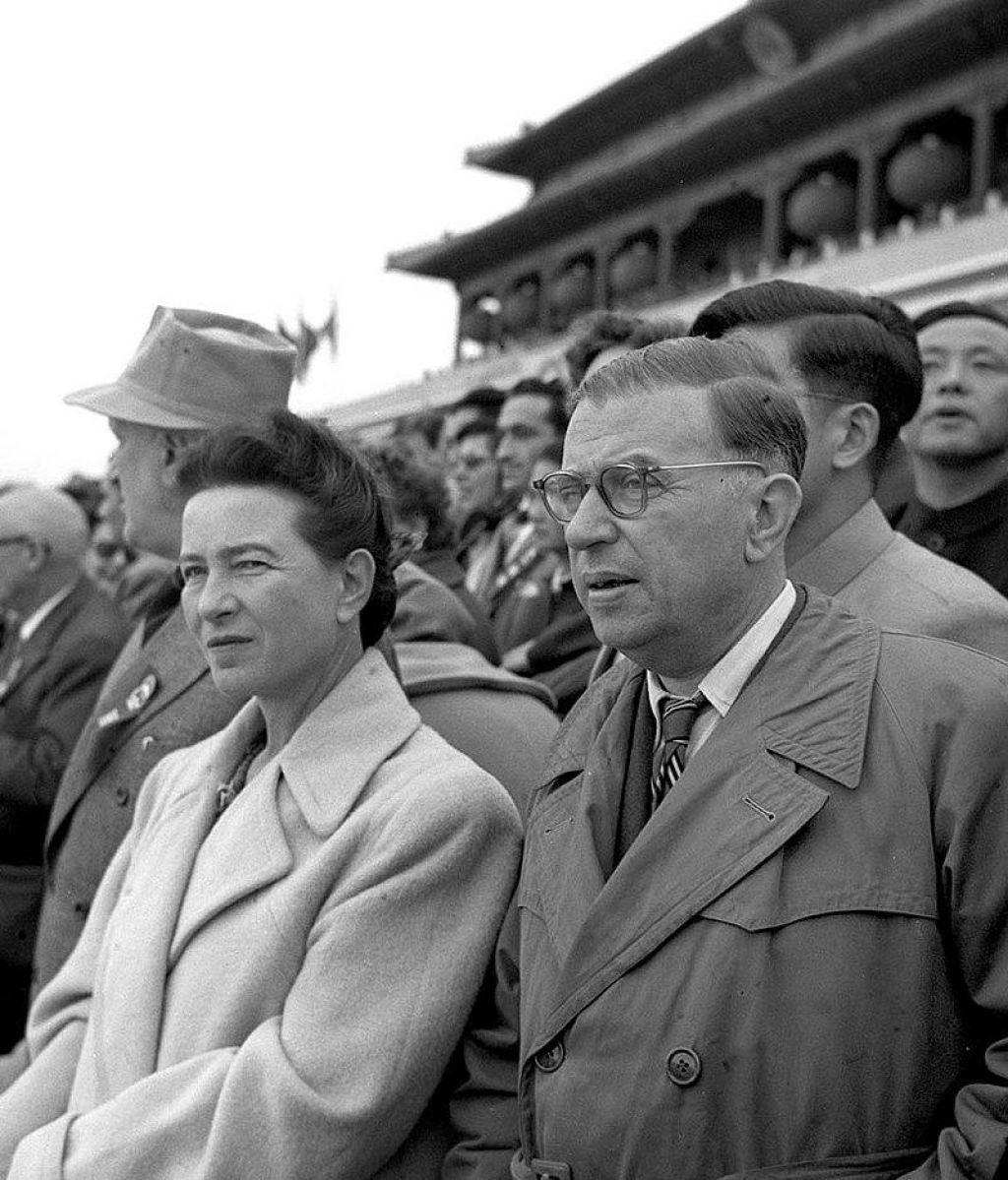
Simone de Beauvoir assieme a Jean-Paul Sartre a Pechino nel 1955.

L'espressione "liberazione femminile" è talvolta usato per riferirsi al femminismo nel corso della sua storia, ma il termine è divenuto di diffusione popolare solo recentemente.
Il concetto di "liberazione" venne associato alle aspirazioni femministe già a partire dal 1895; appare in seguito nel contesto della "liberazione delle donne" nel 1949 con Il secondo sesso della filosofa francese Simone de Beauvoir (1908-1986), comparendo poi nella sua traduzione inglese nel 1953. La frase "liberazione femminile" fu utilizzata per la prima volta nel 1964, in stampa nel 1966. L'equivalente francese, "libération des femmes", risale al 1911.
La frase "liberazione delle donne" venne utilizzata nel 1967 dal movimento studentesco statunitense Students for a Democratic Society, che tenne una discussione sul tema. Nel 1968 la frase "Fronte di liberazione delle donne" apparve per la prima volta all'interno della rivista Ramparts e cominciò presto a far riferimento al movimento femminista nel suo complesso.
A Chicago le donne disilluse dalla New Left s'incontrarono separatamente nel 1967 e fecero pubblicare Voice of the Women's Liberation Movement (Voce del Movimento di Liberazione Femminile) nel marzo del 1968. Quando il concorso di Miss America si svolse ad Atlantic City nel settembre di quell'anno i mezzi di comunicazione di massa fecero riferimento, dandogli un ampio risalto, alle manifestazioni che ne derivarono come ispirate da "Women's Liberation". La "Chicago Women's Liberation Union" venne costituito nel 1969.
Gruppi simili con titoli simili apparvero in molte parti degli Stati Uniti d'America; l'incendiare il reggiseno, anche se come atto puramente fittizio, si associò al movimento e i media presto coniarono ulteriori termini come "libber", anche se "Women's Liberation" riuscì a persistere sugli altri termini rivali del nuovo femminismo, catturò l'immaginazione popolare e rimase nel tempo accanto al vecchio termine "Women's Movement".
Il femminismo, la sua teorizzazione e il suo attivismo nel corso degli anni sessanta vennero informati e alimentati dal clima sociale, culturale e politico di quel decennio. Questa volta fu caratterizzato da una maggior partecipazione femminile all'istruzione superiore, oltre che con l'istituzione di corsi di studi accademici sulle donne e con dipartimenti d'ideologia femminista in altri settori connessi come la politica, la sociologia, la storia e la letteratura. Questo cambiamento accademico negli interessi mise fortemente in discussione lo status quo, i suoi standard e soprattutto la sua autorità.
L'ascesa del movimento di liberazione delle donne rivelò ben presto l'esistenza di "femminismi multipli" o diverse lenti femministe sottostanti, anche a causa delle differenti origini dalle quali i vari gruppi si erano venuti a formare e intersecarsi, oltre che per la complessità e la contraddittorietà dei problemi affrontati.

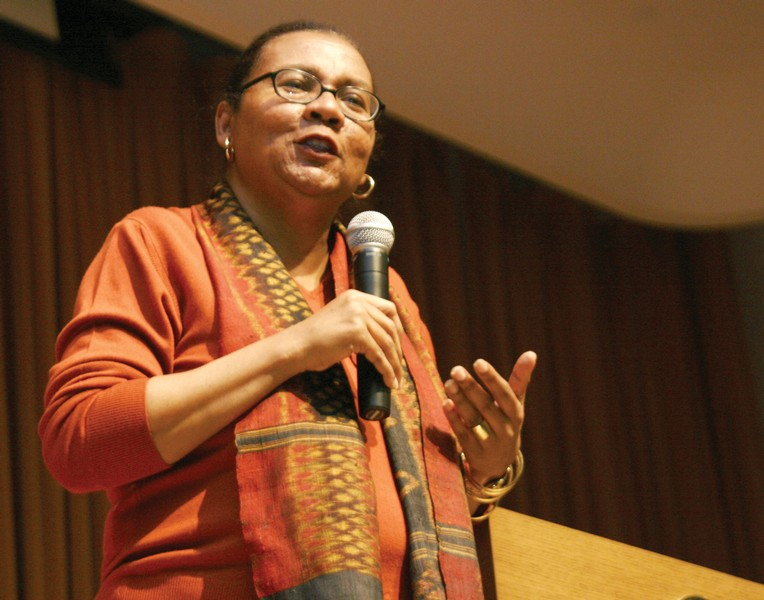
Bell Hooks ad un incontro nel 2009.

bell hooks (1952- ) è nota per essere un'importante critica del movimento, innanzitutto per il suo fallimento nel dare voce alle donne più oppresse, per la mancanza di enfasi sulle disuguaglianze razziali e di ceto sociale, infine per la distanza assunta nei confronti delle tematiche che maggiormente dividono le donne stesse.

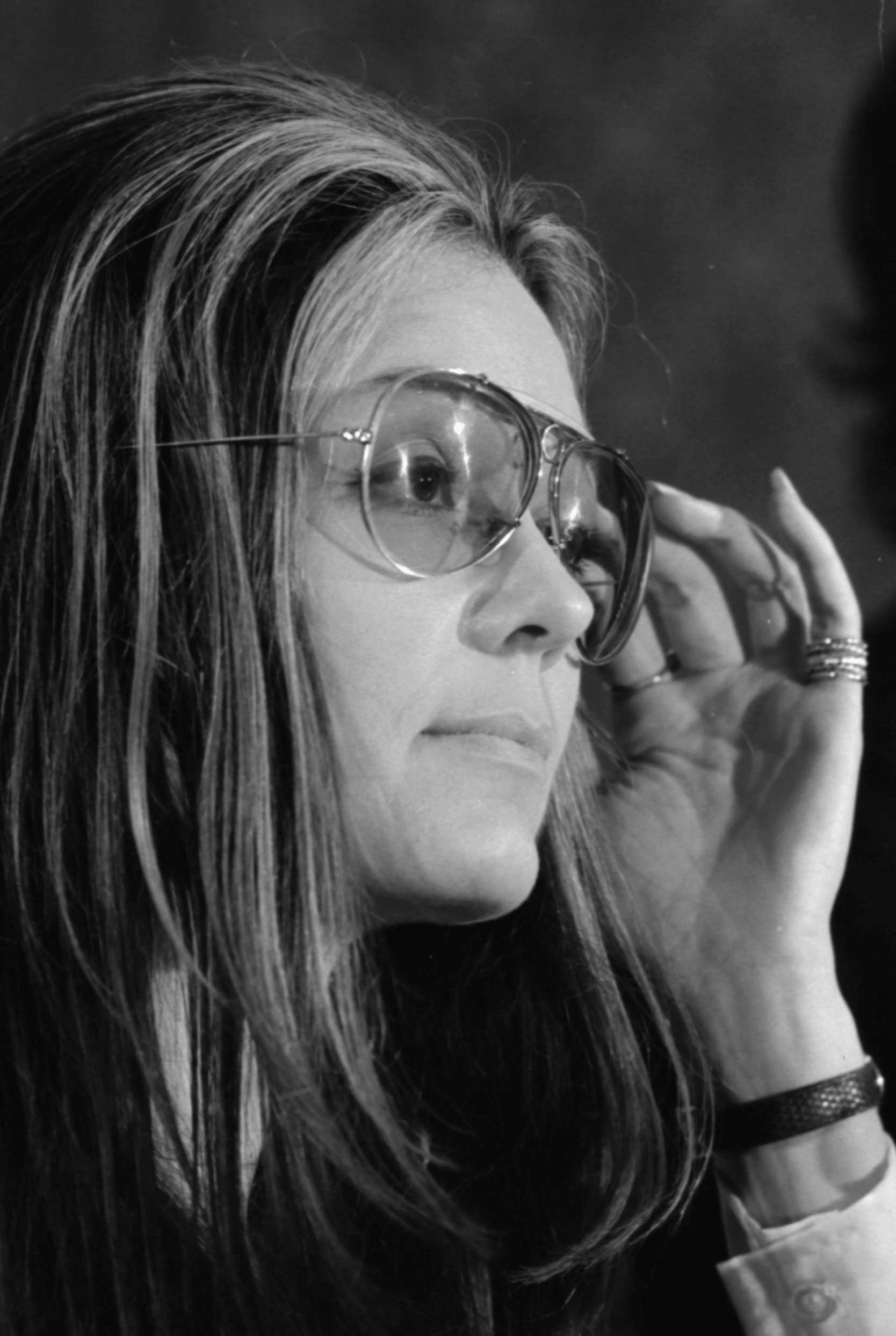
Gloria Steinem nel 1972 alla conferenza dell'"Women's Action Alliance".

#### Italia anni sessanta-settanta
Nel corso di questi due decenni le militanti femministe italiane non mancarono di criticare le attiviste degli anni precedenti, ma in questo modo si trovarono molte volte in contrapposizione diretta tra di loro.
Spesso associate con i movimenti della New Left e tentate, secondo i loro avversari, dall'estrema sinistra (vedi movimento del Settantasette), si trovarono invece anche a volte inserite in partiti politici meglio integrati nella politica classica.
L'Unione donne italiane, legata soprattutto al partito comunista italiano e al partito socialista italiano, ebbe un'opinione piuttosto negativa nei confronti di questo movimento. Tuttavia le divisioni gradualmente diminuirono e quelle che originariamente erano state considerate come richieste estreme finirono con l'essere recuperate dagli stessi partiti ufficiali.
Il referendum del 1974 confermò la legge sul divorzio, così come, per effetto dei referendum del 1981, rimase in vigore la legge sull'aborto.

#### Scrittrici femministe
Autorizzate da La mistica della femminilità le nuove attiviste femministe degli anni settanta affrontarono maggiormente le questioni politiche e sessuali nella loro scrittura, inclusa la rivista Ms. di Gloria Steinem (1934- ) e il libro Sexual Politics di Kate Millett (1934- ). L'indagine spietata di Millett sugli scrittori maschi, i loro atteggiamenti e le loro preoccupazioni, volle dimostrare che il sesso è anche politica e che la politica raffigura sempre il potere squilibrato nei rapporti di genere.
The Dialectic of Sex della canadese Shulamith Firestone (1945-2012) descrive una rivoluzione basata sul marxismo riferita come "La guerra del sesso". Considerando i dibattiti svolti sul patriarcato ella sostenne che la dominazione maschile era oramai una questione datata "oltre la storia registrata nello stesso regno animale". Ora il femminismo era entrato anche nel Dizionario.

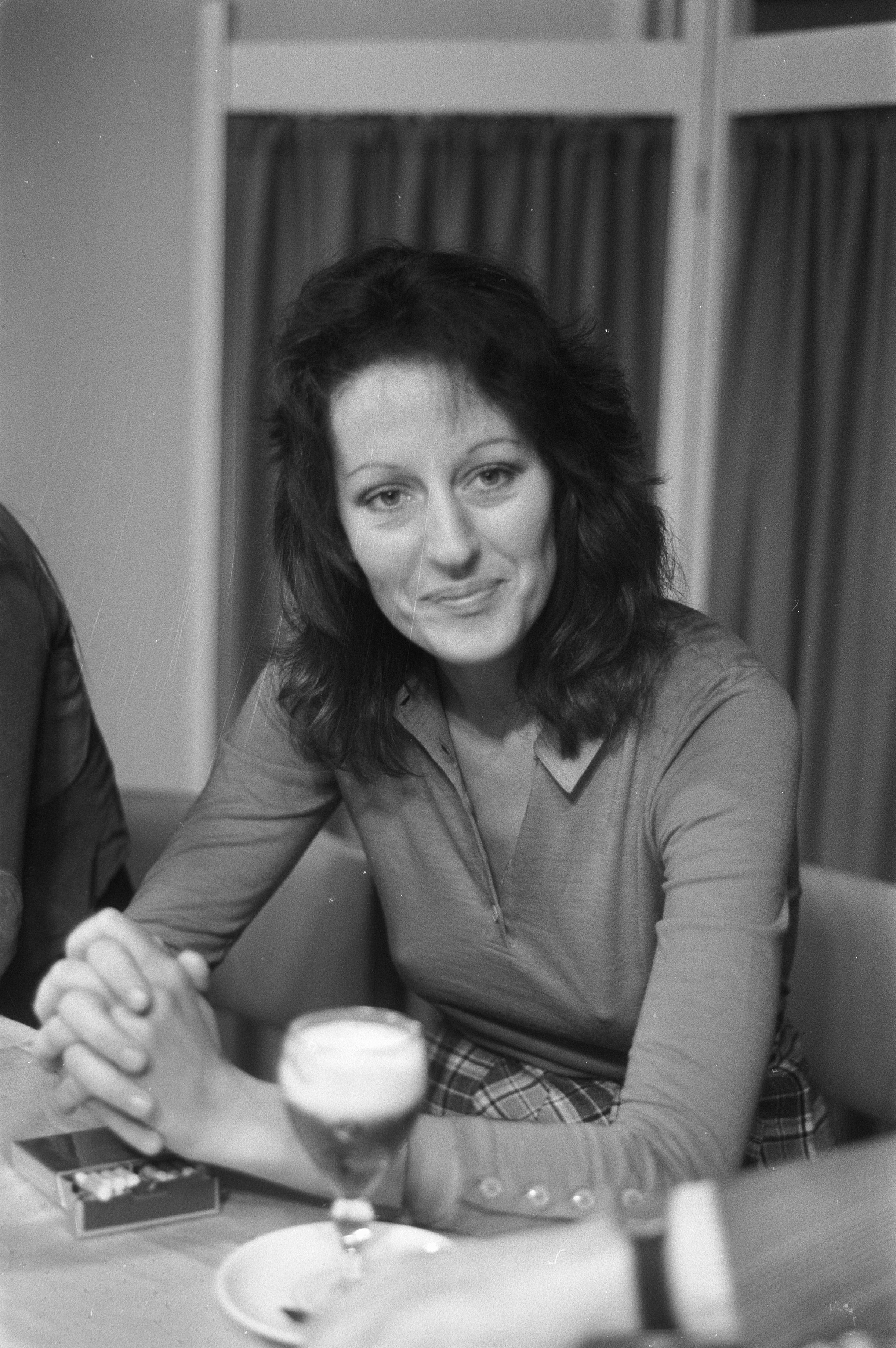
Germaine Greer nel 1972.

L'eunuco femmina dell'australiana Germaine Greer (1938- ), Women's Liberation and the New Politics della britannica Sheila Rowbotham (1943- ) e Woman's Estate della psicanalista neozelandese Juliet Mitchell (1940- ) rappresentano la prospettiva anglofona. Mitchell sostenne che il movimento avrebbe dovuto essere visto come un fenomeno internazionale con manifestazioni diversificate basate sulla cultura locale.
Le donne britanniche si avvicinarono alla sinistra politica e organizzarono piccoli gruppi di discussione locali, in parte attraverso il "London Women's Liberation Workshop" e le sue pubblicazioni come Shrew e la newsletter LWLW. Sebbene vi fossero anche delle manifestazioni, la messa a fuoco rimase sulla sensibilizzazione o sull'attivismo politico destinato a portare una causa o una condizione specifica all'attenzione di un pubblico sempre più ampio.
Kathie Sarachild (1943- ) con il gruppo del femminismo radicale "Redstockings" ebbe a descrivere la sua funzione precipua nell'azione che le donne "trovino quello che prima pensavano fosse un dilemma individuale come invece una situazione sociale". Le donne scoprirono che le loro esperienze eminentemente personali erano in realtà informazioni che avrebbero potuto trovare fiducia nella formulazione di analisi politiche generali.
Nel frattempo, negli Stati Uniti, le frustrazioni femminili si cristallizzarono attorno alla mancata ratifica dell'Equal Rights Amendment nel corso degli anni settanta. Il libro del 1975 Against Our Will (Contro la nostra volontà) della giornalista Susan Brownmiller (1935- ) introdusse un programma esplicito contro la violenza maschile, in particolare la violenza sessuale maschile, in un trattato sullo stupro. La sua affermazione secondo cui "la pornografia è la teoria e lo stupro è la pratica" produsse sensi di colpa profondi intorno ai concetti di oggettivazione e di mercificazione dei valori spirituali della donna. L'altro grande libro di Brownmiller, In our Time (2000) è invece una storia della liberazione femminile.
Infine, da menzionare come contributo originale, vi è anche lo SCUM Manifesto (Manifesto per l'eliminazione dei maschi) di Valerie Solanas datato 1967.

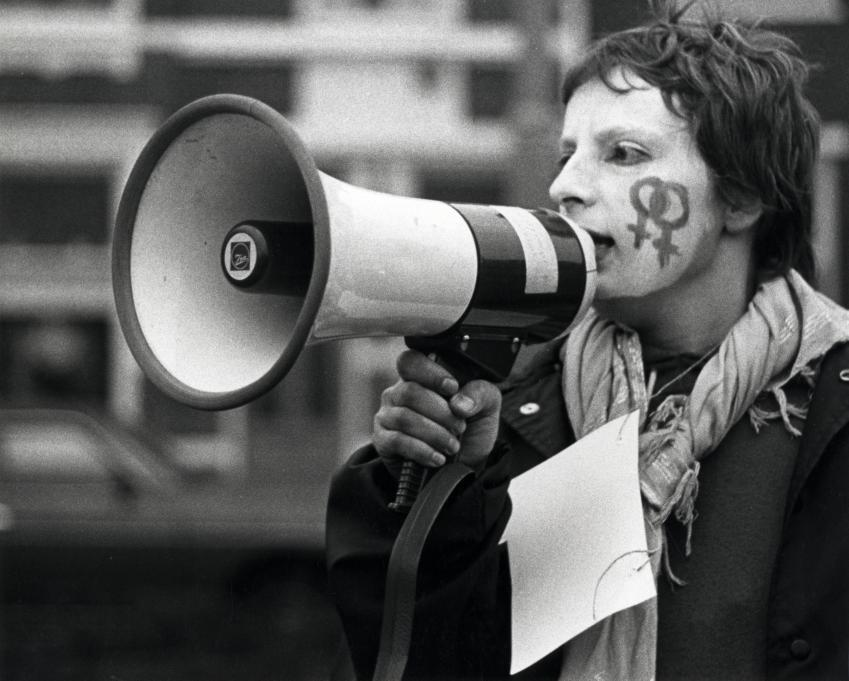
Manifestazione pro-aborto nel Paesi Bassi nel 1981.

#### Unità del femminismo occidentale
Mentre l'obiettivo principale della prima ondata femminista fu quello del raggiungimento della parità di diritti giuridico-civili tra uomini e donne, la seconda ondata, anche se non si limitò a questo, si concentrò fondamentalmente sul tema del corpo delle donne e sul diritto a disporne liberamente; pertanto i problemi legati alla libertà sessuale, alla contraccezione e all'aborto divennero centrali. Ogni paese occidentale ebbe una sua propria organizzazione femminista e le sue particolari lotte, ma gli scambi, attraverso il flusso di informazioni, condussero a un'unità internazionale. Così sia nell'Europa occidentale che in America del Nord grandi campagne vennero effettuate per il riconoscimento del diritto all'aborto.
Come già accennato, anche la questione della violenza sessuale costituì uno dei punti fondanti che riunì tutte le femministe e, in molti paesi occidentali, si basò essenzialmente sulle pratiche di difesa, protezione e cura per le donne violentate. L'unità internazionale apparve in occasione di eventi come l'8 marzo 1976 quando un "Tribunale internazionale dei crimini contro le donne" venne istituito a Bruxelles; più di 2.000 donne testimoniarono su casi di incesto, escissione della clitoride e, più in generale, sulla violenza contro le donne subita a causa del loro sesso.
Una tale unità non fu il risultato della negazione dell'esistenza di opinioni politiche decisamente opposte (il femminismo socialista, il femminismo marxista, il femminismo radicale, l'anarco-femminismo ecc), ma semmai la coscienza comune della necessità di una lotta universale contro una società rimasta profondamente ancorata al sessismo.
La seconda ondata del femminismo si concluse negli Stati Uniti d'America nei primi anni ottanta anche con le polemiche riguardanti i temi della sessualità (le cosiddette guerre sessuali femministe), in attesa dell'inizio della terza ondata nei primi anni novanta.

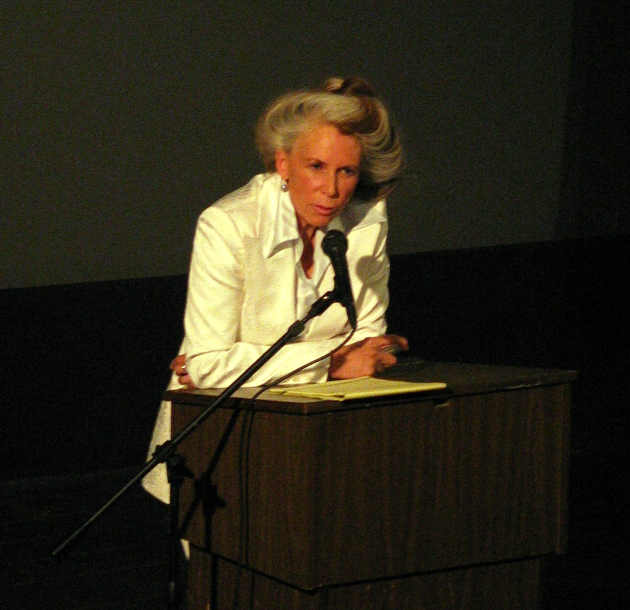
Catharine MacKinnon mentre parla ad una platea di Cambridge (Massachusetts) nel 2006.

#### Posizioni femministe nei riguardi della pornografia
Susan Griffin (1943- ) fu una delle prime femministe a scrivere sulle implicazioni della pornografia nei suoi aspetti sociologici nel suo libro del 1981 Pornography and Silence: Culture's Revenge Against Nature. Al di là delle posizioni di Brownmiller e Griffin, Catharine MacKinnon (1946- ) e Andrea Dworkin (1946-2005) influenzarono i dibattiti e l'attivismo intorno alle questioni della pornografia e della prostituzione, in particolare alla Corte suprema del Canada.

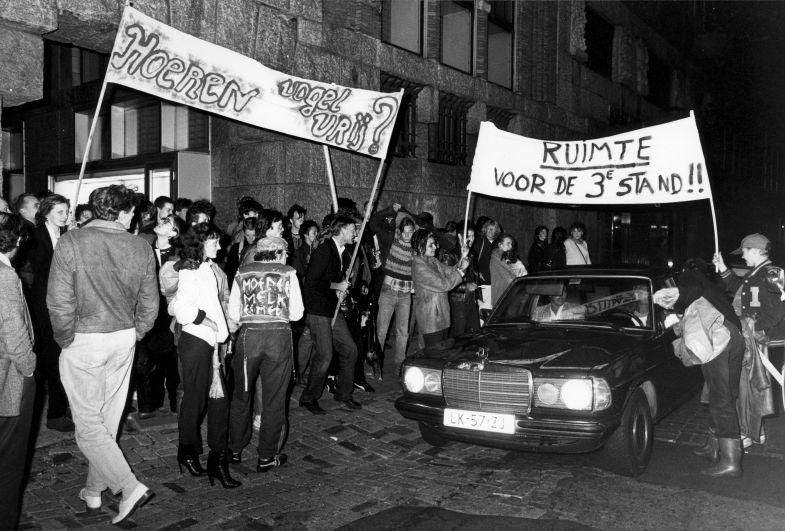
Manifestazione a favore dei diritti delle prostitute ad Amsterdam (1985).

MacKinnon, un'avvocatessa, ebbe a dichiarare "essere violentate ed essere di sesso femminile fa parte del processo quotidiano di andare incontro alla vita". Ella provò a spiegare la molestia sessuale dicendo che "non significa che tutti vogliono scoparci, vogliono solo farci del male, dominarci e controllarci, per questo ci stanno scopando".
Alcuni videro il femminismo radicale come l'unico movimento che fosse veramente capace di esprimere tutto il dolore costituito dall'essere una donna in una società ancora fortemente sbilanciata verso la disuguaglianza, in quanto ritrasse quella realtà con le esperienze dirette dei colpevoli e delle violate, un fatto che vorrebbe sempre avere la pretesa di essere la norma. I critici, tra cui anche alcune femministe, libertari civili e giuristi, trovarono invece questa posizione alquanto scomoda e alienante.
Questo approccio evolvette fino a trasformare la ricerca e la prospettiva sullo stupro da un'esperienza esclusivamente individuale ad un problema eminentemente sociale.

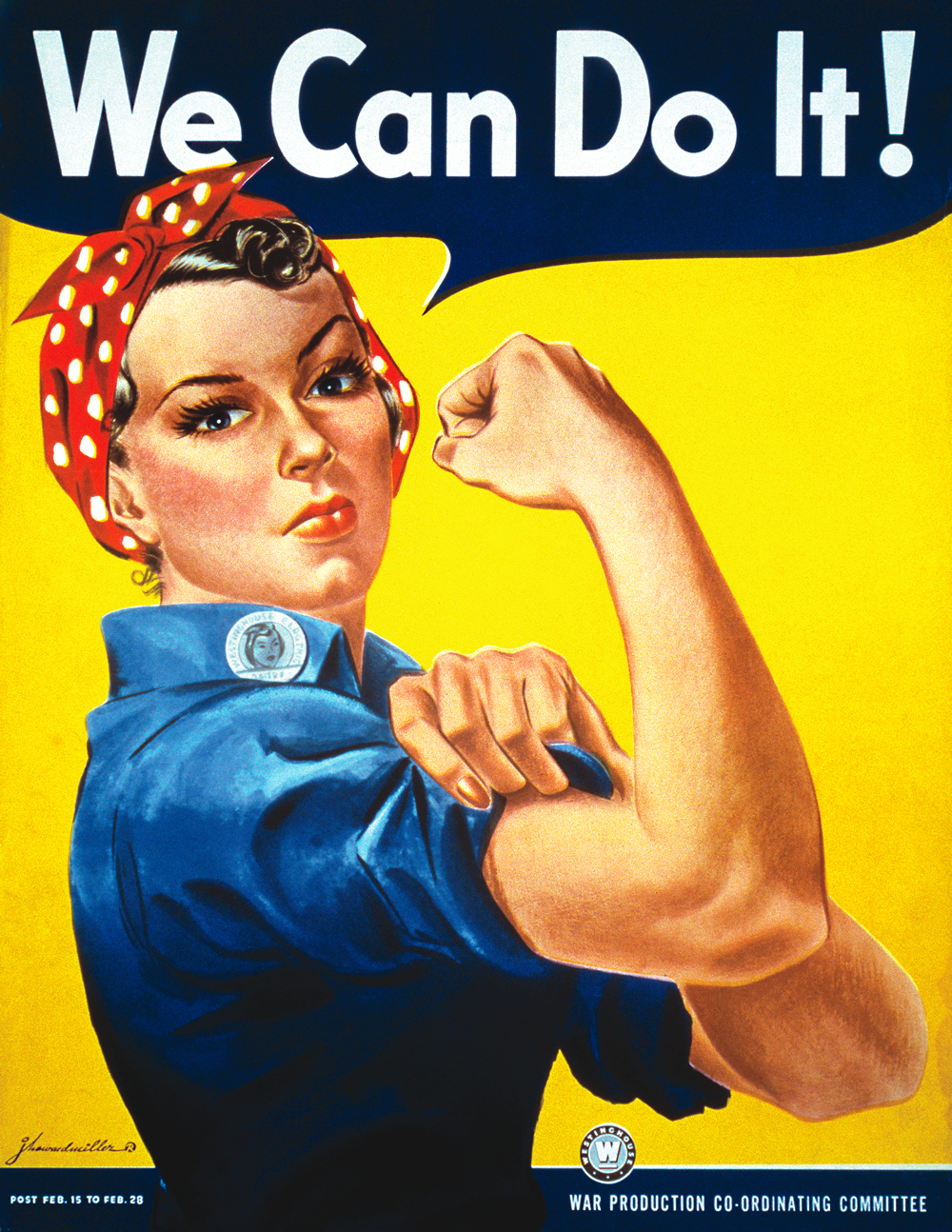
We Can Do It!. Il poster di propaganda statunitense durante la seconda guerra mondiale (1943) simboleggia l'emancipazione delle donne attraverso il lavoro; venne ripreso nel corso degli anni ottanta per promuovere il femminismo, a volte come critica nei confronti della disuguaglianza salariale e della bassa condizione economica femminile vigente. Autore J. Howard Miller.

#### Teoria femminista
La storica della sessualità e di studi di genere Nancy F. Cott (1945- ) contraddistingue il femminismo moderno e i suoi antecedenti, in particolare la lotta per il suffragio femminile, affermando che nei due decenni che precedettero la promulgazione nel 1920 del XIX emendamento della Costituzione degli Stati Uniti d'America il movimento privilegiò la differenziazione sociale, l'attenzione all'individualità e alla diversità; mentre le nuove questioni riguardarono più il sesso come un costrutto sociale, l'identità di genere e le relazioni tra i generi.
Politicamente, ciò rappresentò il passaggio da un confortevole allineamento ideologico con il diritto vigente, con uno più radicalmente associato alla sinistra politica.
Nell'immediato secondo dopoguerra Simone de Beauvoir (1908-1986) si oppose con forza alla norma che voleva la "donna nella casa"; ella introdusse una dimensione esistenziale al femminismo con la pubblicazione di Il secondo sesso nel 1949. Mentre fu meno attivista rispetto al suo lavoro di filosofa e romanziera, firmò comunque uno dei manifesti del "Mouvement de Libération des Femmes ".
Il femminismo della seconda ondata venne anche caratterizzato da una teoria femminista che si accompagnò all'azione; benché già nei decenni precedenti le autrici militanti produssero testi importanti, fu negli anni settanta che si vide uno sbocciare significativo di riflessioni che cercarono di comprendere le cause della riduzione in schiavitù delle donne avvenuta nei secoli precedenti. Ciò si tradusse in un'analisi serrata del patriarcato al fine di comprendere e combattere gli strumenti del suo potere.
La rinascita dell'attivismo femminista alla fine degli anni sessanta è stata accompagnata da tutta una letteratura di ciò che potrebbe essere considerata come relativa alle questioni associate alle donne, come le preoccupazioni concernenti la sopravvivenza del pianeta Terra e quelle associate al pacifismo, alla spiritualità (vedi teologie femministe) e all'attivismo con matrice risalente all'ecologismo (vedi ecofemminismo).
L'atmosfera che ciò ha creato ha rilanciato lo studio e il dibattito sulla "matricentricità" come rifiuto del determinismo, come viene rappresentato ad esempio da Adrienne Rich (1929-2012) in Of Woman Born e da Marilyn French (1929-2009) in Beyond Power. Per le esponenti del femminismo socialista, come Evelyn Reed (1905-1979), il potere patriarcale ha mantenuto saldamente nelle sue mani il capitalismo - fin dalle sue fondamenta - attraverso la proprietà privata.
Altre opere importanti che comparvero in quegli anni furono i già citati Sexual Politics di Kate Millett (nel 1969) e The Dialectic of Sex: The Case for Feminist Revolution di Shulamith Firestone (nel 1970). Per tutto questo periodo due gruppi, il femminismo radicale e il femminismo marxista, si oppongono sulla questione dell'autonomia che avrebbe dovuto avere il movimento femminista nell'ambito del marxismo.
Ma la lotta politica fu ben lungi dall'essere l'unico oggetto di studio delle teoriche femministe le quali s'interessarono ad aspetti della vita quotidiana spesso trascurati fino ad allora, primo fra tutti il campo della sessualità, poi il posto delle donne nella storia ed anche la condivisione del lavoro domestico.
Le femministe, per progettare le loro teorie partirono dall'esperienza diretta delle donne, ma si basarono anche sulle varie analisi della società forgiatesi nel corso del XIX secolo, come la psicoanalisi, la sociologia e nella seconda metà del XX secolo le analisi accademiche come lo strutturalismo e il post-strutturalismo.
Ann Taylor Allen (1944- ) descrive infine le differenze tra il collettivo pessimismo maschile dei più importanti intellettuali maschi come Ferdinand Tönnies, Max Weber e Georg Simmel all'inizio del ventesimo secolo rispetto all'ottimismo delle loro controparti femminili, ma i cui contributi sono però stati in gran parte ignorati dagli storici sociali dell'epoca.

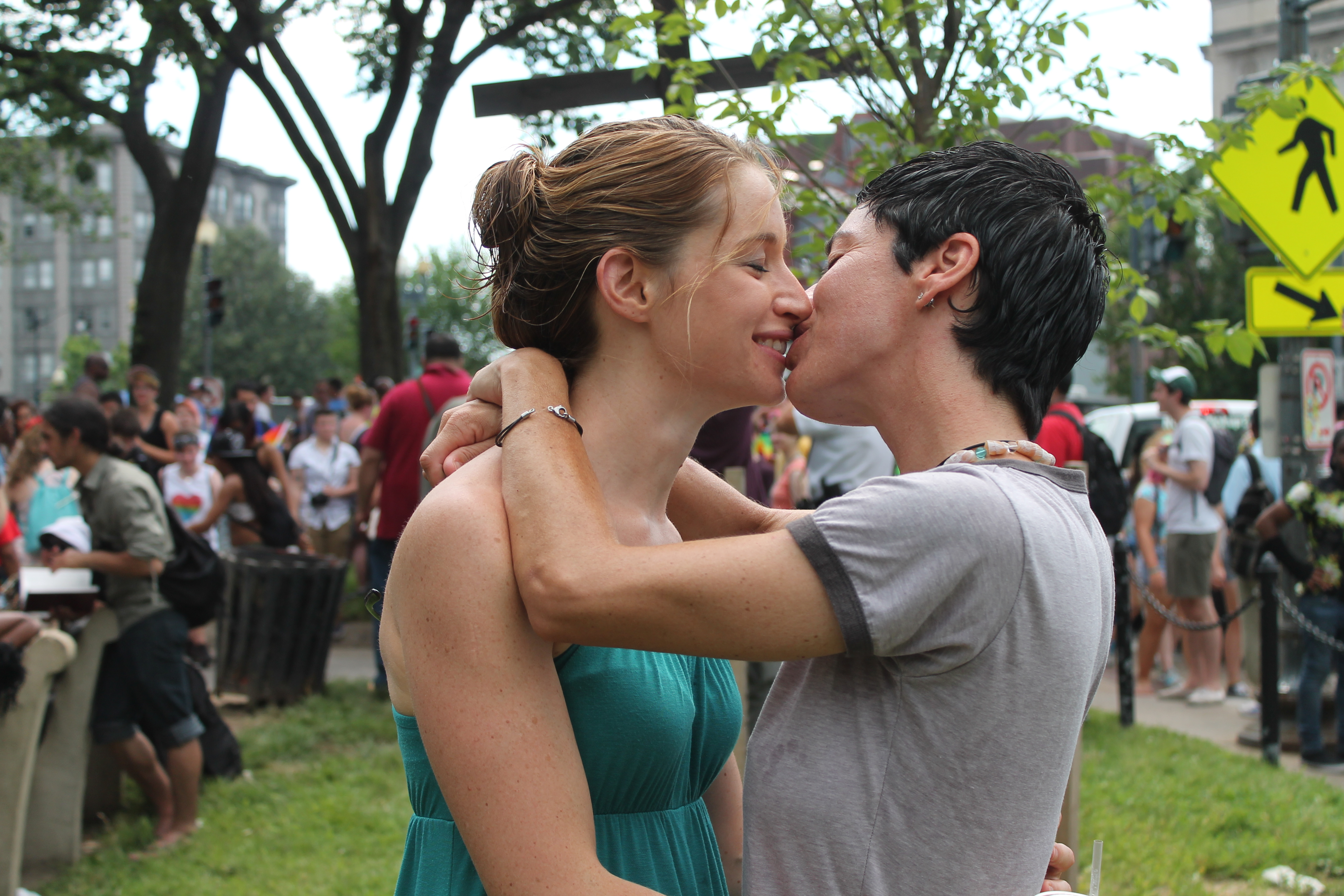
Il movimento lesbico si è mantenuto sempre molto attivo all'interno del femminismo.

### Femminismo in crisi e sua critica
Nella metà degli anni ottanta il femminismo appare come in un periodo di trasformazione. Le lotte degli anni settanta permisero progressi significativi in materia di diritti delle donne. Il femminismo sembra essere oramai istituzionalizzato di modo che le giovani donne non sono più interessate al movimentismo affermando di godere dei progressi conquistati dalle lotte delle generazioni precedenti.

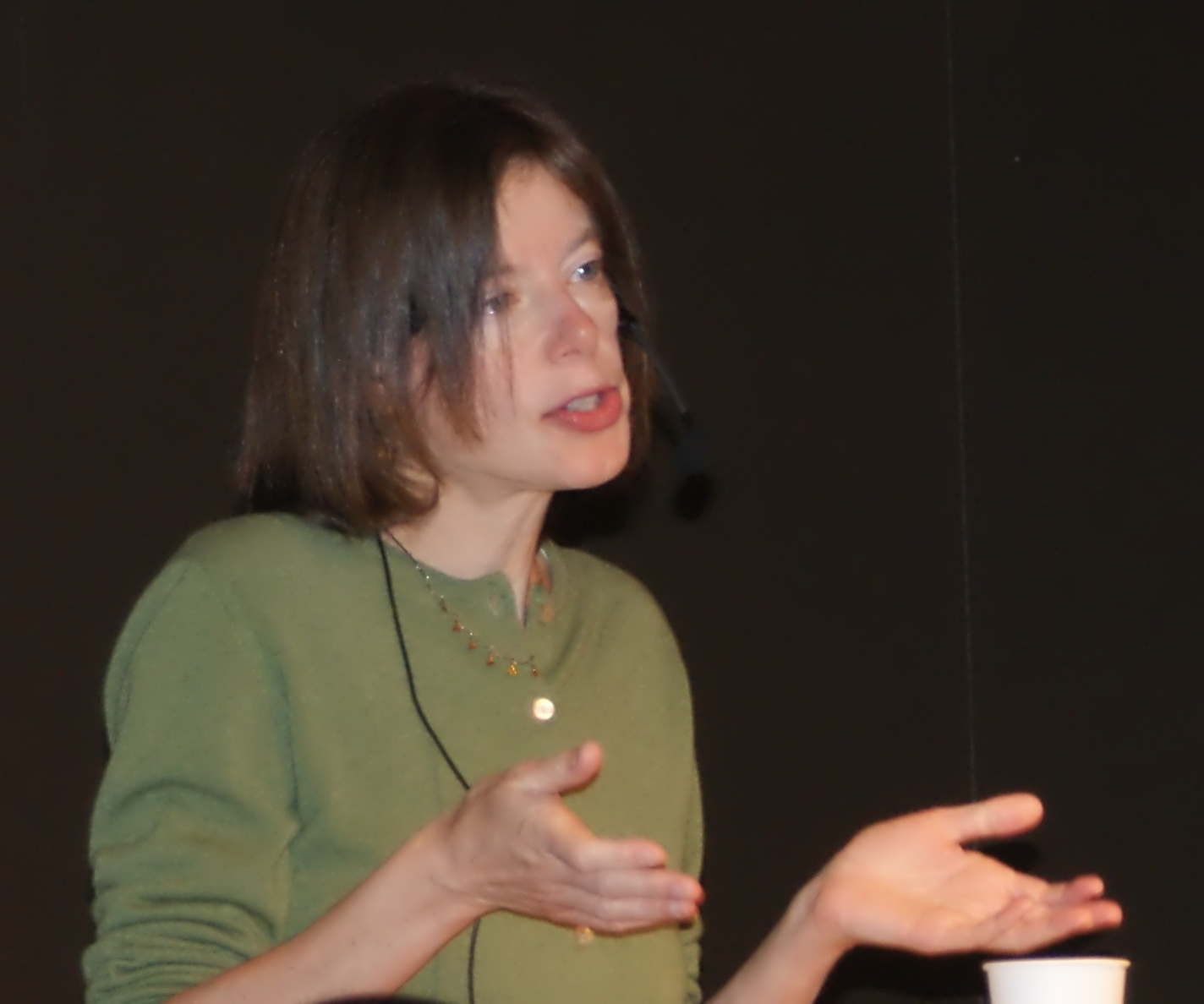
La giornalista statunitense Susan Faludi.

Allo stesso tempo la società occidentale assistette ad una critica proveniente dall'antifemminismo ben evidenziata da Susan Faludi (1959- ) nel suo libro del 1991 Backlash: The Undeclared War Against American Women (Backlash, la guerra fredda contro le donne). Le donne, dopo anni di lotta, non avrebbero in realtà guadagnato nulla: il femminismo ha trasformato le relazioni di genere per la sfortuna di entrambi i sessi e le donne sarebbe sole piuttosto che indipendenti e costrette a rinunciare alla maternità per mantenere la propria posizione lavorativa così faticosamente guadagnata. Il femminismo, piuttosto che il sistema sociale dominante, sarebbe responsabile per le disgrazie delle donne.
Faludi mette in evidenza il fascismo ancora imperante in cui la vittima è pur sempre una donna. Perché in questa nuova società in cui le donne hanno diritti conquistati, il tradizionale luogo dell'uomo non è più stabilito, pertanto il discorso antifemminista tende a tornare alla questione del ruolo della casalinga. Messaggi di trasformazione nelle arti, quali film, o nei media mirano a dare un'immagine della femminilità ancora soggetta ad un modello che è infine nient'altro che una variante del vecchio. La donna deve essere attraente, in modo da ben presentare alle avances del sesso maschile e, finalmente realizzata, quando diventa madre.

In Unione Sovietica, nonostante le leggi favorevoli alle donne, le discriminazioni persistettero, soprattutto in termini di carriera o stipendio e la violenza domestica e la molestia sessuale rimasero ben presenti. Tuttavia le donne degli anni '60 e '70 si arresero di fronte a questi temi: la disuguaglianza non sembrò essere il loro problema maggiore.
Durante la Glasnost e dopo la dissoluzione dell'Unione Sovietica, circoli femministi cominciano ad emergere a partire dall'Intelligencija femminile delle grandi città. Ma il declino economico apparso così evidente nella Storia della Federazione Russa è particolarmente difficile da sopportare finanziariamente per le donne. Nel 1980 elle rappresentarono dal 70% all'80% della totalità dei disoccupati in Russia. Le posizioni aperte alle donne furono spesso mal pagate e molti posti vacanti specificarono che solo donne giovani e belle potevano presentare la loro candidatura.

### Terza ondata
Per lottare contro il discorso dominante e rendere effettiva la parità ancora solo teorica tra uomini e donne, ma anche per prendere in considerazione gli elementi che in precedenza erano assenti dal pensiero femminista, come le peculiarità delle donne che non vivono in un mondo capitalista bianco, nacque una nuova forma di femminismo, spesso denominato "terza ondata". 

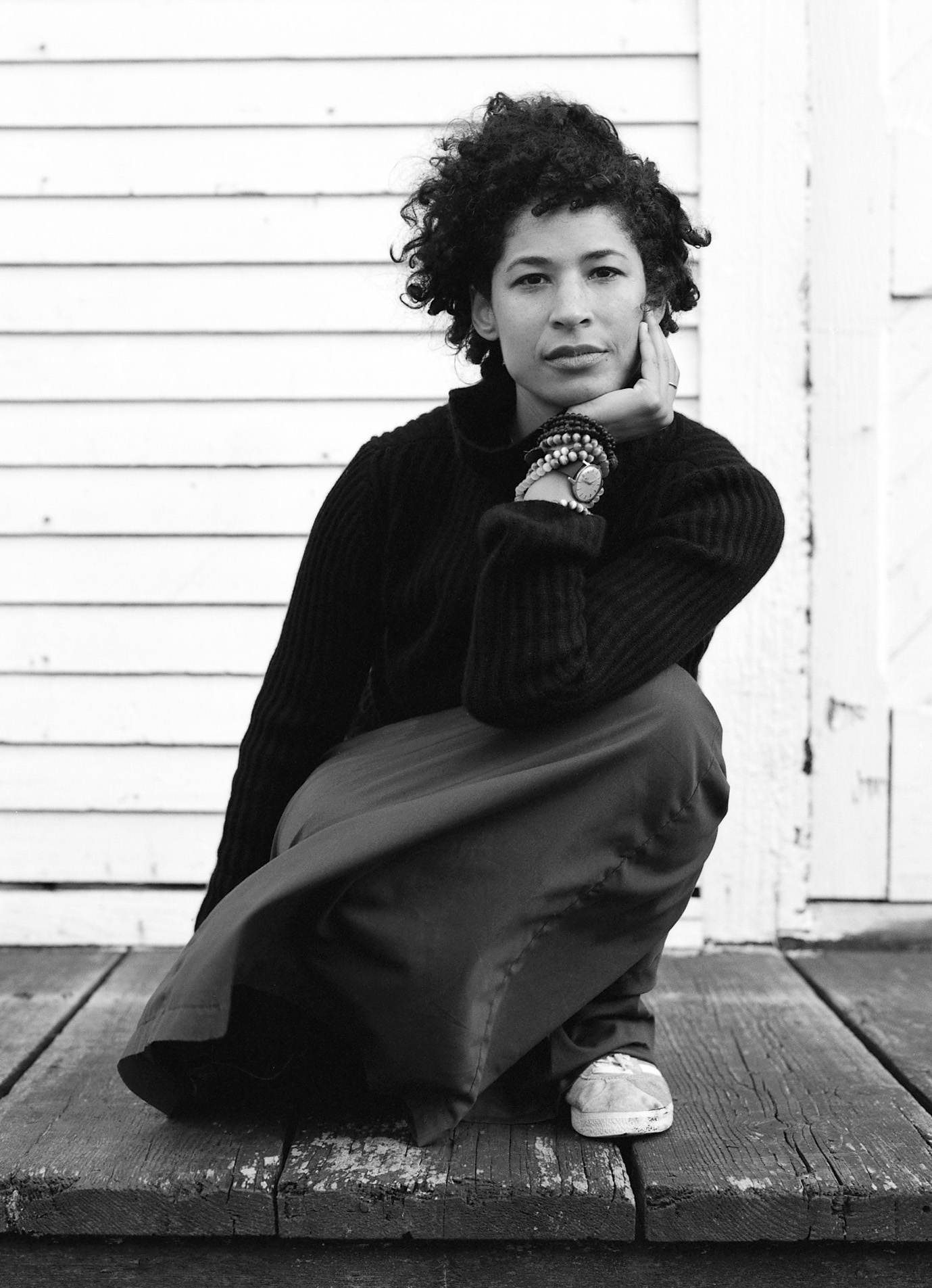
Rebecca Walker introdusse per la prima volta il termine "terza ondata".

L'afroamericana Rebecca Walker introdusse per la prima volta il termine nel 1992 in un articolo Becoming the Third Wave. Questa nuova generazione di movimenti femministi provenne principalmente da attiviste nere, lesbiche e disabili; essi si sviluppano nel corso degli anni '80 e '90, contro il carattere bianco e borghese dell'onda precedente. Non presentarono un fronte comune e i vari gruppi femministi dimostrarono la loro opposizione anche offrendo rappresentazioni contrastanti delle donne.
Questo è il femminismo sessual-positivo che non temette di attaccare il femminismo radicale, visto oramai come un movimento normativo che considerava la sessualità esclusivamente come strumento di dominio maschile. La posizione radicale fu particolarmente critica nei confronti sia della pornografia che della prostituzione, mentre le femministe pro-sessuali, ispirate dal movimento Queer, rivendicarono il diritto ad una "sessualità differente".
Il femminismo della terza onda fu quindi piuttosto un insieme di diversi movimenti politici e sociali. A differenza dei loro predecessori, le donne portarono avanti più fronti di lotta allo stesso tempo, il che rende la loro categorizzazione ancora più difficoltosa; inoltre, questa terza ondata venne anche denominata "postfemminismo", "nuovo femminismo" o "metafemminismo", mostrando così tutta la difficoltà di etichettare le forme di azione che promosse. Questo è tanto più vero che i termini scelti sono ambigui; il neologismo "postfemminismo" è stato utilizzato anche per indicare un movimento inserito nella tradizione del postmodernismo o una critica della seconda onda del tutto simile a quella ben evidenziata da Susan Faludi.
Il femminismo della "terza ondata" ebbe inizio nei primi anni novanta in risposta a ciò che le giovani donne percepivano come i fallimenti subiti dalla "seconda ondata"; rispose anche alla sfida contro le iniziative e i movimenti della seconda onda. Il femminismo della terza ondata cercò di sfidare o di evitare le nozioni di "femminilità" date dall'essenzialismo della seconda ondata il quale sottolineò esclusivamente le esperienze del ceto medio e superiore bianco a cui le donne appartenevano.
L'interpretazione data dal post-strutturalismo del binarismo di genere e della sessualità assieme a una comprensione di genere non-binario, cioè non solo come mascolinità o femminilità, risultò essere fondamentale per gran parte dell'ideologia della terza ondata; le femministe si descrissero ora come "micropolitiche" e sfidarono i paradigmi acquisiti della seconda onda, se cioè tali azioni sono unilateralmente buone per il sesso femminile.
Questi aspetti del femminismo della terza ondata emersero inizialmente già verso la metà degli anni ottanta. Le leader femministe radicali della seconda ondata come la chicana Gloria Anzaldúa (1942-2004), la già citata bell hooks, Chela Sandoval (1956- ), Cherríe Moraga (1952- ), la poetessa afroamericana Audre Lorde (1934-1992), la studiosa di antropologia italiana Luisa Accati (1942- ), la sinoamericana Maxine Hong Kingston (1940- ) e tante altre femministe di colore richiesero una nuova soggettività nella voce femminista. Esse desiderarono che il pensiero femminista di maggior rilevanza prendesse in considerazione anche e soprattutto le soggettività legate all'appartenenza etnica.
Questa messa a fuoco sull'intersezionalità tra etnia e genere rimase prominente attraverso le udienze del caso relativo alle accuse di molestia sessuale rivolte contro il giudice afroamericano Clarence Thomas, membro della Corte suprema degli Stati Uniti d'America, nel 1991; ma cominciò a spostarsi con il "Freedom Ride 1992", una guida alla registrazione elettorale nelle comunità povere di minoranza etnica e i cui slogan intesero riunire sotto un'unica ala le giovani femministe. Per molti i raduni dei giovani furono il legame comune all'interno del femminismo della terza ondata.

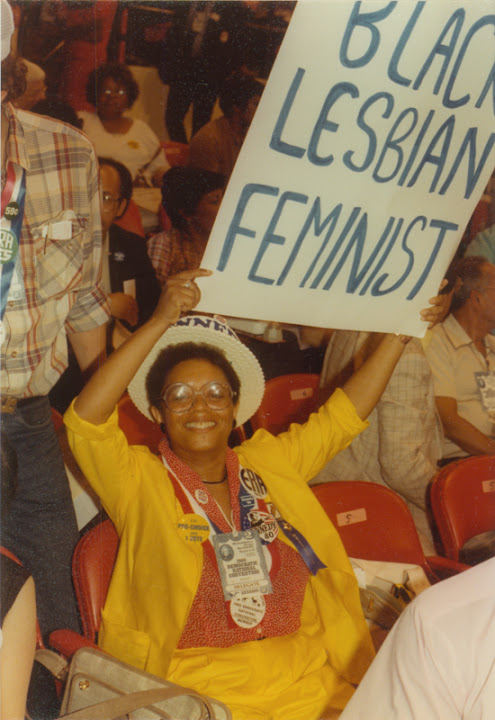
Convention nazionale del partito Democratico nel 1980. il cartello dice: "femminista lesbica e nera".

#### Politiche sessuali
Il lesbismo durante la seconda ondata fu molto visibile sia all'interno ma anche al di fuori del femminismo. Le lesbiche si sentirono sconfitte sia dalla parte del movimento LGBT sia da quella della liberazione delle donne, dove si denominarono "Lavender Menace" (Minaccia porpora); produssero il manifesto intitolato "The Woman-Identified Woman" (1970) il quale mise le donne lesbiche in prima linea nel movimento di liberazione. Il libro del 1973 "Lesbian Nation: The Feminist Solution" (Nazione lesbica: soluzione femminista) di Jill Johnston (1929-2010) sostenne il cosiddetto "separatismo lesbico".
Nella sua forma estrema questo venne espresso come l'unica scelta appropriata per una donna; nella generalità dei casi il movimento lesbico venne accolto favorevolmente nel movimento femminista delle donne. La minaccia rappresentata da questa unione per la normatività maschile venne dimostrata dalla sfida maschile che ne seguì.

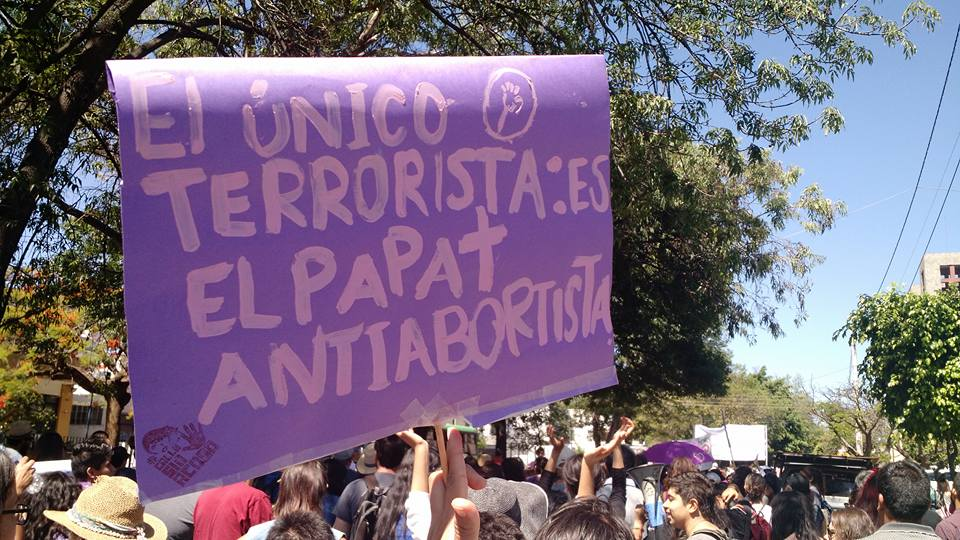
Manifestazione femminista a Guadalajara (Messico) nel 2016. il cartello dice: "L'unico terrorista è il papa antiabortista".

Per quanto concerne i diritti riproduttivi le femministe cercarono il diritto alla contraccezione e al controllo delle nascite, che furono quasi universalmente limitate fino agli anni sessanta. Le femministe sperarono di utilizzare la prima pillola contraccettiva per liberare le donne e lasciarle liberamente decidere i termini in cui avrebbero potuto avere un figlio.
Sentirono che l'autocontrollo riproduttivo fosse indispensabile per l'acquisizione della piena indipendenza economica dagli uomini. Anche la possibilità di accesso all'aborto venne ampiamente richiesta per questi stessi motivi, ma ciò fu più difficoltoso da conquistare a causa delle profonde divisioni esistenti all'interno della società civile nei riguardi di questo tema.
Le femministe della terza ondata combatterono anche per accelerare l'accettazione sociale della libertà sessuale femminile, poiché le norme sociali vigenti permettevano agli uomini di avere un maggior numero di partner sessuali senza per questo venire biasimati o rimproverati oppure ottenerne una stigmatizzazione. Le femministe ricercarono l'uguaglianza sessuale attraverso quella forma di libertà e incoraggiarono la più completa e totale "liberazione e rivoluzione sessuale" per le donne, compresa la sessualità svolta esclusivamente per il piacere sessuale con partner multipli, sempre che lo desiderassero (vedi poliamore).

#### Teorie
Molti attivisti della Generazione X (nati tra il 1960 e il 1981) furono più avanzati rispetto alle femministe della seconda ondata nel loro essere efficienti, responsabili e indipendenti. In risposta all'immagine passiva della femminilità, virginale e debole, la terza ondata mise in evidenza una donna rassicurata, cosciente di sé, potente e sessualmente libera.
Lo sviluppo della terza ondata sarebbe originato da questa opposizione tra le generazioni; le autrici americane misero in luce il conflitto generazionale per spiegare la nascita di una terza ondata che abbandonava il gruppo in lotta per asserire invece la necessità di una battaglia individuale, sostenendo l'unicità di ogni donna piuttosto che un vago e troppo teorico ideale femminile.

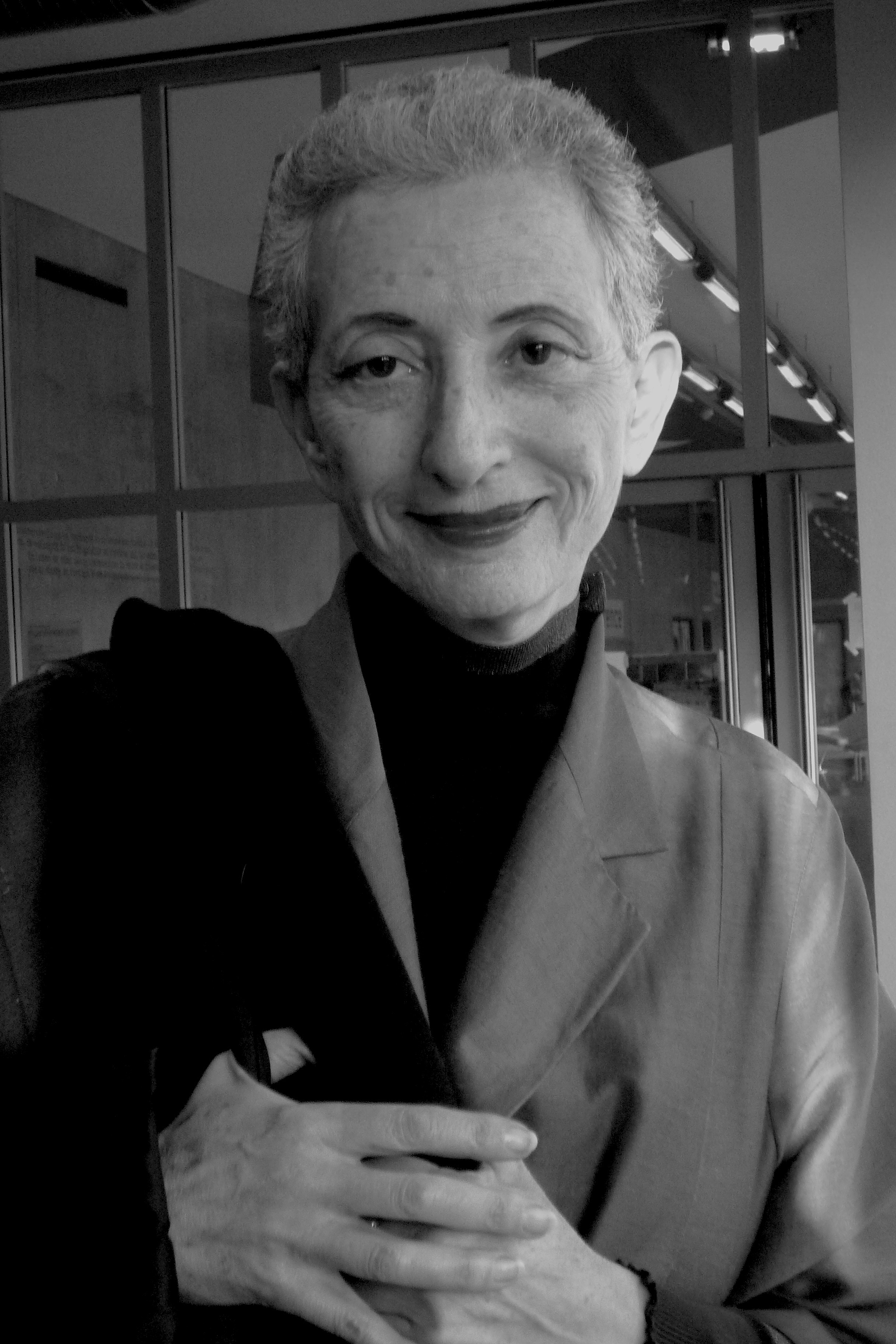
Hélène Cixous nel 2011.

Inoltre il pensiero femminista diventa da questo momento in poi parte di una riflessione più generale sulla società guidata dai filosofi postmoderni e post-strutturalisti. Il decostruttivismo avviato da Jacques Derrida trovò un'eco importante tra autrici come Julia Kristeva (1942- ), Luce Irigaray (1930- ) ed Hélène Cixous (1937- ) per le quali la sottomissione delle donne è nata dalla costruzione maschile della società e del linguaggio. Sulla base della definizione proposta a suo tempo da Simone de Beauvoir, la femminilità come alterità al mondo maschile, il femminismo postmoderno si propose di evidenziare questa differenza e il suo valore rifiutando in toto il sistema di pensiero fondato sulla mascolinità.
Se questa terza ondata divenne facilmente rilevabile nel paesaggio sociale nordamericano, non fu lo stesso in Francia, dove solo le prime due ondate si stabilizzano inizialmente nel tempo cronologico; i movimenti più recenti vengono piuttosto visti come un'evoluzione del movimento precedente. Questa terza ondata si inserirebbe pertanto come proseguimento della seconda, ma con una riflessione critica sull'ideologia da questa proposta: "la politica del femminismo della terza onda non si chiude attorno ad un programma unitario e universale, ma piuttosto opera una contestualizzazione universale".

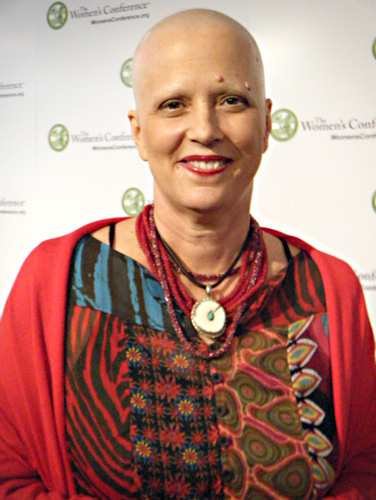
Eve Ensler nel 2010.

#### Strumenti di lotta
Le femministe di questa terza ondata scelsero quindi di combattere contro il sessismo e la violenza contro le donne con l'ironia, l'umorismo e dirottando gli stessi simboli del sessismo.
I monologhi della vagina, un'opera teatrale di Eve Ensler (1953- ), o i manifesti umoristici delle Guerrilla Girls ne rappresentano un'illustrazione perfetta; esse fecero inoltre irruzione nella scena artistica, come ad esempio nel rock. I collettivi punk e le militanti delle riot grrrl nacquero nei primi anni novanta negli Stati Uniti d'America, in reazione al maschilismo presente nella scena rock e alla mancanza di rappresentanza delle donne nell'ambito musicale.
Le ragazze fondarono bande musicali e scrissero canzoni che denunciarono il sessismo, tra cui lo stupro e la violenza domestica; per esempio Bikini Kill, fondato da Kathleen Hanna e Tobi Vail "denunciò i legami esistenti tra classe sociale e disuguaglianza di genere" oppure Bratmobile, il gruppo femminista di Allison Wolfe e Molly Neuman creatore del fanzine Girl germs.
Strettamente collegato al movimento Queer e al femminismo sessual-positivo, il movimento della terza onda utilizzò opuscoli, fanzine, conferenze ed eventi come mezzi di supporto alla causa e al ruolo delle donne nella musica; esso si concluse intorno al 1996 con la dissoluzione dei principali gruppi e le accuse di incitamento alla violenza da parte dei mezzi di comunicazione di massa come Newsweek o Seventeen. L'uso delle nuove tecnologie naturalmente non fu trascurato e condusse persino alla formazione di un movimento, il cyberfemminismo.

Simbolo dell'uguaglianza di genere.

### Femminismo globale
Dopo la seconda guerra mondiale l'organizzazione delle Nazioni Unite estese la portata del femminismo a livello globale. Esse costituirono una Commissione delle Nazioni Unite sullo status delle donne nel 1946 e che più tardi aderì al Consiglio economico e sociale delle Nazioni Unite (ECOSOC). Nel 1948 le Nazioni Unite promulgarono la Dichiarazione universale dei diritti umani, che protegge "gli uguali diritti degli uomini e delle donne" e che si rivolsero sia alla condizione di parità sia all'equità.
A partire dalla Conferenza mondiale dell'"anno internazionale delle donne" (1975) a Città del Messico come parte del "decennio delle donne (1975-85) l'ONU organizzò tutta una serie di conferenze mondiali sulle questioni femminili; queste conferenze ebbero rappresentanti femminili provenienti da ogni angolo del pianeta e offrirono notevoli opportunità nella promozione dei diritti delle donne. Si verificarono altresì profonde divisioni culturali e disaccordi per quanto riguardava i principi universali, come dimostrato anche dalle successive conferenze svoltesi a Copenaghen (1980) e a Nairobi (1985).
Esempi di tali divisioni includevano la disparità nello sviluppo economico, gli atteggiamenti adottati verso le varie forme di oppressione, la definizione del femminismo, le posizioni riguardanti l'omosessualità, la mutilazione genitale femminile e la politica demografica. La "Convenzione di Nairobi" rivelò un femminismo meno monolitico il quale "costituisce l'espressione politica delle preoccupazioni e degli interessi delle donne provenienti da regioni, classi, nazionalità e sfere etniche diverse. C'è e deve esserci una diversità di femminismi, rispondenti alle diverse esigenze e preoccupazioni delle donne e definite da loro per loro stesse. Questa diversità si basa su una comune opposizione al ruolo di genere oppressivo o alla gerarchizzazione maschile, che tuttavia è solo il primo passo per articolare e agire su un'agenda politica ben definita".
La quarta conferenza si tenne a Pechino nel 1995, dov'è stata firmata la "piattaforma d'azione di Pechino"; ciò ha comportato un maggior impegno da parte dei paesi membri nel raggiungere l'"uguaglianza di genere e l'empowerment delle donne" attraverso "l'integrazione della dimensione di genere" (vedi Gender mainstreaming) o consentendo alle donne e agli uomini di "sperimentare condizioni uguali per realizzare i propri diritti umani e avere in tal maniera l'opportunità di contribuire e di beneficiare dello sviluppo politico, economico, sociale e culturale".

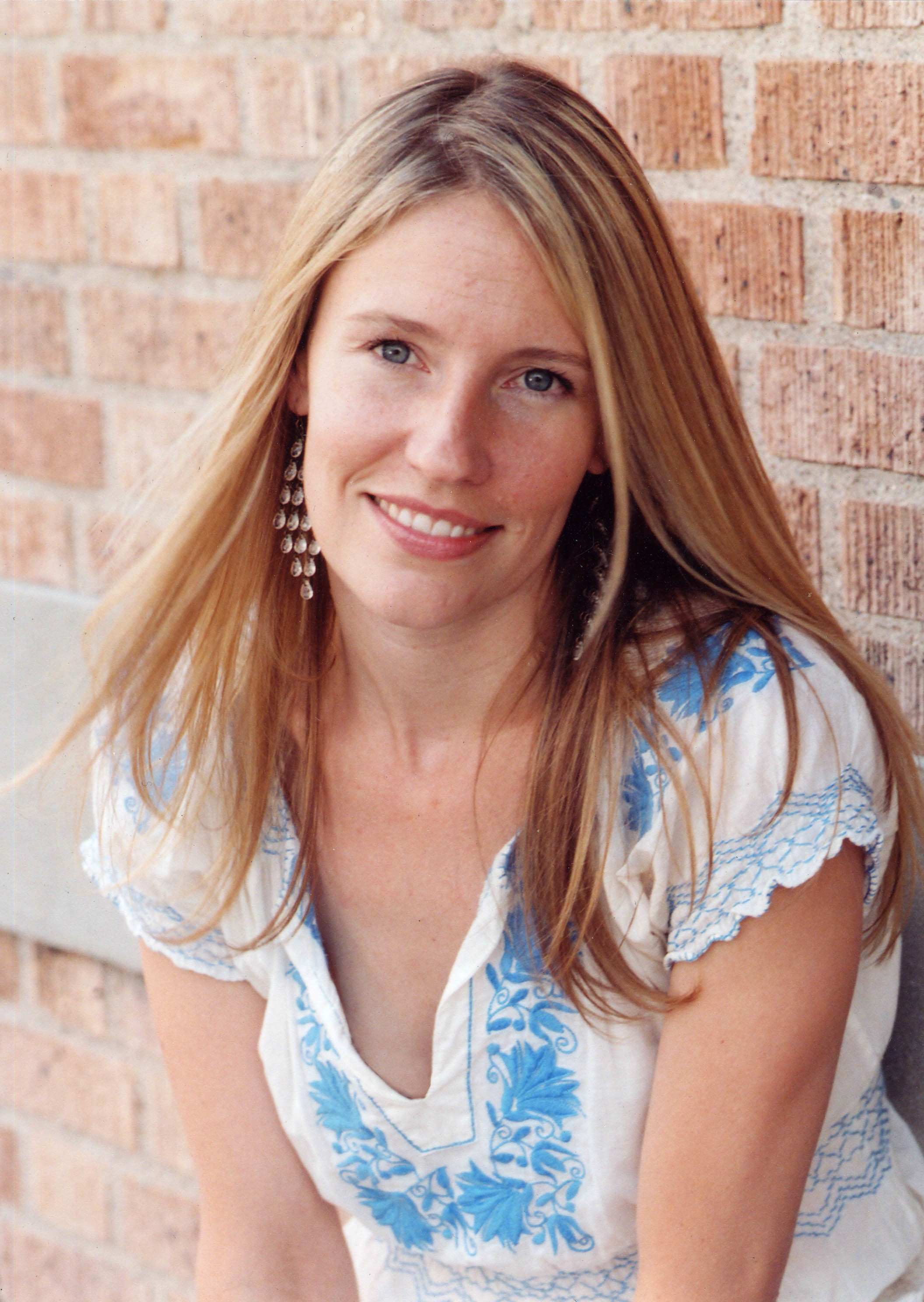
La femminista statunitense Jennifer Baumgardner.

### Quarta ondata
La quarta ondata del femminismo costituisce un recente sviluppo all'interno del movimento femminista. Jennifer Baumgardner identifica il femminismo della quarta ondata a partire dal 2008 per farlo continuare fino ad oggi. Kira Cochrane, autrice di All the Rebel Women: The Rise of the Fourth Wave of Feminism, definisce il femminismo della quarta onda come un movimento connesso alla tecnologia. La ricercatrice Diana Diamond definisce questa "quarta onda" come una combinazione che "unisce la politica, la psicologia e la spiritualità in una visione d'insieme globale del cambiamento".

#### Argomenti per una nuova ondata
Nel 2005 l'autrice Pythia Peay argomentò sull'esistenza di una quarta ondata femminista, che riuniva la giustizia con la spiritualità religiosa (la "Dea-logia", vedi teologie femministe), Secondo le affermazioni di Baumgardner del 2011 una quarta ondata, che incorpora in sé risorse online come i social media, potrebbe essersi avviata nel 2008, ispirata in parte dal programma no-profit statunitense-canadese-australiano "Take Our Daughters and Sons to Work Day".

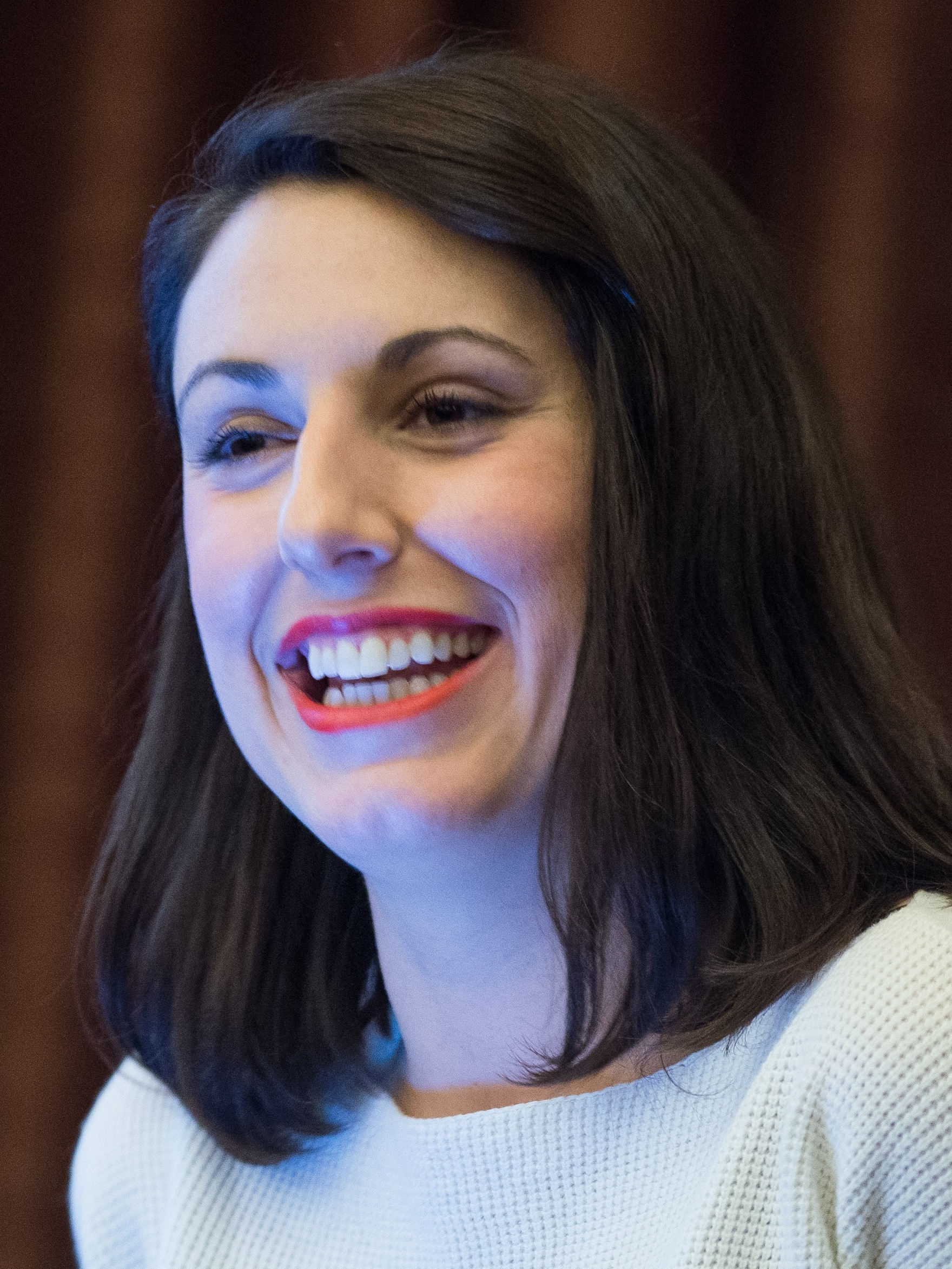
La scrittrice femminista Jessica Valenti.

Questa quarta ondata ha a sua volta ispirato o associato il "progetto Doula" di Boston per i servizi sociali rivolti ai bambini, linee di discussione post-aborto, perseguimento delle giustizia riproduttiva, supporto di modelli d'abbigliamento più forti (vedi moda), sostegno per le persone transgender, femminismo maschile, accettazione del lavoro sessuale e infine sviluppo dei media, tra cui le campagne femminili, razziali, tramite blog (fondato da Jessica Valenti) e twitter.
Secondo Cochrane una quarta ondata era apparsa nel Regno Unito e in altre nazioni già intorno al 2012-13. Essa si concentra su: la disuguaglianza sessuale, come si manifesta in molestie di strada, molestia sessuale, discriminazioni sul posto di lavoro, vergogna del corpo, immagini multimediali (misoginia online), aggressioni sui trasporti pubblici; poi sull'intersezionalità, sulla tecnologia dei social media per la comunicazione e la petizione online delle varie organizzazioni e infine sulla percezione, ereditata dalle onde precedenti, che le esperienze individuali sono condivise e possono quindi trovare e avere soluzioni politiche.
Cochrane ha identificato come quarta onda tali organizzazioni e siti web come "Everyday Sexism Project" (fondato da Laura Bates) e "UK Feminista" (fondato e diretto da Kat Banyard) ed eventi come "Take Back the Night", "One Billion Rising" (fondato da Eve Ensler per la prevenzione della violenza sessuale contro le donne) e "a Lose the Lads' mags protest" dove molte delle leader hanno poco più di vent'anni.

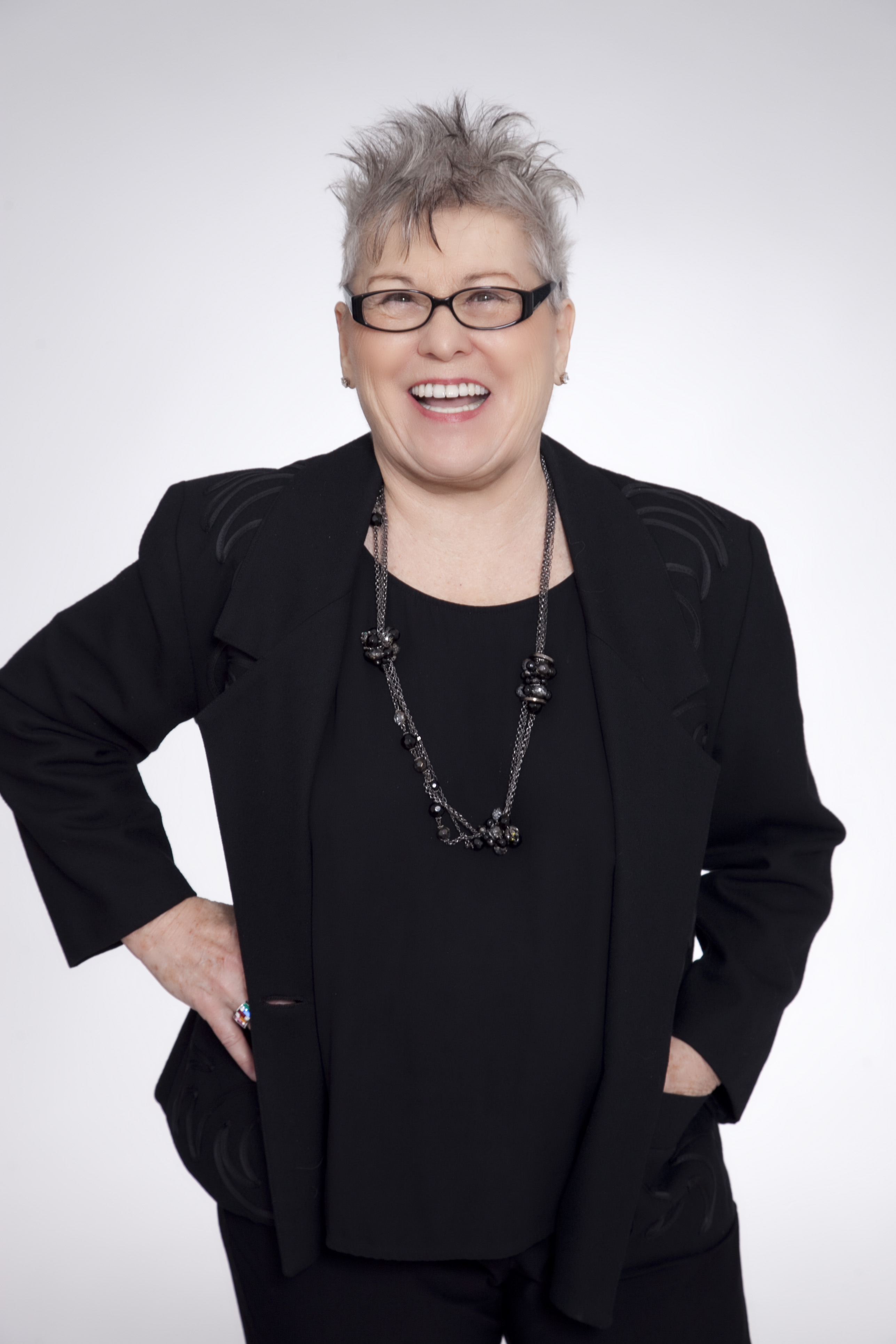
La femminista ed educatrice sessuale Betty Dodson.

Nel 2014 l'educatrice sessuale Betty Dodson, che viene anche riconosciuta per essere stata una delle leader dei primi anni ottanta, facente parte del femminismo sessual-positivo del movimento, ha espresso l'opinione che si considera una femminista della quarta onda. Dodson considera che le ondate precedenti di femministe sono state banali e anti-sessuali e che per questo motivo ha scelto di esaminare una nuova posizione del femminismo, per l'appunto quello della quarta onda.
Nel 2014 Dodson ha lavorato con le donne per scoprire i propri desideri sessuali attraverso la masturbazione; afferma che il suo lavoro ha guadagnato un nuovo scopo di vita con un rinnovato pubblico composto per lo più da giovani, donne di successo che però non hanno mai avuto un orgasmo. Ciò include anche le femministe della quarta ondata, quelle che rifiutano l'atteggiamento anti-piacere e che credono che le femministe della terza ondata stiano oramai al palo.
Sempre nel 2014 Rhiannon Lucy Cosslett e Holly Baxter hanno pubblicato il loro libro intitolato The Vagenda; le autrici si considerano entrambe femministe della quarta onda. Con il loro sito web, con lo stesso nome del libro, intendono bandire e sgonfiare gli stereotipi femminili promossi dalla stampa nei confronti delle donne mainstream. Un recensore del libro ha espresso la sua delusione affermando che invece di essere "la chiamata alle armi per le giovani donne" che si suppone debba essere, si legge invece come una dissertazione disinteressata che descrive "tutto il male che i media hanno sempre fatto alle donne".

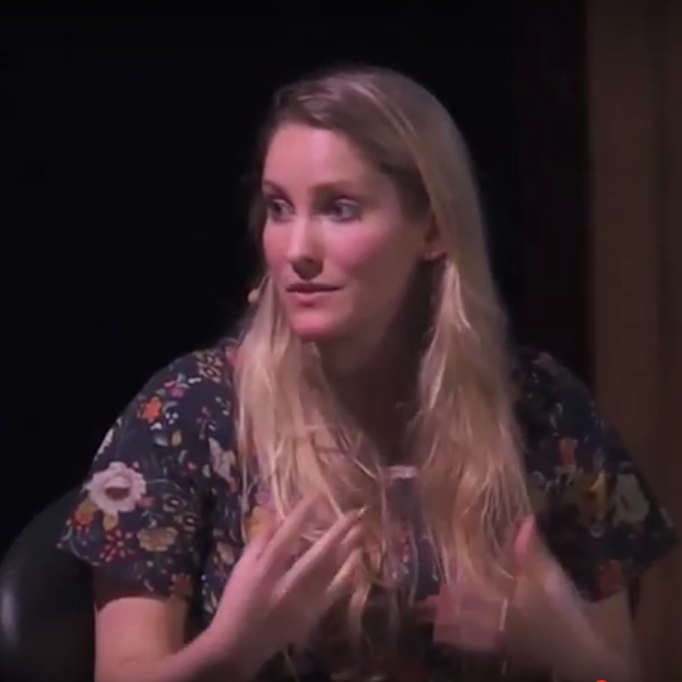
La femminista britannica Laura Bates, fondatrice dell'"Everyday Sexism Project".

#### The Everyday Sexism Project
Il "Progetto del sessismo quotidiano" ha avuto la sua origine come campagna di social media avviata il 16 aprile del 2012 da Laura Bates, una scrittrice femminista britannica. Lo scopo del sito era quello di documentare esempi quotidiani di sessismo così come venivano riportati da contributori di tutto il mondo. Bates ha stabilito il progetto come un forum aperto in cui le donne avrebbero potuto pubblicare le proprie esperienze di molestie subite.
Bates spiega che l'obiettivo del progetto "non è mai stato quello di risolvere definitivamente il problema del sessismo, bensì quello di convincere le persone ad intraprendere il primo passo per poter rendersi conto che esiste effettivamente un problema che richiede una soluzione".
Il sito web si è rivelato un tale successo che Bates ha deciso di scrivere e pubblicare un libro, Everyday Sexism, il quale sottolinea ulteriormente l'importanza di avere questo tipo di forum online per le donne; il libro offre una visione unica sul movimento in evoluzione e narra le innumerevoli storie private che le donne condividono attraverso il progetto.

#### Click! The Ongoing Feminist Revolution
Nel novembre del 2015 un gruppo di storici che lavorano con "Clio Visualizing History" ha lanciato "Click! The Ongoing Feminist Revolution" ( Click! La rivoluzione femminista in corso.); quest'ampia mostra di storia digitale esamina la storia del femminismo negli Stati Uniti d'America dall'epoca della seconda guerra mondiale al presente.
L'esposizione consiste in tre sezioni principali: politica e movimenti sociali, corpo e salute, sul posto di lavoro e in famiglia. Vi sono anche dei collegamenti temporali interattivi che collegano una vasta gamma di fonti che documentano la storia del femminismo americano e forniscono informazioni sull'attivismo femminista attuale.

Il logo di FEMEN.

### Critiche della metafora dell'onda
La metafora dell'onda è stata criticata come inadeguata, limitante e fuorviante da un certo numero di studiose femministe.
Mentre questa metafora era una volta utile per il femminismo negli Stati Uniti d'America per ottenere l'attenzione necessaria e pertanto ottenere cambiamenti politici su larga scala, come nel caso del movimento di suffragio femminile dei primi decenni del XX secolo, in tal caso l'eventuale pertinenza potrebbe non solo far funzionare il suo andamento temporale, ma anche il suo uso; ma ciò è stato argomentato come essere completamente inappropriato.
Ad esempio le suffragette non utilizzavano il termine «femminismo» per descrivere se stesse o il loro movimento. Questa critica è forse maggiormente conosciuta attraverso le parole di Nancy F. Cott: "tutte le femministe sono suffragette, ma non tutte le suffragette sono femministe".

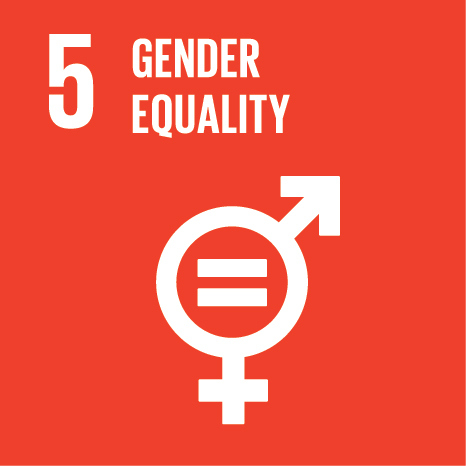
"Gender Equality".

La metafora dell'onda è stata descritta come fuorviante e persino pericolosa perché non solo rende silenziosi e irrilevanti i periodi di tempo tra le varie onde, ma contribuisce anche alla concettualizzazione errata di un femminismo egemonico di marca particolare come l'ultimo (e forse il solo) nella comprensione di ciò che è effettivamente il femminismo.
Queste critiche sostengono il riconoscimento dei periodi di "organizzazione sociale di massa" piuttosto che le "onde". Si è anche sostenuto che la metafora dell'onda indebolisce la forza e la pertinenza degli argomenti femministi, dal momento che le onde necessariamente devono avere dei picchi ma poi ritirarsi, il che non è un quadro preciso del progresso femminista verificatosi negli Stati Uniti o altrove.

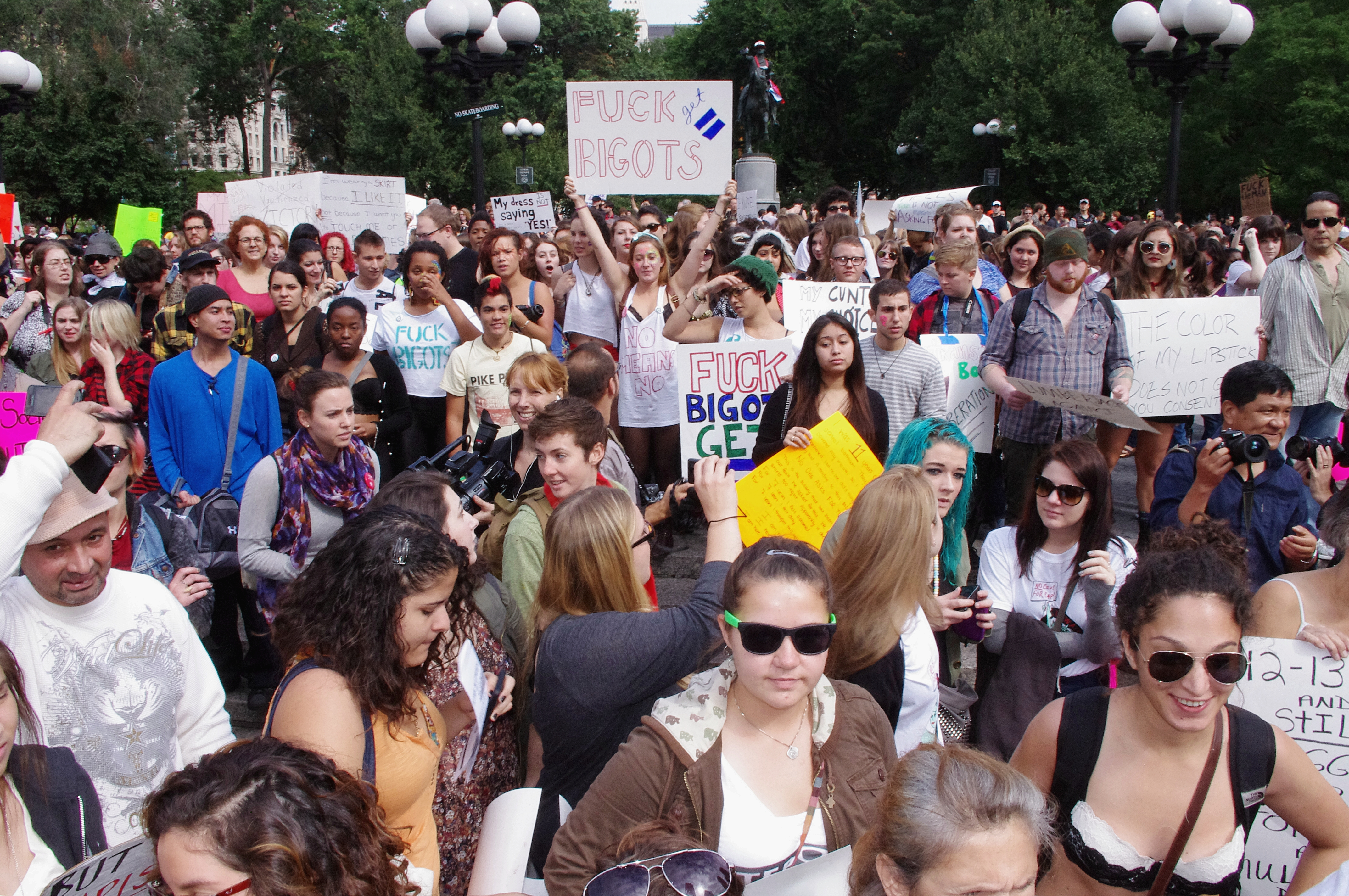
SlutWalk a New York nel 2011. Il cartello dice: "Fottetevi, bigotti!"

Il femminismo non si ritira o scompare tra le "onde"; ad esempio, anche dopo l'esplosione dell'"organizzazione sociale di massa" nel corso degli anni sessanta, settanta e ottanta, il femminismo continuò a lavorare all'interno delle istituzioni: un lavoro molto meno affascinante ma altrettanto importante che non richiedeva però un'attenzione così ampia. Di conseguenza, abbiamo visto sempre più donne affacciarsi in molteplici settori della forza lavoro, dell'istruzione superiore e della funzione pubblica, e il successo dei programmi rivolti alle donne oltre che degli studi di genere universitari negli Stati Uniti, per citare solo alcuni esempi della continuativa e assai rilevante presenza femminista in questo momento presente tra un'onda e l'altra.
La metafora dell'onda è stata ulteriormente criticata per privilegiare non solo l'etnia e il ceto sociale di donne particolari negli Stati Uniti, ma anche per tenere in maggiore considerazione il femminismo degli Stati Uniti rispetto a quello presente in altre località del mondo. L'accademica statunitense specializzata in storia dell'Asia meridionale Amrita Basu sostiene che "la politica e le condizioni di emergenza, anziché la metafora dell'onda - la quale non consente questo privilegio a certe persone e nazioni particolari - mettono invece d'accordo sull'importanza e la comprensione di tutti i popoli del mondo che hanno contribuito al femminismo e alle sue molteplici conoscenze e significati (e che continuano a farlo)".

## Storia dei femminismi nazionali

### Europa

#### Francia
La focalizzazione posta dalla rivoluzione francese sull'"égalité" (parte integrante della triade composta da Liberté, Égalité, Fraternité) si estese anche alla ingiustizie subite dalla donne francesi. La scrittrice Olympe de Gouges modificò la Dichiarazione dei diritti dell'uomo e del cittadino (1789) nella Dichiarazione dei diritti della donna e della cittadina (1791) ove sostenne che le donne, essendo tenute a rispondere davanti alla legge, dovessero anche assumere la stessa responsabilità nell'opera legislativa. Affrontò anche il tema del matrimonio, visto come un "contratto sociale" tra persone uguali e attaccò quelle donne che si affidavano solo alla bellezza e al fascino considerandole delle forme interiorizzate di schiavitù.
Il XIX secolo dopo la rivoluzione fu dominato dal conservatorismo, massimante inositale per le idee femministe, come d'altronde viene molto bene espresso negli scritti controrivoluzionari sul ruolo delle donne di Joseph de Maistre e del visconte Louis de Bonald. Un nuovo progresso significativo avvenne verso la metà del secolo con la rivoluzione del 1848, la cosiddetta primavera dei popoli e l'avvento della Seconda repubblica francese la quale introdusse per la prima volta il suffragio universale maschile. con la vivida speranza che benefici simili potessero venire applicati anche alle donne.
Anche se l'esponente del socialismo utopistico Charles Fourier viene considerato uno scrittore femminista di questo lasso di tempo, la sua influenza al momento rimase minima. Con la caduta del re conservatore Luigi Filippo di Francia nel 1848 le speranze femministe si risollevarono, proprio come accadde nel 1790. Apparvero giornali e associazioni che si rifacevano al movimentismo, come La Voix des Femmes di Eugénie Niboyet (1796-1883), il primo quotidiano esplicitamente femminista mai apparso in terra francese.
Niboyet apparteneva al protestantesimo e aveva adottato il sansimonismo; il suo giornale attirò altre donne in quello stesso movimento, tra cui la ciabattina Jeanne Deroin (1805-1894) e l'insegnante di scuola primaria Pauline Roland (1805-1852). Vennero fatti anche dei tentativi, che però caddero nel vuoto, di reclutare alla causa anche la scrittrice George Sand.
Il femminismo venne visto come una minaccia anche a causa delle sue strette correlazioni con il socialismo il quale originò in parte dalla stessa rivoluzione. Deroin e Roland furono arrestate, processate e imprigionate nel 1849. Con l'emersione di un governo ancor più conservatore nel 1852, il femminismo dovrà attendere di sbocciare in tutta la sua veemenza con la Terza repubblica francese.
Il "Groupe Français d'Etudes Féministes" fu un'associazione intellettuale rivolta principalmente alle donne all'inizio del XX secolo; tradusse parte delle opere di Johann Jakob Bachofen, soprattutto Il matriarcato, in lingua francese e attuò una campagna attiva per riformare il diritto di famiglia. Nel 1905 il gruppo fondò L'entente il quale pubblicò una varietà di articoli sulla storia delle donne e che divenne presto il centro dell'avanguardia intellettuale. Sostenne l'istruzione femminile superiore e l'accesso a tutte quelle professioni da sempre dominate di maschi.
Nel frattempo le femministe socialiste del "Parti Socialiste Féminin" adottarono una visione marxista del matriarcato. Altri, come il "Groupe Français", si impegnarono sodo per poter giungere ad una nuova era dominata dall'uguaglianza sociale e non per il ritorno a modelli preistorici di potere matriarcale.
Due correnti di pensiero specificamente francese si sviluppano dopo gli anni 1970.
Il femminismo materialista, nato intorno alla rivista Questions féministes, utilizza il vocabolario concettuale del marxismo ma opera una critica dell'ortodossia marxista. Le sue principale esponente sono Christine Delphy, Monique Wittig, Colette Guillaumin Nicole-Claude Mathieu e Paola Tabet. Per questa corrente profondamente anti-essenzialista, l'origine del patriarcato non deve innanzitutto essere ricercata in nessuna natura specifica della donna, sia essa biologica o psicologica, ma nell'organizzazione della società. Le femministe materialiste si sono quindi concentrate sull'analisi delle "relazioni sessuali" (cioè il genere) come una relazione tra classi sociali antagoniste (la classe degli uomini e la classe delle donne), e non tra gruppi biologici. La prospettiva politica che ne deriva è dunque rivoluzionaria, perché la lotta delle classi di sesso deve portare alla scomparsa di queste classi e quindi del genere.
Il femminismo postmoderno francese del tardo XX secolo è principalmente associato alla teoria femminista della psicoanalisi, in particolar modo attraverso le opere di Luce Irigaray (1930- ), Julia Kristeva (1941- ) ed Hélène Cixous (1937- ).
L'inizio del XXI secolo è caratterizzato dalle mobilizzazione contro le violenze sessuale, in particolare intorno alle declinazione francese del movimento #MeToo.

#### Regno Unito

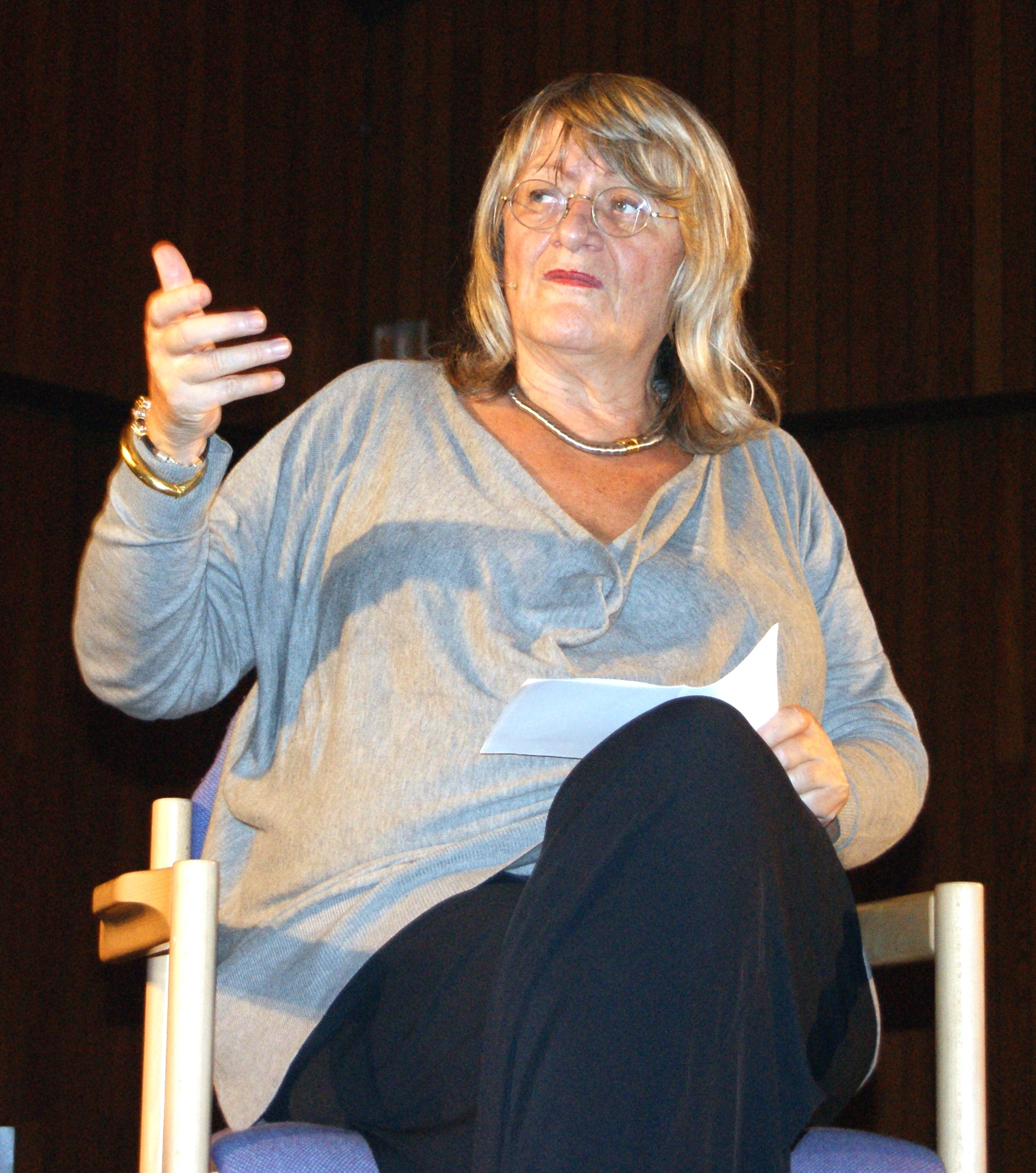
Alice Schwarzer nel 2010.

#### Germania
Il femminismo moderno nel territorio dell'attuale Germania ha avuto inizio durante il periodo del "guglieminismo" (dal nome del Kaiser Guglielmo II di Germania, sovrano dell'impero tedesco dal 1888 al 1918) con le femministe che tentarono di fare pressione su una serie di istituzioni tradizionali, dalle università al governo, per potervi aprire le porte alle donne.
Il movimento organizzato delle donne tedesche viene ampiamente attribuito alla scrittrice e femminista Louise Otto-Peters (1819-1895). Questo movimento culminò nel suffragio femminile ottenuto nel 1919 grazie alla repubblica di Weimar. Più tardi le onde successive di femministe continuarono a chiedere la parità legale e sociale sia nella vita pubblica sia in quella familiare. Alice Schwarzer è la femminista contemporanea tedesca maggiormente autorevole.

#### Paesi Bassi

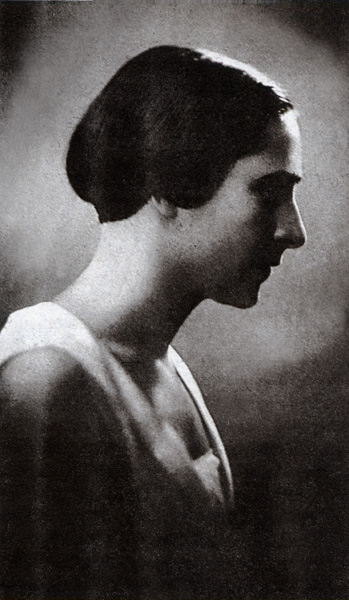
Irena Krzywicka nel 1930.

#### Polonia
Lo sviluppo del femminismo in Polonia (ricreatosi in tempi moderni a partire dall'11 novembre 1918, il giorno dell'indipendenza della Polonia) e nei territori polacchi è stato tradizionalmente diviso in sette "onde" successive.
Il femminismo radicale è emerso in Polonia nel 1920. Le sue rappresentanti principali, Irena Krzywicka (1899-1994) e Maria Morozowicz-Szczepkowska (1885-1968), sostennero l'indipendenza personale, sociale e legale delle donne dagli uomini. Krzywicka, assieme allo scrittore e poeta Tadeusz Żeleński, promosse la genitorialità pianificata attraverso la contraccezione, l'educazione sessuale, i diritti al divorzio e all'aborto e l'uguaglianza di genere.
Krzywicka pubblicò tutta una serie di articoli nell rivista Wiadomości Literackie in cui protestava decisamente contro le indebite interferenze della Chiesa cattolica romana nella vita intima dei polacchi.
Dopo la seconda guerra mondiale la Repubblica Popolare di Polonia (lo stato comunista istituito nel 1948) promosse con forza l'emancipazione femminile sia in ambito domestico sia in quello lavorativo. Tuttavia, durante il dominio comunista (durato fino al 1989), il femminismo in generale e la seconda ondata femminista in particolare furono praticamente assenti. Sebbene i testi femministi venissero prodotti nel corso degli anni cinquanta e anche successivamente, di solito rimasero sotto stretto controllo e prodotti dallo stato comunista.
Dopo la caduta del comunismo nell'intera Europa dell'Est (con le rivoluzioni del 1989), il nuovo governo polacco dominato dai partiti politici cattolici ha introdotto un divieto giuridico nei confronti dell'aborto. Da allora in avanti alcune femministe hanno adottato strategie argomentative adottate dall'"United States pro-choice movement" (movimento americano pro-scelta) degli anni ottanta.

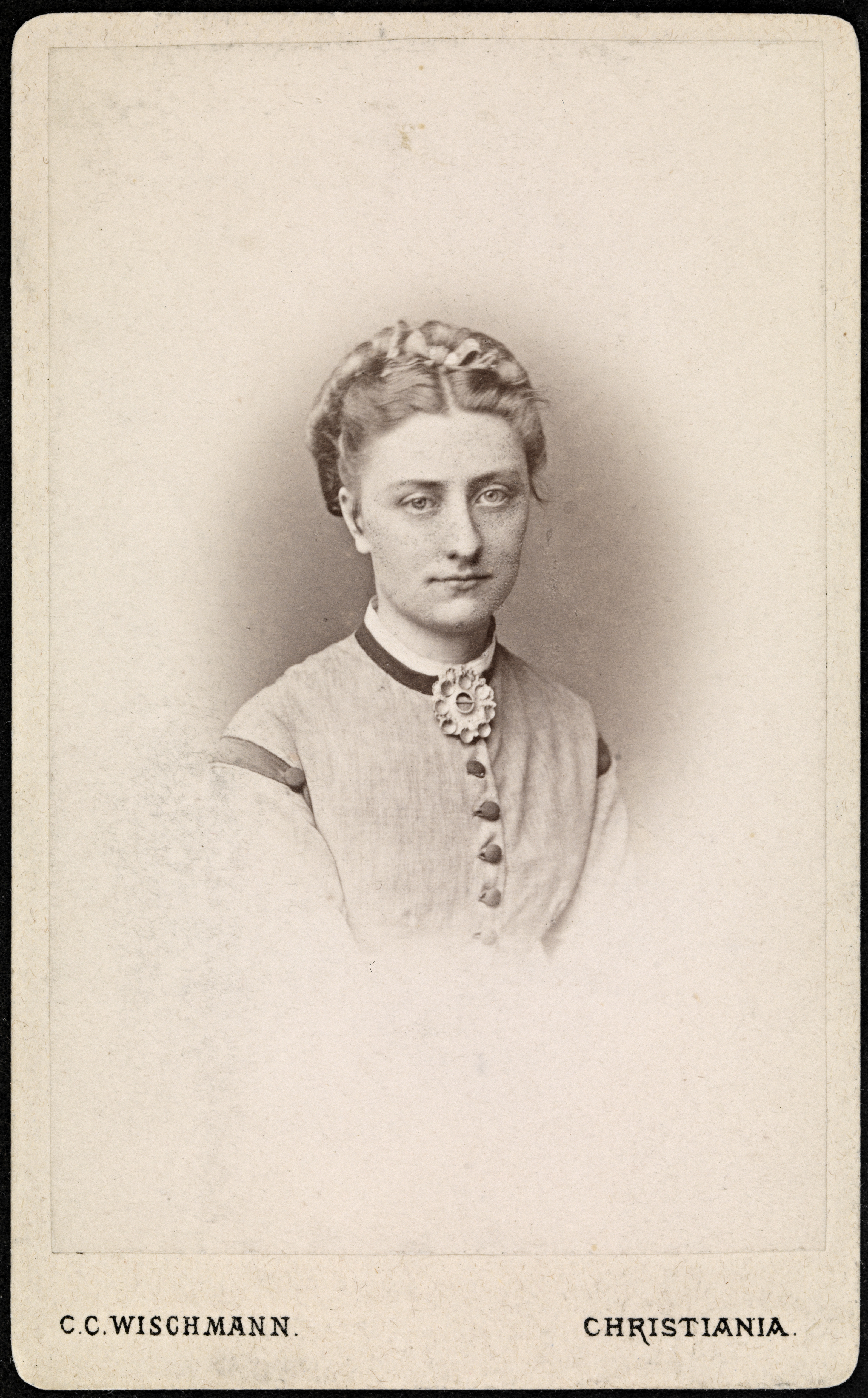
La femminista norvegese Gina Krog nel 1873 circa.

#### Norvegia
Le origini politiche femministe norvegesi si trovano nel movimento per il suffragio femminile. Camilla Collett (1813-1895) è ampiamente considerata la prima femminista norvegese; cresciuta in una famiglia di letterati, scrisse un romanzo e diversi articoli sulle difficoltà che le donne affrontano nel tempo e, in particolare, sulla questione del matrimonio forzato. Amalie Skram (1846-1905), una scrittrice appartenente alla corrente del naturalismo, servì anche lei come voce per le istanze femminili.
L'Associazione norvegese per i diritti delle donne fu fondata nel 1884 da Gina Krog (1847-1916) e da Hagbart Emanuel Berner, un giurista del Venstre. L'organizzazione riuscì a sollevare le questioni relative ai diritti delle donne all'istruzione femminile e all'autosufficienza economica e, soprattutto, il suffragio universale. Il parlamento norvegese (lo Storting) approvò il suffragio femminile attraverso l'apposita legge dell'11 giugno 1913. La Norvegia si ritrovò così ad essere il secondo paese europeo (dopo il granducato di Finlandia) ad aver concesso il pieno diritto di voto per le donne.

### America Latina
Dopo il primo avvio del femminismo europeo nella seconda metà del XIX secolo, le relazioni commerciali tra Stati Uniti d'America e il continente europeo portarono questa nuova "ideologia" nei salotti letterari della sempre più influente borghesia. Tuttavia l'evidenza storica delle azioni delle donne si dimostrò raramente e gli inizi del femminismo in America del Sud non sono documentati.
Verso la metà del XIX secolo, però, le prime femministe del Brasile cominciarono a pubblicare giornali e riviste criticando il predominio maschile e il matrimonio visto oramai solo come un'"intollerabile tirannia". Inoltre esse invitarono le proprie lettrici a combattere per ottenere pari diritti. Successivamente, verso la fine del XIX secolo, l'anarco-femminismo fece sentire la propria voce anche in Argentina.
La rivendicazione abituale di poter ottenere parità di accesso all'istruzione femminile andò di pari passo con quello dell'autonomia finanziaria e, in un secondo tempo, con il diritto al suffragio femminile. Anche se quest'ultimo venne inizialmente rifiutato, tuttavia, le donne cittadine del Messico, del Brasile, dell'Argentina e del Cile guadagnarono la possibilità di accedere agli studi universitari.
Tutte le operazioni specifiche per ogni paese vennero organizzate in collaborazione con le militanti dell'America del Nord, questo almeno a partire dal 1910. Ciò ha condotto nel 1922 alla creazione della "Pan-American Association for the Advancement of Women" la quale reclamò una migliore educazione per le donne, il diritto di voto e l'uguaglianza sociale. Nel frattempo le femministe messicane organizzarono un proprio congresso nel 1916. L'"Associazione Pan-americana" ebbe però una vita assai breve a causa dei contrasti sorti tra le maggiori esponenti del femminismo negli Stati Uniti d'America e quelle Sudamericane.
Tuttavia, il desiderio di migliorare le condizioni delle donne in tutti gli Stati americani proseguì e trovò la propria piena espressione nel 1928 quando l'Organizzazione degli Stati americani creò il "Comitato Inter-americano sulle donne". Il diritto di voto, anche se importante, non risultò essere l'unico oggetto della lotta, ma fu invece parte di un approccio più generale per ottenere diritti uguali a quelli degli uomini.
Gli anni sessanta del XX secolo sperimentarono un rilancio dell'azione femminista la quale partecipò in primo piano alla seconda ondata femminista. Anche in questo caso furono soprattutto le donne delle classi sociali superiori che guidarono la lotta e questo soprattutto nelle capitali dei paesi più grandi come il Messico, il Brasile o l'Argentina.
Gli anni settanta rappresentarono un periodo di lotte politiche violente tra gli stati rivoluzionari della sinistra politica e quelli dittatoriali della destra, non lasciando che si esprimessero appieno gli ideali femministi: molte donne rimasero coinvolte nei combattimenti, ma il femminismo venne principalmente considerato una causa di divisione.
Negli anni ottanta il movimento femminista rinacque a nuova vita e si sviluppò attorno a tre assi: l'indipendenza dai partiti di sinistra, gli incontri tra le femministe di diversi paesi dell'America Latina e infine il tentativo di massificazione del movimento in quello che è stato chiamato "il femminismo dei settori popolari". Con l'adozione di una tale strategia le donne riuscirono infine ad essere ascoltate e ciò portò alla realizzazione di diverse rivendicazioni.
Tuttavia ebbero modo di nascere tensioni tra le femministe "pure e dure" ("de huesos Colorados") e quelle dei settori più popolari, mentre il supporto delle Organizzazioni non governative e delle istituzioni americane ed europee come l'Organizzazione delle Nazioni Unite fu contrastato da coloro che rifiutavano un tentativo di recupero da parte delle imprese del neoliberismo e del cosiddetto "nuovo imperialismo".
Tra le femministe autonome e quelle istituzionali la rottura si realizzò durante gli anni novanta; mentre fattori aggiuntivi fecero letteralmente esplodere l'unità del movimento negli anni duemila, quello riferentesi alla terza ondata femminista. I vari gruppi del movimento lesbico parteciparono attivamente alle riunioni, ma organizzarono anche una nuova associazione dedicata esclusivamente ai problemi inerenti al movimento LGBT; d'altro canto le militanti afro-latinoamericane si organizzarono specificamente per combattere il razzismo. Sono state seguite dalle donne dei nativi americani, che contribuirono ad una radicalizzazione del movimento.

### Africa ed Asia
Le lotte femministe avvenute in civiltà diverse da quella occidentale si confusero spesso con altre lotte. Così, le donne asiatiche durante il XIX e all'inizio del XX secolo, quando cominciarono a ribellarsi, lo fecero contro il razzismo e l'imperialismo rappresentato dal dominio del colonialismo europeo.
Mentre le femministe europee lottarono per l'uguaglianza di genere le donne dei paesi sotto occupazione coloniale occidentale lottarono per ottenere l'indipendenza. In questo contesto, la violenza contro le donne, come lo stupro, rimase spesso correlata allo sfruttamento delle popolazioni indigene da parte dei coloni. È stato lo stesso per le donne delle classi appartenenti al proletariato o per le afroamericane discendenti dagli schiavi negli Stati Uniti (vedi schiavitù negli Stati Uniti d'America), per cui il miglioramento della condizione femminile passò attraverso quella di tutti coloro che vissero in quella medesima situazione economica.

#### Africa subsahariana
Le donne africane prima della fine della seconda guerra mondiale si opposero all'oppressione degli imperi coloniali. mentre i problemi concernenti i diritti delle donne rimasero per lo più ignorati o integrati con lotte di liberazione. I progressi in questo senso e il diritto di voto concesso in Sierra Leone alle donne più ricche nel 1930 rimase un caso più unico che raro.
Al contrario le donne spesso combatterono al fianco degli uomini contro l'amministrazione coloniale. In Senegal si opposero al reclutamento militare forzato durante la seconda guerra mondiale; i Rhodesia l'obbligo di avere un permesso di circolazione scatenò la rabbia delle donne e in Togo le cittadine si rifiutano di pagare le tasse britanniche.

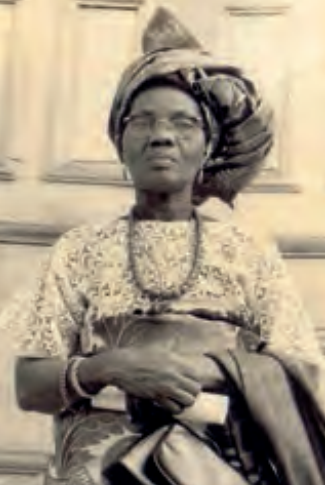
Funmilayo Ransome-Kuti.

Alle togolesi seguirono l'esempio le donne della Nigeria dove alla fine del 1920 le suffragette si confrontarono con l'amministrazione inglese. Nel 1940 le nigeriane si organizzarono in associazione e furono guidate da Funmilayo Ransome Kuti (1909-78) creando nel 1946 l'"Abeokuta Women's Union".
Come accadde anche in Nordafrica le donne furono spesso coinvolte nelle lotte nazionali per l'indipendenza, in organizzazioni clandestine in Tanganica sotto la guida carismatica Bibi Titi Mohammed, o nei territori dell'Africa Occidentale Francese e nell'Africa Equatoriale Francese in cui si vide lo sviluppo di un movimento transnazionale, il "Rassemblement démocratique africain" (RDA) attraverso le donne come Aoua Keïta del Mali o Célestine Ouezzin Coulibaly dell'Alto Volta Francese.
Nel 1959 nei paesi dell'Africa occidentale facenti parte della Comunità francese diverse donne si unirono nelle dell'"Union des femmes de l'Ouest africain" la quale chiese l'abolizione della poligamia, il diritto per le donne di poter ereditare dal loro marito, la creazione di un matrimonio civile, il divieto della prostituzione. Tutto ciò andò di pari passo con la lotta contro la discriminazione e per l'uguaglianza di genere.
Tale femminismo si tenne a distanza dal suo equivalente occidentale, considerato essere come una forma di colonialismo. Questo è il motivo per cui nel 1977 a Dakar è stata creata l'"Association des femmes africaines pour la recherche et le développement" la quale annuncio la nascita del "femminismo decolonizzato".
Anche il termine stesso di femminismo è criticato e alcuni cercano di sostituirlo; così ad esempio l'autrice nigeriana Molara Ogundipe-Leslie (1940- ) utilizza il neologismo "stiwanism" che significa "trasformazione sociale comprendente le donne africane", mentre la romanziera Calixthe Beyala parla di "femminilità" e altri ancora si riferiscono a "womanism ".
Ne consegue che il femminismo non è una realtà simile a quella del mondo occidentale e autrici come la specializzata in antropologia Gwendolyn Mikell può scrivere nel 2003 che "il femminismo africano sta nascendo" (sto osservando la nascita del femminismo nel continente africano).

#### Nordafrica
Nei partiti clandestini si organizzarono contro l'occupazione europea le donne, in numero limitato in un primo momento, trovarono il loro posto e poterono creare associazioni femministe. Nell'Algeria francese Mamia Chentouf fu la Mujaheddin responsabile per l'unità combattente delle donne all'interno del "Partito popolare algerino" e fu un membro attivo dell'"Associazione delle donne musulmane algerine".
In Marocco, allora protettorato dell'Impero coloniale francese Malika al-Fassi rivendicò il diritto all'istruzione femminile. Tuttavia le rivendicazioni femministe furono piuttosto silenziose e assunsero un ruolo di secondo piano dietro la lotta contro il colonialismo.
Se correttamente espresse in quanto idee femministe, le donne provenienti dal Nord Africa si interessarono maggiormente alle questioni matrimoniali e a quelle inerenti al velo islamico (lo Hijab). Questi due temi rimasero collegati anche alle altre rivendicazioni femministe delle donne interessate, quali la poligamia, la prostituzione e l'educazione dei bambini.

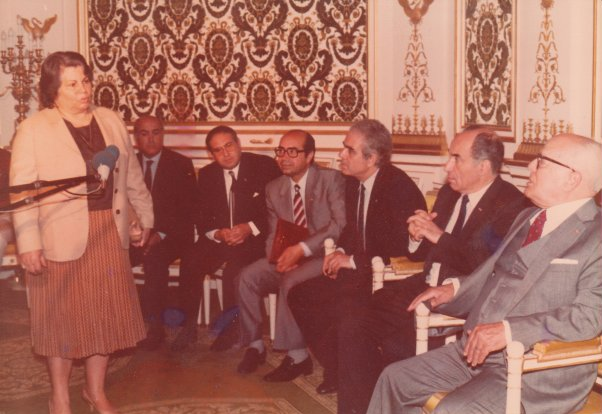
Fethia Mzali pronuncia un discorso davanti al presidente della Tunisia Habib Bourguiba e al primo ministro Mohamed Mzali.

##### Tunisia
Nel 1856 lo storico e pilitico Ahmad ibn Abi Diyaf segnò gli inizi del femminismo tunisino grazie alla sua Epître de la femme. Bchira Ben Mrad (1913-993) fondò e presiedette l'"Union musulmane des femmes de Tunisie" dal 1936 al 1956. Nel 1956 il Codice dello statuto della persona abolì la poligamia e istituì il divorzio giudiziario. L'"Union nationale de la femme tunisienne" venne creata nel 1956 da militanti del partito politico Neo-Dustur, tra cui le due sorelle Chadlia e Saïda Bouzgarrou (nipoti di Habib Bourguiba), da Fethia Mzali e da Radhia Haddad; essa è diventata la principale organizzazione femminista in Tunisia.
Nel 1965 sono adottati ulteriori riforme: la parità di retribuzione, l'obbligo scolastico per bambine e bambini dai 6 ai 12 (poi allungato fino a 16) anni e interventi legislativi contro il velo islamico. L'aborto è stato legalizzato nel 1973 e praticato gratuitamente fino a tre mesi di gravidanza. Nel 1985 la Tunisia ha ratificato la Convenzione sull'eliminazione di ogni forma di discriminazione della donna.
Nel 1994 l'"Association tunisienne des femmes démocrates", compresa la sua presidente, l'avvocato Sana Ben Achour (1955- ), ha denunciato l'oppressione patriarcale delle donne. Le donne hanno cercato di ribellarsi all'idea predominante ufficiale e sono state rapidamente richiamato all'ordine, anche attraverso un rigoroso controllo censorio da parte delle autorità nei confronti della stampa.

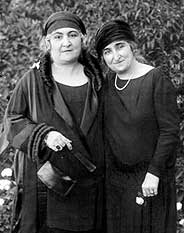
Hoda Sha'rawi (a sinistra), fondatrice dell'"Unione femminista egiziana", assieme a Sāfiya Zaghlūl, femminista anch'ella e moglie di Sa'd Zaghlul.

Egitto

##### Egitto
Nell'antico Egitto le donne erano uguali agli uomini in base alla legge. Esse erano in grado di gestire il proprio patrimonio, di divorziare, intentare un processo, raggiungere posizioni importanti; in sintesi avevano uno status molto "moderno" rispetto alle donne del loro tempo in altre società. Con la conquista del paese da parte dei Romani (vedi Egitto romano) e di altre civiltà, le donne perdettero gradualmente i propri diritti. La rappresentanza delle donne nei quadri dirigenti è un indizio interessante: la donna verrà rappresentato in misure sempre minori dal 2000 a.C. in poi, fatto questo che illustra bene il declino progressivo del loro status.
In epoca contemporanea le egiziane furono - in Nordafrica, tra le più accese nel dimostrare al fianco degli uomini che chiedevano l'indipendenza dal dominio straniero, prima nel Chedivato d'Egitto, poi nel Sultanato d'Egitto e infine nel Regno d'Egitto.
Nel 1899 Qasim Amin, considerato l'autentico "padre fondatore" del femminismo islamico, scrisse The Liberation of Women, sostenendo le riforme legali e sociali per le donne. Riflessioni sul ruolo delle donne, condotte principalmente, ma non esclusivamente, dalle esponenti del femminismo islamico al di fuori dei salotti privati furono ampiamente disponibili per tutti gli anni dieci; vennero ad riecheggiare la pubblicazione, considerata all'epoca assai controversa, di Amin.
Il partito Wafd venne creato nel 1920, il suo ramo femminile segna l'importanza delle donne nelle organizzazioni a favore dell'indipendenza. Questi attivisti spesso aderirono al marxismo, o almeno a un'ideologia vicino alla sinistra politica e il loro obiettivo primario divenne ben presto quello di sviluppare l'istruzione femminile, fatto che venne veduto come la base per la loro inclusione nella vita sociale e politica. Al momento dell'indipendenza le donne che cercarono maggiori diritti furono considerate agenti e spie dei francesi, "hizb al-Fransa" (il partito della Francia).
L'avvocatessa Hoda Sha'rawi (1879-1947) fondò l'"Unione femminista egiziana" nel 1923, ne divenne presidente e presto un vero e proprio simbolo vivente del movimento arabo femminista il quale cominciò ad essere però sempre più strettamente collegato al nazionalismo arabo. Sha'rawi osò compiere il gesto simbolico di togliersi il Hijab in pubblico.

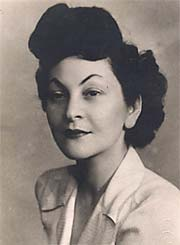
Doria Shafik negli anni trenta.

Autrice di una tesi sulla storia della donna nell'Islam Doria Shafik (1908-75) riprese la lotta dirigendo una rivista femminista. Fondò un partito politico, "Bint El Nil" (figlia del Nilo) e organizzò una dimostrazione di 1.500 donne davanti all'Assemblea del popolo chiedendo il diritto di voto. Esso verrà concesso la settimana successiva, ma Doria fu fatta incarcerare dopo l'avvento di Gamal Abd el-Nasser.
Nel 1956 il governo dell'allora presidente dell'Egitto Nasser avviò un suo personale programma di "femminismo statale", che bandì la discriminazione basata sul sesso e concesse il suffragio femminile. Ma nonostante queste riforme, il cosiddetto "femminismo statale" bloccò completamente l'attivismo politico femminista e portò all'estinzione della prima ondata femminista in terra d'Egitto.
Nel corso degli anni settanta la scrittrice e psichiatra Nawal al-Sa'dawi venne fatta licenziare dal suo incarico presso il Ministero per aver pubblicato Les femmes et le sexe, un testo che si occupava di sessualità in rapporto alla religione e dell'escissione della clitoride, entrambi argomenti tabù nel paese. L'escissione è stata proibita per decreto solamente nel 1996. Secondo l'Unicef ancora nel 2012 il 91% delle donne adulte hanno subito una tale mutilazione genitale femminile, ma solo il 16% delle ragazze l'ha subita dopo la sua interdizione.
Durante la presidenza di Anwar al-Sadat (che verrà assassinato da un estremista nel 1981 per aver firmato gli accordi di Camp David con Israele) sua moglie, la first lady Jehan Sadat, sostenne pubblicamente l'espansione dei diritti delle donne, anche se la politica e la società egiziane indietreggiarono davanti alla richiesta di parità femminile gper colpa del nuovo movimento dell'islamismo e il sempre crescente conservatorismo. Tuttavia alcuni scrittori, come per esempio Al Ghazali Harb, hanno sostenuto che la piena uguaglianza femminile costituisce una parte importante della politica dell'islam.
Questa posizione ha contribuito alla creazione di un nuovo movimento femminista che è attivo ancora ai giorni nostri.

#### Medio Oriente
All'inizio del XX secolo sorsero diverse associazioni femministe nella regione del Medio Oriente i quali si basarono sulle idee sviluppate in Europa. Quando i movimenti di indipendenza nazionali divennero sempre più importanti, questi gruppi femministi parteciparono alle lotte contro le potenze occupanti. Quando si formarono i nuovi stati, si cercò di recuperare anche le varie richieste delle donne. Tuttavia il discorso ufficiale sul miglioramento della condizione femminile si trovò spesso in contrasto con le azioni reali dei funzionari eletti i quali cercarono anche di compiacere le opinioni più conservatrici e religiose.
Come si ritrovarono soggette al discorso ufficiale dello Stato il quale alla fine non corrispondeva ai loro desideri le donne, dal 1990 in poi, provarono a difendere le proprie idee partecipando ai movimenti indipendenti contro il potere vigente. Questi non furono propriamente dei gruppi femministi, ma il posto delle donne nella società vi appare come un elemento essenziale delle loro teorie. A partire dai primi anni del XX secolo le rivendicazioni riguardarono l'accesso all'istruzione femminile, alla rappresentanza delle donne in posizioni di potere, all'acquisizione di nuovi diritti ecc.

##### Israele

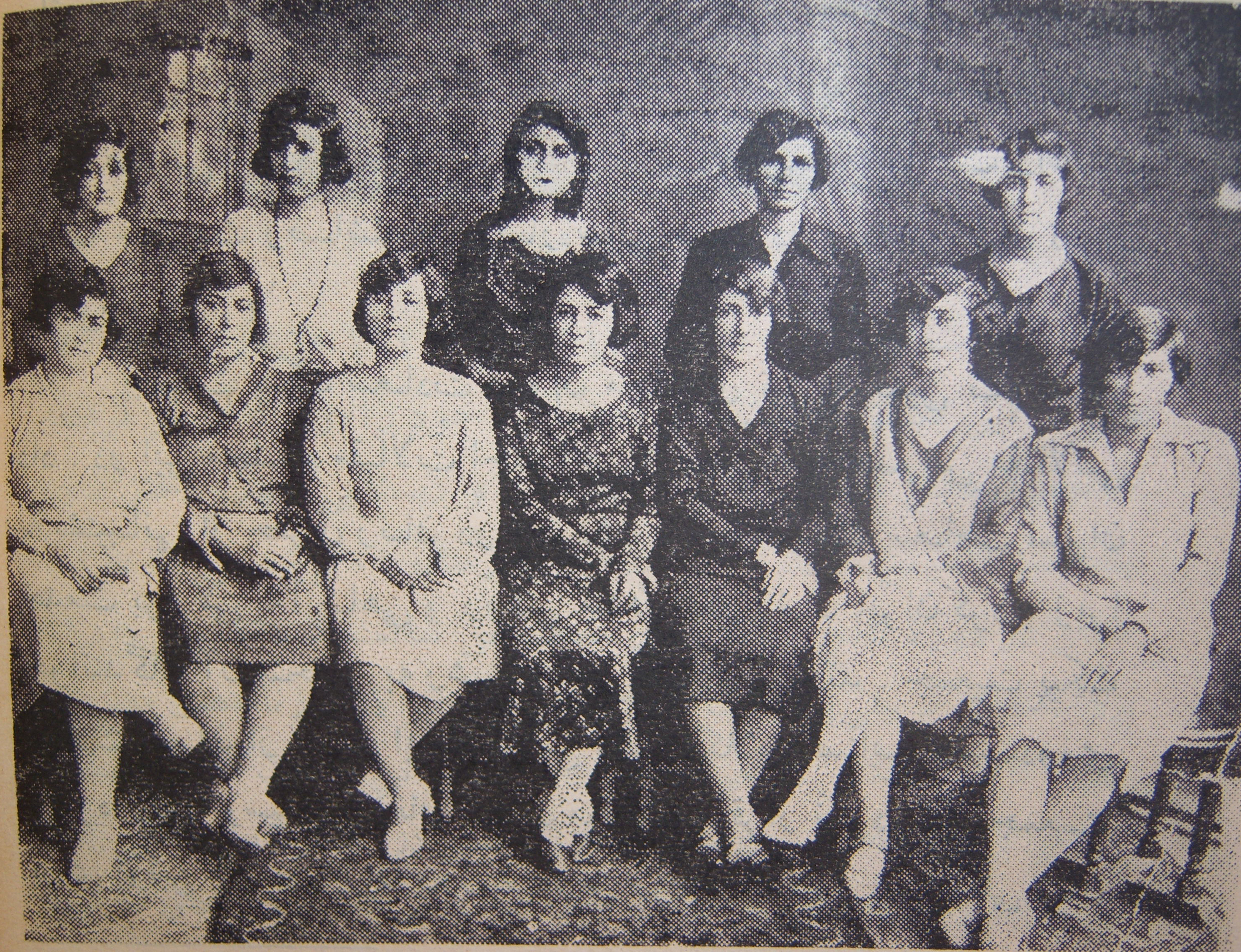
Consiglio di amministrazione di "Jam'iyat-e Nesvan-e Vatankhah", associazione per i diritti delle donne di Teheran (1923-1933).

##### Iran
Il movimento iraniano per i diritti delle donne emerse un po' dopo la rivoluzione costituzionale persiana, nell'anno in cui venne pubblicata anche la prima rivista femminile, il 1910. Il movimento proseguì la propria opera fino al 1933, quando l'assemblea delle donne venne sciolta dal governo dello scià di Persia Reza Shah Pahlavi.
La prima ondata femminista iraniana riuscì a crescere sotto la guida e grazie al contributo dato da figure femministe come Bibi Khanoom Astarabadi (1859–1921), Touba Azmoudeh (1878-1936), Sediqeh Dowlatabadi (1882-1962), Mohtaram Eskandari (1895–1924), Roshank No'doost (1899-?), Afaq Parsa (1899-?), Fakhr osma Arghoun (1899-1966), Shahnaz Azad (1901-1961), Noor-ol-Hoda Mangeneh (1902-?), Zandokht Shirazi (1909-1953), Maryam Amid (Mariam Mozayen-ol Sadat, ?-1919).
Lo status delle donne però si deteriorò ulteriormente a seguito della rivoluzione iraniana del 1979 capitanata dall'ayatollah Ruhollah Khomeyni. Molti dei diritti che le donne avevano già acquisito sotto gli Scià furono quasi subito sistematicamente aboliti attraverso un'opera di riscrittura dell'intera legislazione, come l'obbligo del hijab.
Nel 1992 la giornalista Shahla Sherkat fondò la rivista Zanan (donne), che si occupò delle preoccupazioni delle donne iraniane e testò i confini politici con reportage assai critici sulla politica di riforma attuata, l'abuso e la violenza domestica e la sessualità. Esso risultò essere il più importante giornale femminile pubblicato dopo la rivoluzione; criticò sistematicamente il codice giuridico islamico sostenendo che la parità e l'uguaglianza di genere è stata misconosciuta dalla letteratura persiana e finanche da quella religiosa e travisate dagli uomini affetti da misoginia cronica.
L'attivista Mehangiz Kar (1944- ), la scrittrice e traduttrice Shahla Lahiji (1942- ) e la giornalista Shahla Sherkat (1956- ), quest'ultima anche editrice di Zanan, guidano attualmente il dibattito concernente i diritti delle donne e hanno richiesto delle pronte riforme.
Il 27 agosto del 2006 è stata avviata la campagna militante sui diritti delle donne iraniane giungendo a raccogliere più di un milione di firme; essa ha lo scopo precipuo di porre fine alla discriminazione legale contro le donne presente ancora massicciamente nella legislazione iraniana, raccogliendo più un milione di firme. I sostenitori della campagna comprendono molti attivisti dei diritti delle donne iraniane, attivisti internazionali e vincitori del Premio Nobel. Le più importanti figure femministe post-rivoluzione comprendono oltre alle succitate Kar e Sherkat, anche Azam Taleghani (1944-), la scrittrice giornalista Parvin Ardalan (1967-), Noushin Ahmadi khorasani e l'avvocatessa Shadi Sadr (1974-).

#### Resto dell'Asia

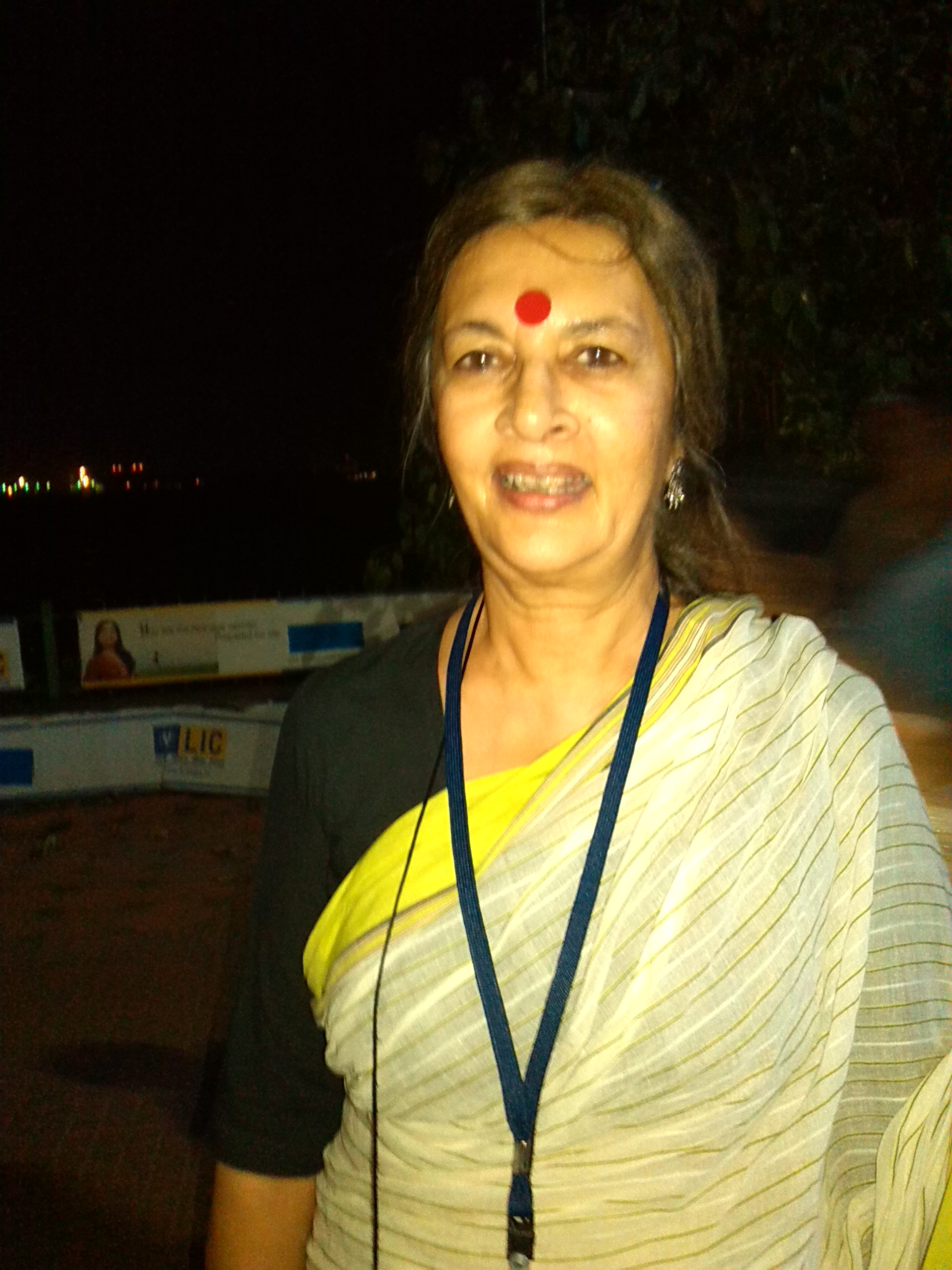
L'indiana Brinda Karat, sostenitrice dei diritti delle donne, a Kochi.

##### India
Le donne in India nel corso del XIX secolo riescono ad ottenere alcuni diritti, come l'abolizione del matrimonio infantile e il diritto all'istruzione femminile, che fino ad allora non erano riconosciuti anche per precise scelte politiche prese dagli uomini. All'inizio del XX secolo le donne parteciparono anche ad azioni anticolonialiste come il boicottaggio dei prodotti britannici.
In questo stesso lasso di tempo venne creata anche la "Women's Indian Association" guidata da Annie Besant; il movimento cercò di migliorare la condizione femminile in vari settori quali sistema sanitario, l'istruzione, il lavoro ecc. Le donne sostennero anche il diritto di stare accanto agli uomini, cosa che alla fine venne loro accordata.

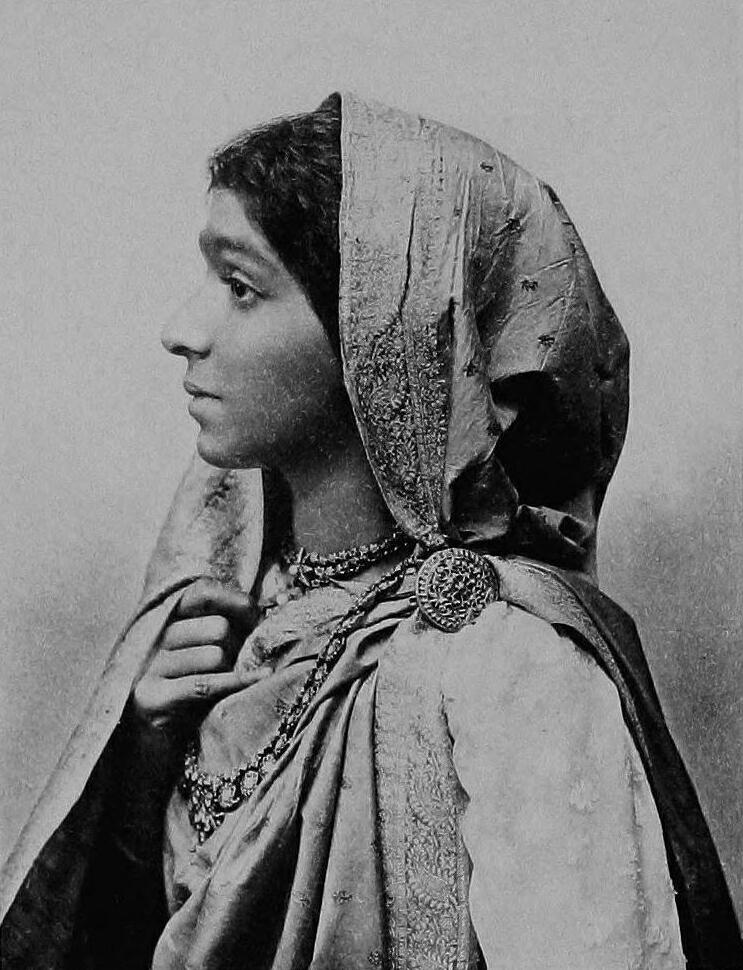
Sarojini Naidu nel 1912.

Questo porta nel 1925 all'elezione di Sarojini Naidu, membro della "Women's Indian Association" alla presidenza del Congresso Nazionale Indiano. Le donne furono ben presenti nei movimenti di liberazione come l'Azad Hind Fauj o il "Rashtriya Swayamsevak Sangh". Dopo l'indipendenza raggiunta nel 1947 le donne hanno progressivamente conquistato l'accesso al potere politico, ai lavori amministrativi, alle libere professioni ecc.
Questo non impedisce però l'emergere anche di un movimento femminista nel corso degli anni settanta il quale si manifesta con maggior evidenza soprattutto nell'opera delle Organizzazioni non governative e che si ritrova in tutti gli schieramenti politici, anche se rimane rappresentativo solamente delle classi sociali superiori. Le lotte si concentrano sulla violenza contro le donne, l'aborto forzato quando il feto è quello di una femmina, le condizioni occupazionali, il problema della dote ecc. Nel 1977 i militanti dello Janata Party creano un'organizzazione politica femminista, la "Mahila Dakshata Samiti".
Una nuova generazione di femministe indiane è emersa dopo il femminismo globale. Le donne indiane hanno oggi la possibilità di una maggiore indipendenza grazie all'accesso all'istruzione superiore e al controllo dei loro diritti riproduttivi. Medha Patkar, Madhu Kishwar e Brinda Karat sono lavoratrici sociali femministe e politiche che sostengono i diritti delle donne nell'India post-indipendenza.
Scrittrici come Amrita Pritam, Sarojini Sahoo e Kusum Ansal sostengono le idee femministe nelle numerose lingue dell'India. Rajeshwari Sunder Rajan, Leela Kasturi e Vidyut Bhagat sono invece saggisti e critici femministi indiani che scrivono in lingua inglese.

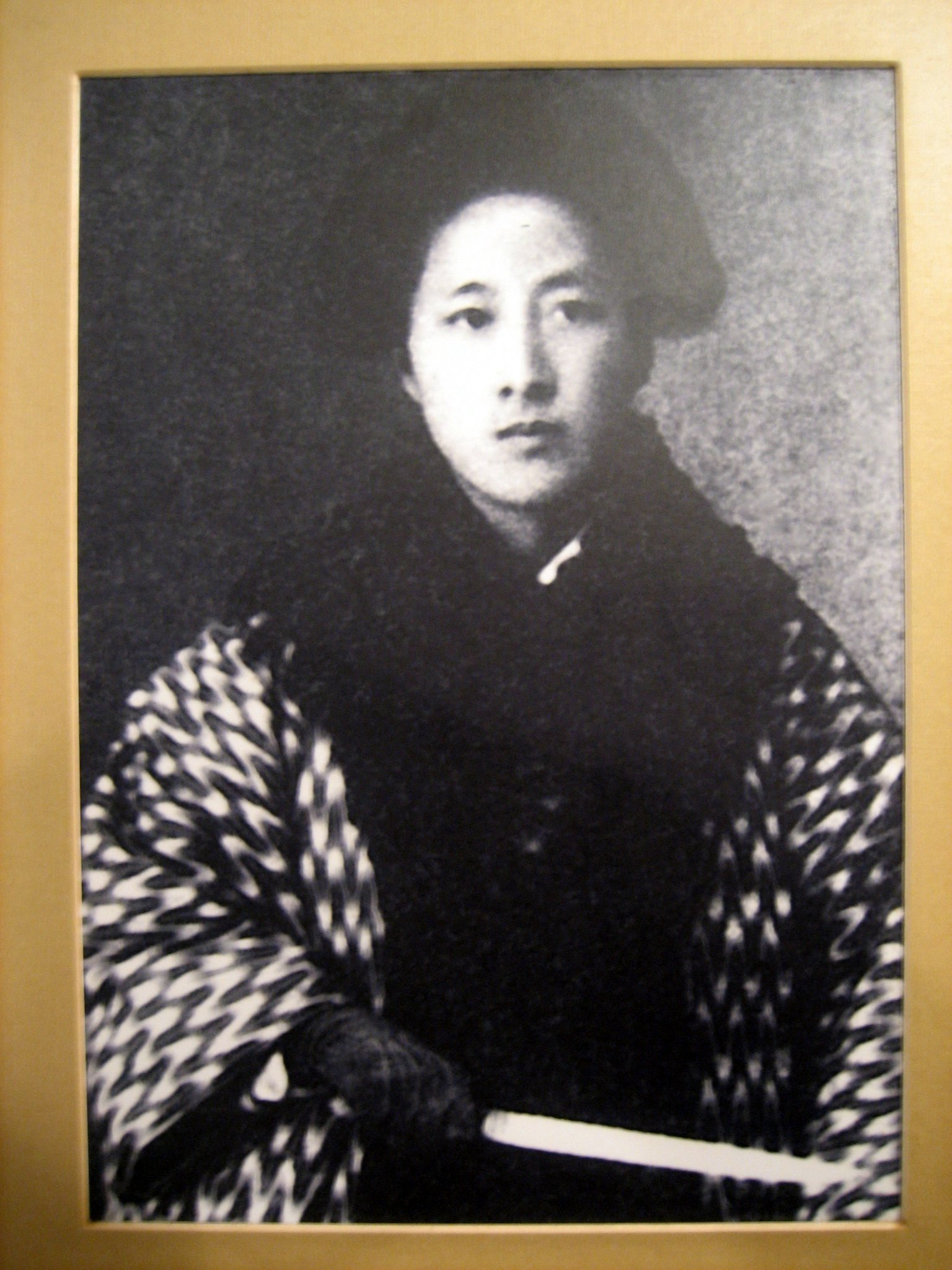
La femminista rivoluzionaria cinese Qiu Jin.

##### Cina
Il femminismo in Cina è iniziato nel tardo periodo della dinastia Qing, quando la società cinese ha cominciato a riesaminare i valori del tradizionalismo rifacentisi alla dottrina sociale del confucianesimo, come ad esempio le pratica del "Loto d'oro" (la legatura forzata dei piedi) e la segregazione di genere, respingendo così le idee più tradizionali sul ruolo di genere in quanto ostacoli al progresso verso la necessaria modernizzazione.
Considerate fino ad allora esclusivamente come "esseri dell'interiorità" (nei ren) dalla filosofia confuciana le donne ebbero l'obbligo di rimanere ignoranti e "moralmente oneste"; nel corso degli anni 1890 nuove ideologie fondate sul nazionalismo iniziarono ad emergere, basate sul rifiuto di tali valori. Il filosofo e riformatore politico Kang Youwei assieme al suo discepolo Liang Qichao, due figure intellettuali di spicco della Riforma dei cento giorni avviata dall'imperatore della Cina Guangxu, sostennero l'emancipazione delle donne
A partire dal 1898 i riformatori reclamarono il divieto della poligamia, l'istruzione femminile, l'uguaglianza di genere e la fine della pratica del "Loto d'oro" la quale aveva privato per secoli le donne dell'autonomia e della mobilità. Le riformatrici formarono la prima società cinese femminile, la "Società per la diffusione della conoscenza tra le donne cinesi" (Nüxuehui).
Dopo il crollo della dinastia Qing avvenuta nel 1912 i missionari occidentali con le loro mogli cominciarono a creare le prime scuole rivolte espressamente alle ragazze, in precedenza da sempre escluse dall'istruzione pubblica; tuttavia l'obiettivo fu quello di mettere la donna al servizio della modernità, piuttosto che puntare su un'autentica "liberazione femminile" dai vincoli sociali e familiari. Proprio l'istruzione, assieme all'influenza occidentale e al pensiero democratico, porterà all'inizio del XX secolo alla nascita dei primi movimenti femministi.
Le donne parteciparono attivamente al rovesciamento della dinastia imperiale e fecero parte integrante del nazionalista Movimento del 4 maggio 1919 studentesco il quale, con la partecipazione del "Movimento per una nuova Cultura" propose la liberazione delle donne quale uno dei suoi principali obiettivi Comparvero così le prime associazioni miste studentesche.

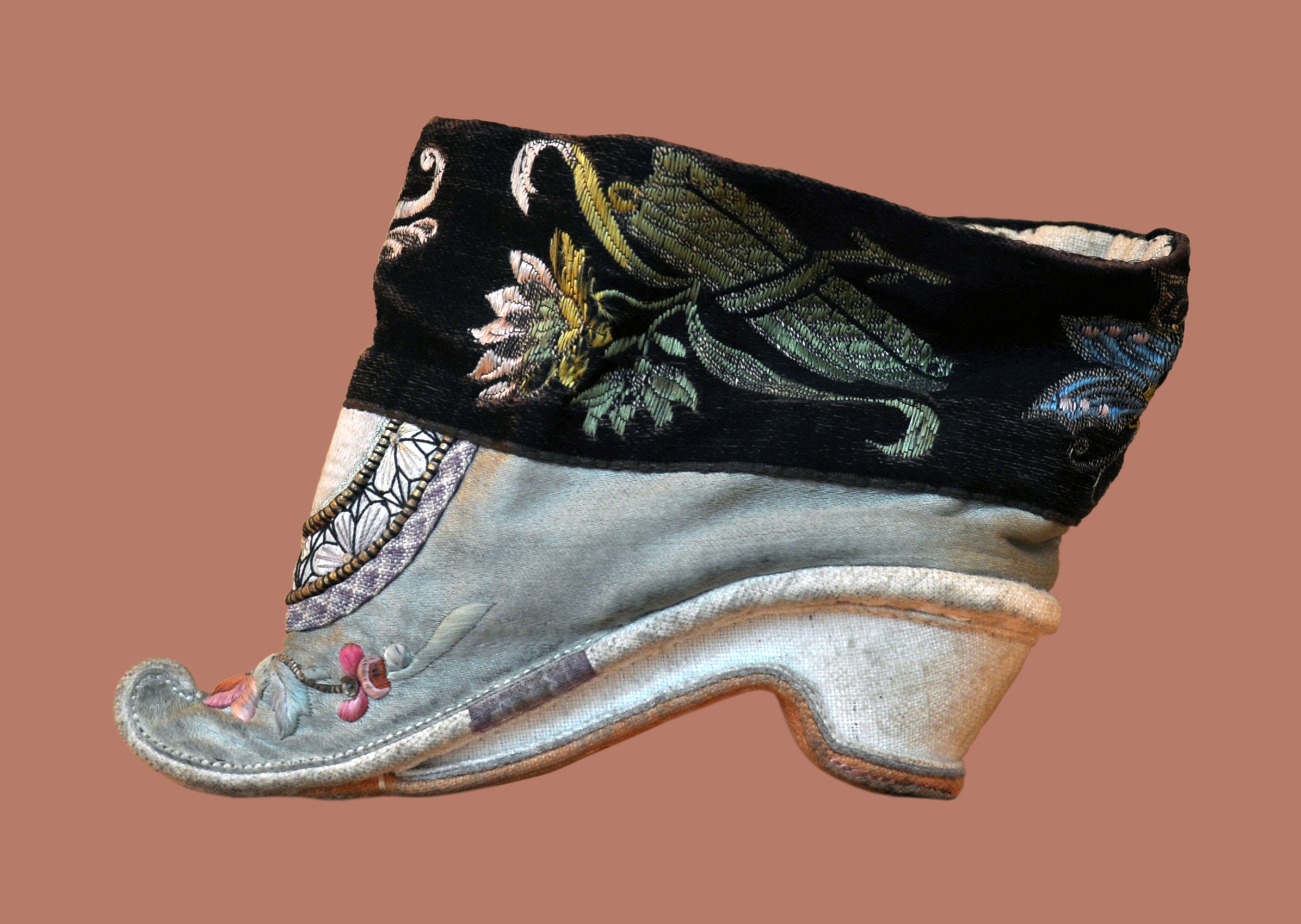
Calzatura settecentesca cinese per il "Loto d'oro".

Le rivendicazioni femministe riguardarono la libertà di poter scegliersi il proprio marito, l'indipendenza dall'oppressivo ambiente familiare e il diritto di circolare liberamente. Ma le donne rimasero ancora escluse dalla vita politica e solamente il Partito Comunista Cinese le accolse fin dalla propria fondazione nel 1921.
Più tardi la rivoluzione comunista del 1949 adottò la liberazione delle donne come uno dei suoi obiettivi e promosse l'uguaglianza femminile, in particolare per quanto riguardava la partecipazione delle donne alla forza lavoro; sotto la direzione del partito venne fondata la "Federazione nazionale delle donne democratiche della Cina". La "Legge sul matrimonio" del 1950 stabilì il libero consenso di entrambi i coniugi, vietò la pratica dell'intercessione da parte di un terzo e concesse alle donne gli stessi diritti sociali degli uomini.
Dopo la rivoluzione e il progresso nell'integrazione delle donne in ambito lavorativo il Partito Comunista Cinese affermò di aver raggiunto con successo l'obiettivo della liberazione delle donne e da allora in poi la disuguaglianza di genere non è più stato visto come un problema da dover affrontare e risolvere.
Durante la Rivoluzione culturale (1966-9) lo Stato creò l'asilo nido per facilitare ed alleggerire il lavoro domestico alle madri impegnate; tuttavia anche se rimase molto presente nel discorso politico dal 1949 e fino alla morte di Mao Tse Tung avvenuta nel 1976 la lotta per l'uguaglianza di genere venne rappresentata come una mera estensione della lotta di classe e non come la difesa delle donne in quanto individui o come gruppo sociale. Il femminismo venne ampiamente strumentalizzato, nelle misure concrete di convivenza si ripropose la divisione sessuale del lavoro, così come pure all'interno dello stesso Partito; la morsa partitica sulla Federazione delle donne" è un esempio notevole di quanto uno Stato possa dettare gli imperativi ideologici.
La seconda ondata femminista e la terza ondata femminista in Cina sono state caratterizzate da un riesame critico dei ruoli femminili svolti durante i movimenti di riforma dell'inizio del XX secolo e dei modi in cui il femminismo è stato adottato da questi vari movimenti per raggiungere i propri obiettivi. Le femministe successive e quelle attuali hanno rimesso in discussione il fatto se l'uguaglianza sociale sia stata realmente realizzata ed hanno cominciato a discutere i problemi attuali del ruolo di genere, come la grande disparità di genere presente nella popolazione a causa della "politica del figlio unico".
La politica di apertura e liberalizzazione avviata da Deng Xiaoping ebbe effetti negativi sulla condizione femminile lavorativa; con la fine del lavoro garantito a vita da parte dello Stato si è cominciato ad assistere a nuove forme di discriminazione: licenziamenti in massa delle donne, molestie sessuali, discriminazione salariale. La "Legge sulla tutela degli interessi e dei diritti delle donne" è stata promulgata nel 1992; dopo la 4° conferenza mondiale sulle donne del 1995 svoltasi proprio a Pechino ha preso il via una nuova mobilitazione femminista con la creazione di organizzazioni non governative indipendenti.
La loro lotta si basa principalmente contro la violenza domestica, l'educazione delle donne rurali e l'attuazione del programma di genere nelle scuole. In un paese dove qualsiasi forma di manifestazione del dissenso rimane illegale si organizzano eventi culturali (come ad esempio l'adattamento cinese de I monologhi della vagina), campagne di sensibilizzazione sulla contraccezione ed altri temi femministi.
Il margine di manovra di queste ONG sono limitate da due fattori; l'ostilità del Partito di fronte alle singole iniziative le quali vengono tradizionalmente considerate come "sovversive" e il rischio sempre presente di un recupero da parte dell'ideologia dominante, in ragione del passaggio quasi obbligato attraverso la mediazione della "Federazione" nella speranza di poter influenzare la politica statale.

##### Giappone
Sebbene la situazione delle donne precedentemente al periodo Meiji (1868-1912) subì molti cambiamenti, questo sin dal XIV secolo, il pensiero generale, influenzato dalla filosofia del neoconfucianesimo, le vide sempre come degli esseri naturalmente inferiori.
Nel 1868, con la restaurazione del potere imperiale e l'inizio del periodo Meiji, permise la comparsa dei primi movimenti femministi organizzati che si opposero principalmente a questo pensiero intriso di tradizionalismo. Kishida Toshiko (1863-1901) e Kita Kusunose (1836-1920) furono tra le pioniere quando questi primi movimenti sorsero.
Nel 1890 la "Legge sulle riunioni e le organizzazioni politiche" (Shukai oyobi seisha HO 集会 及 び 政 社 法) proibì alle donne di partecipare a qualsiasi associazione di stampo politico. La "Legge sulla polizia e sull'ordine pubblico" del 1900 (Chian keisatsu HO 治安 警察 法) si oppose alle femministe e in particolare a quelle dell'associazione Seitōsha. Il codice di diritto civile del 1898 (Minpo) confermò la primogenitura maschile, la sottomissione della moglie al marito e il suo obbligo di accettare la concubina in assenza di un erede maschio.

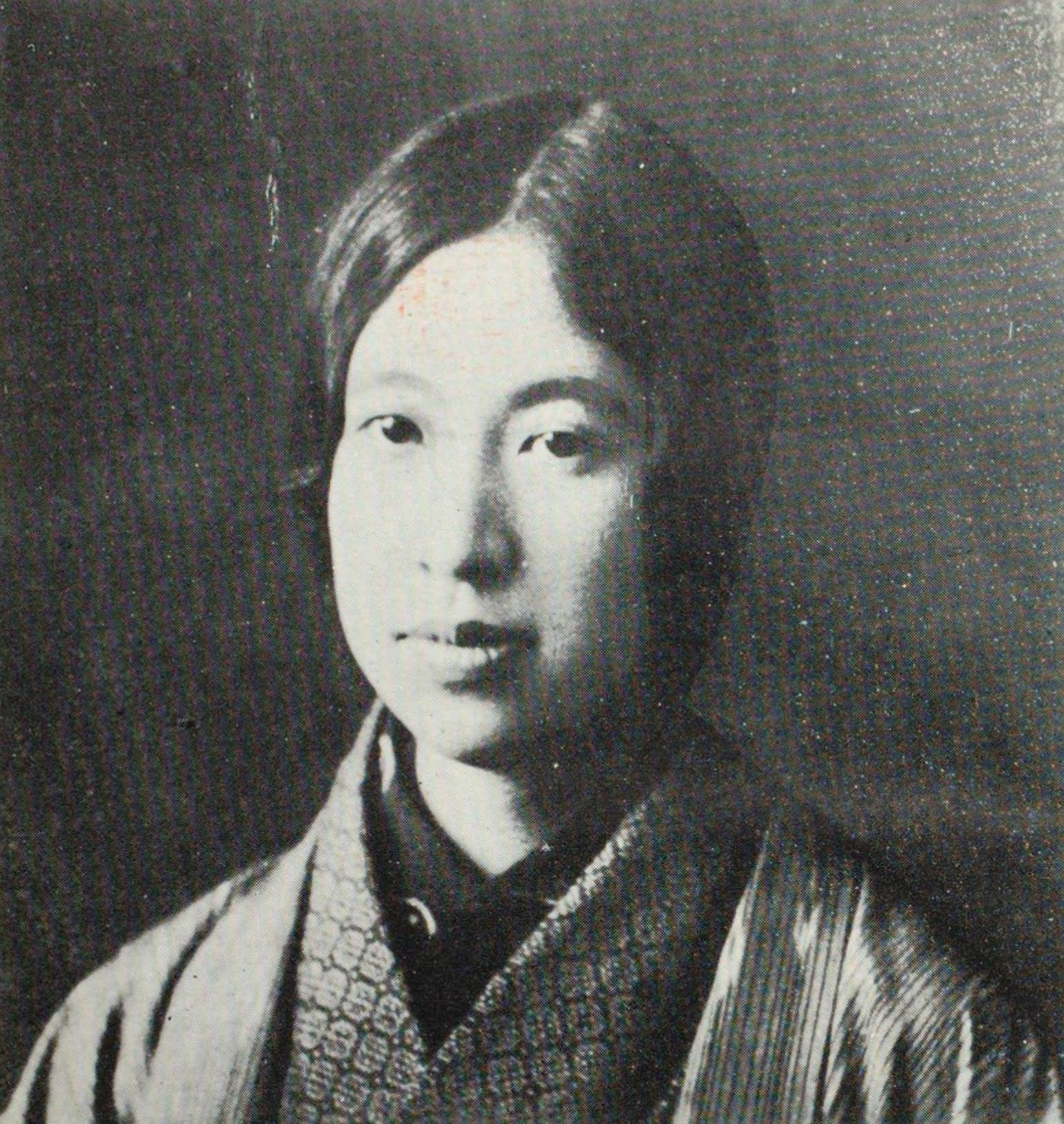
Raichō Hiratsuka.

Nel 1907 iniziarono le pubblicazioni della rivista femminista "Sekai Fujin" (Women of the World); ma l'ambizione delle ragazze venne considerata essere una minaccia per l'ordine della famiglia. Nel 1920, a seguito di un'indagine sulle condizioni delle lavoratrici nelle fabbriche tessili a Nagoya Raichō Hiratsuka (1886-1971) e Fusae Ichikawa (1893-1981) crearono l'"Associazione delle donne giapponesi". Essa reclamava, tra l'altro, l'abrogazione della legge del 1890; obiettivo che sarà raggiunto nel 1922. Nel 1930 la femminista Kikue Yamakawa (1890-1980) si batté per l'indipendenza sociale delle donne e contro il dogma del patriarcato statale di assoggettamento delle madri.

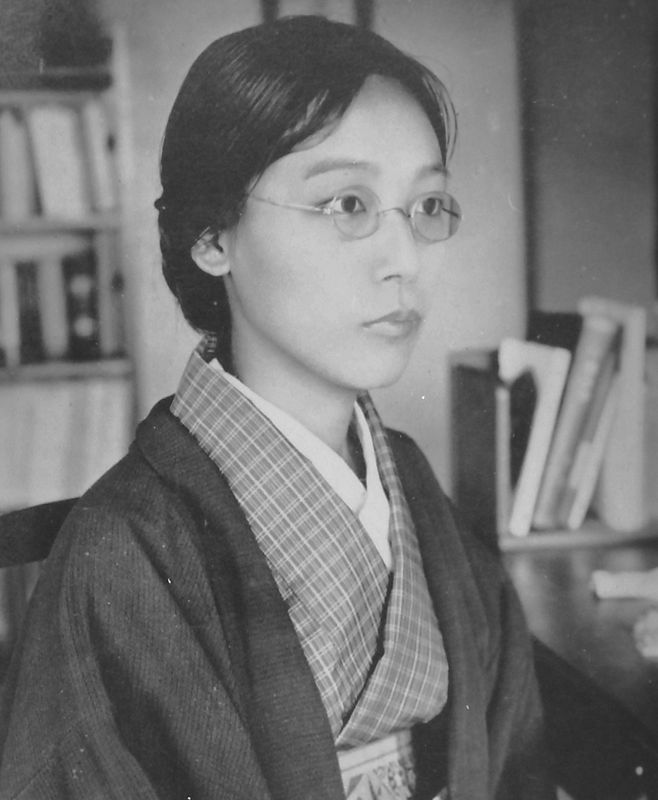
Kikue Yamakawa.

Nei primi decenni del XX secolo quando Shidzue Katō (1897-2001) spinse per ottenere la disponibilità della contraccezione come parte di un ampio spettro di riforme progressiste. Shidzue continuò a servire nella Dieta nazionale del Giappone anche dopo la sconfitta dell'impero nella seconda guerra mondiale e la promulgazione — imposta dalla United States Armed Forces — della Costituzione del Giappone nel 1947.
Nel 1945 sotto l'Occupazione del Giappone da parte degli statunitensi le donne hanno ottenuto il diritto di voto, l'istruzione femminile e il diritto all'aborto (in caso di pericolo per la vita della madre). Nel 1947 venne promulgata la Costituzione del Giappone (Nihonkokukenpô); essa sancisce il principio della parità di genere nel settore dell'occupazione. Lo stesso anno la revisione del diritto di famiglia (Kazoku Ho Kaiser) istituzionalizzò la famiglia nucleare.
Nel 1972 il governo si rivolge alle donne per conciliare lavoro e vita familiare con la "Legge sul benessere delle donne che lavorano" (Kinro Fujin Fukushi ho).
Nel corso degli anni ottanta i temi femministi principali sono il riconoscimento del lesbismo, la flessibilità lavorativa, il sessismo presente dei mezzi di comunicazione di massa e la molestia sessuale. Nel 1981 il Giappone ha firmato la Convenzione sull'eliminazione di ogni forma di discriminazione della donna (CEDAW). Nel 1986 la patrilinearità viene abrogata e un anno dopo la legge sulle pari opportunità nel settore dell'occupazione (Danjo Koyo Kikai kinto HO 男女 雇用 機会 均等 法) viene promulgata.
Nel corso degli anni settanta il "Fronte di liberazione delle donne" è leader della lotta. Una delle sue militanti, Yayori Matsui (1934-2002) ha fondato, la "Corte Internazionale delle Donne per la repressione dei crimini di guerra", che giudicò nel 2000 il governo giapponese responsabile di crimini di guerra contro le "comfort woman" sfruttate e violentate dalle armate giapponesi durante la seconda guerra mondiale.

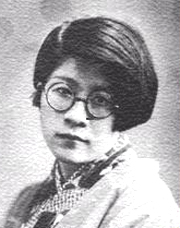
La scrittrice e poetessa giapponese Fumiko Hayashi.

Altre figure come Fumiko Hayashi (1903-51) e Sawako Ariyoshi (1931-84) illustrano le ampie ideologie del socialismo femminista giapponese che cerca di realizzare obiettivi più ampi piuttosto che celebrare i singoli risultati individuali di alcune donne di potere.
Le disparità salariali sono a tutt'oggi una delle questioni più importanti. Nel 1990, in media, una donna riceve un salario inferiore del 60% rispetto a quello di un uomo per un lavoro identico; le leggi esistono per combatterla ma nessuna penalità viene prescritta. Nel 1999 il governo ha adottato la "Legge quadro per l'holding congiunta di uomini e donne" la quale dovrebbe condurre ad un miglioramento della situazione vigente.

#### Australia e Nuova Zelanda
Entrambi i paesi maggiori dell'Oceania sperimentano una storia del femminismo in comune sotto molti punti di vista. Siccome l'arrivo degli europei fu più recente in questo continente rispetto agli altri, anche il femminismo nascente si ritrovò collegato ai problemi riguardanti gli aborigeni australiani nativi, compreso il loro posto nella società in fase di costruzione; pertanto la distinzione in tre grandi ondate come ai giorni nostri lo interpretiamo riferito agli altri paesi occidentali non è qui in esatto ordine cronologico e si può distinguere piuttosto in quattro fasi.

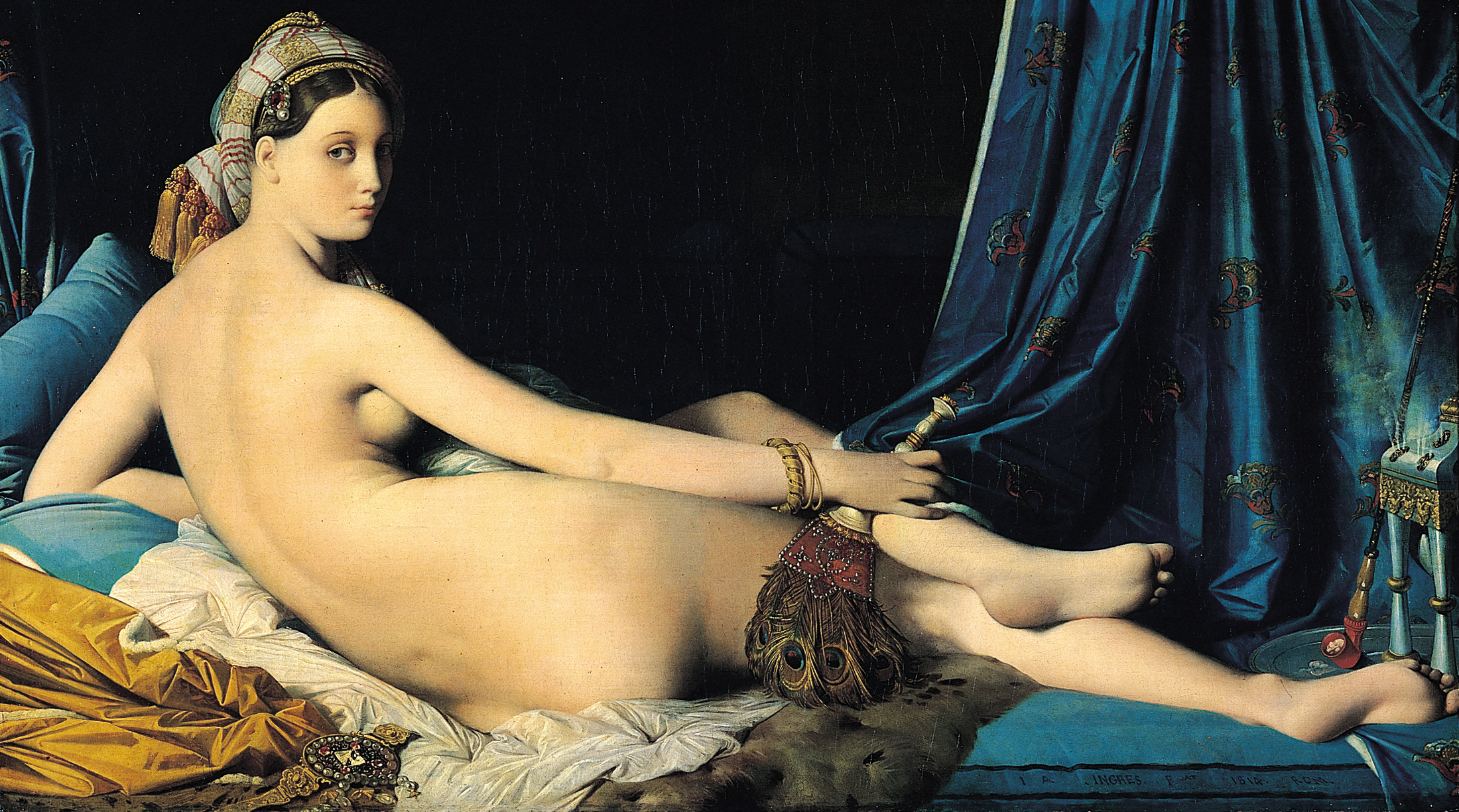
L'immagine originale della La grande odalisca di Jean-Auguste-Dominique Ingres senza l'aggiunta della testa di gorilla rappresentò l'espressione artistica che le Guerrilla Girls combatterono, come ad esempio le questioni dello stereotipo dell'esotismo e della sessualizzazione del corpo delle donne ad uso e consumo dell'uomo.

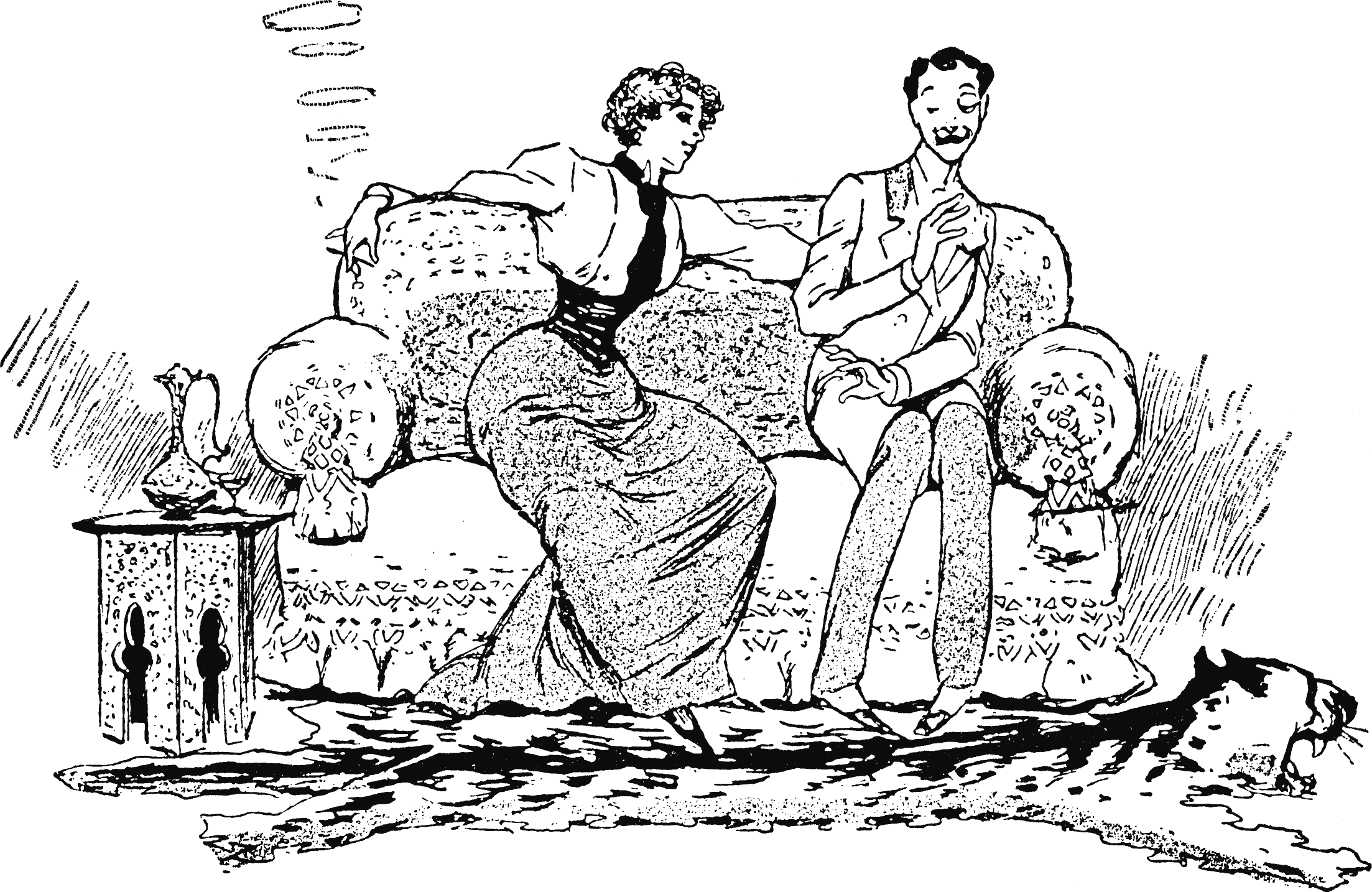
Vignetta satirica degli anni 1890 sull'"emancipazione femminile": la moglie "liberata" sta fumando mentre il marito è diventato un dandy effeminato.

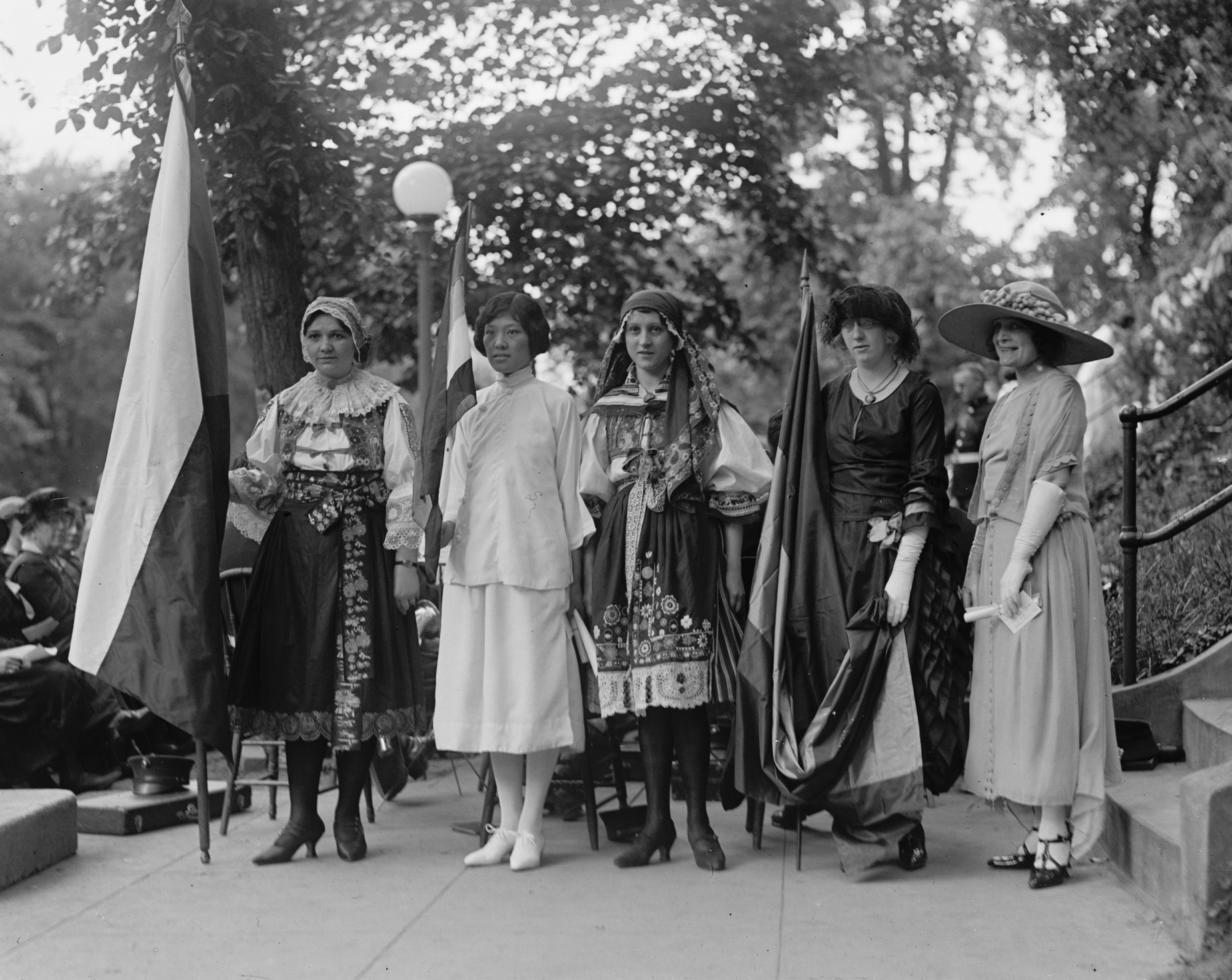
Partito nazionale delle donne statunitense nel 1922.

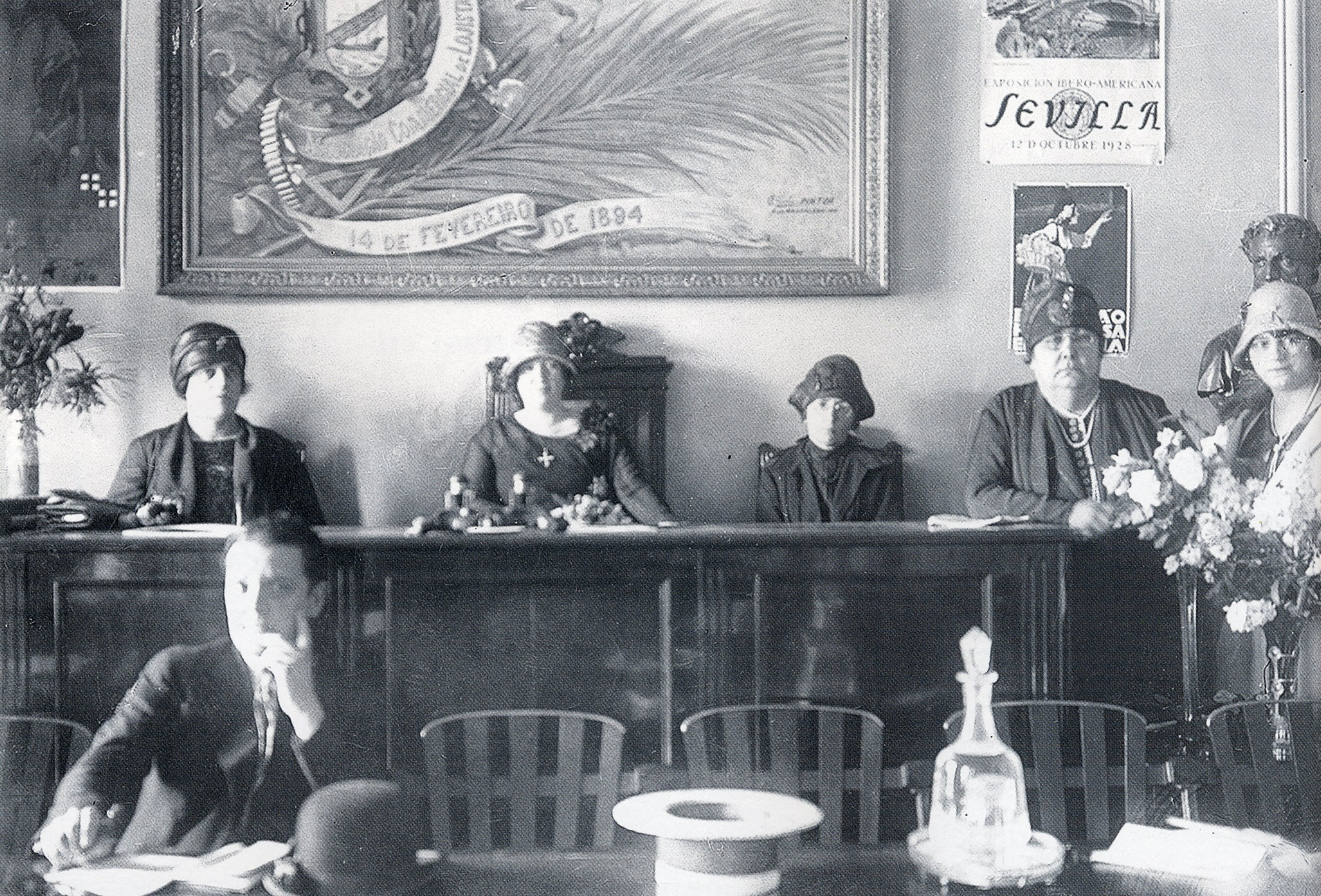
Congresso femminista a Lisbona nel 1928.

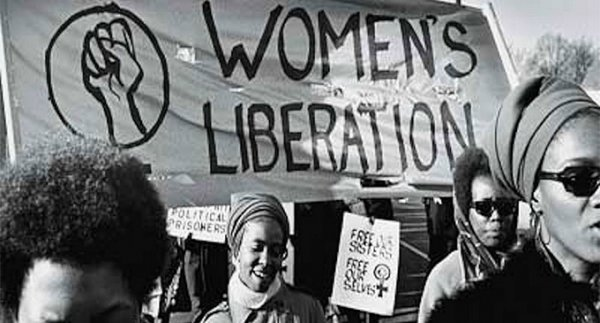
Manifestazione delle donne afroamericane nel 1960.

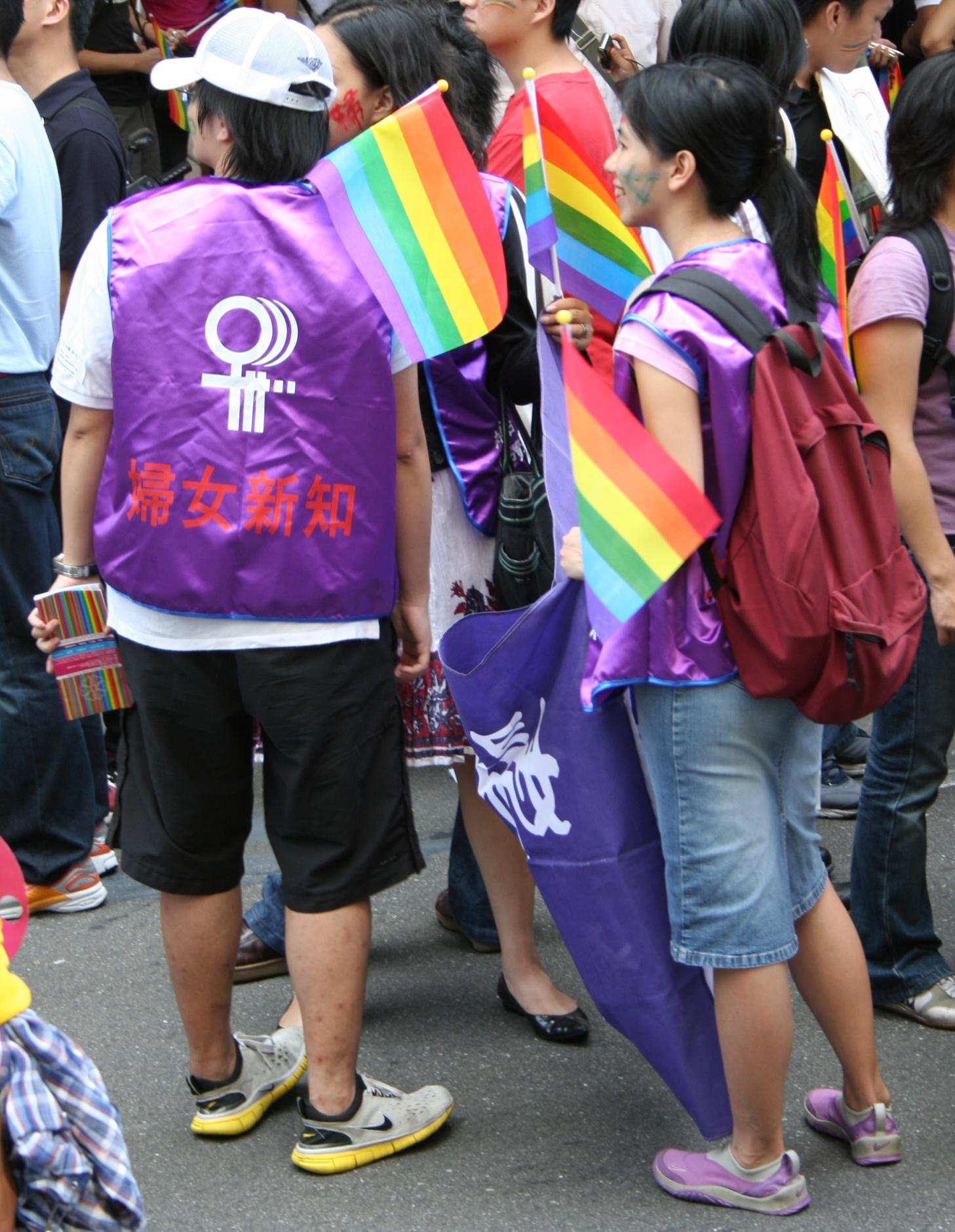
Stemma e colore viola del femminismo assieme alla bandiera arcobaleno al Gay pride di Taipei nel 2005.

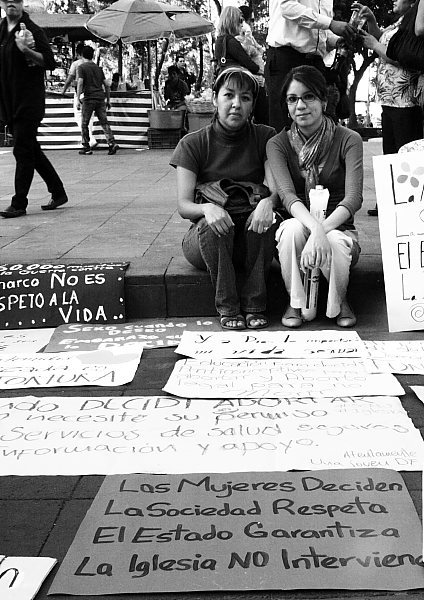
Giornata per la depenalizzazione dell'aborto in Messico. Il cartello dice: "Le donne decidono, la società rispetta, lo Stato garantisce, la Chiesa non interviene".

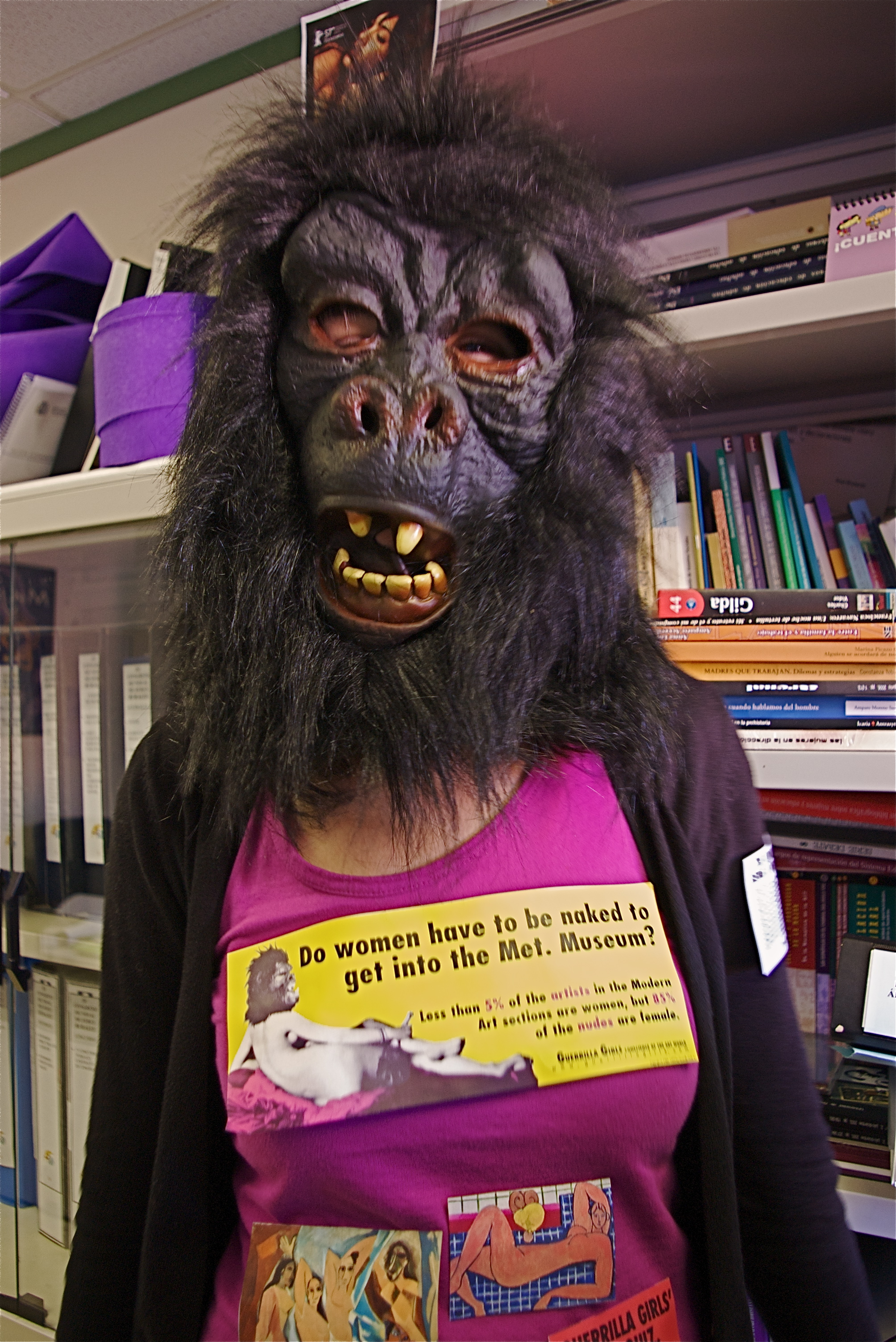
Guerrilla Girls, 2008.

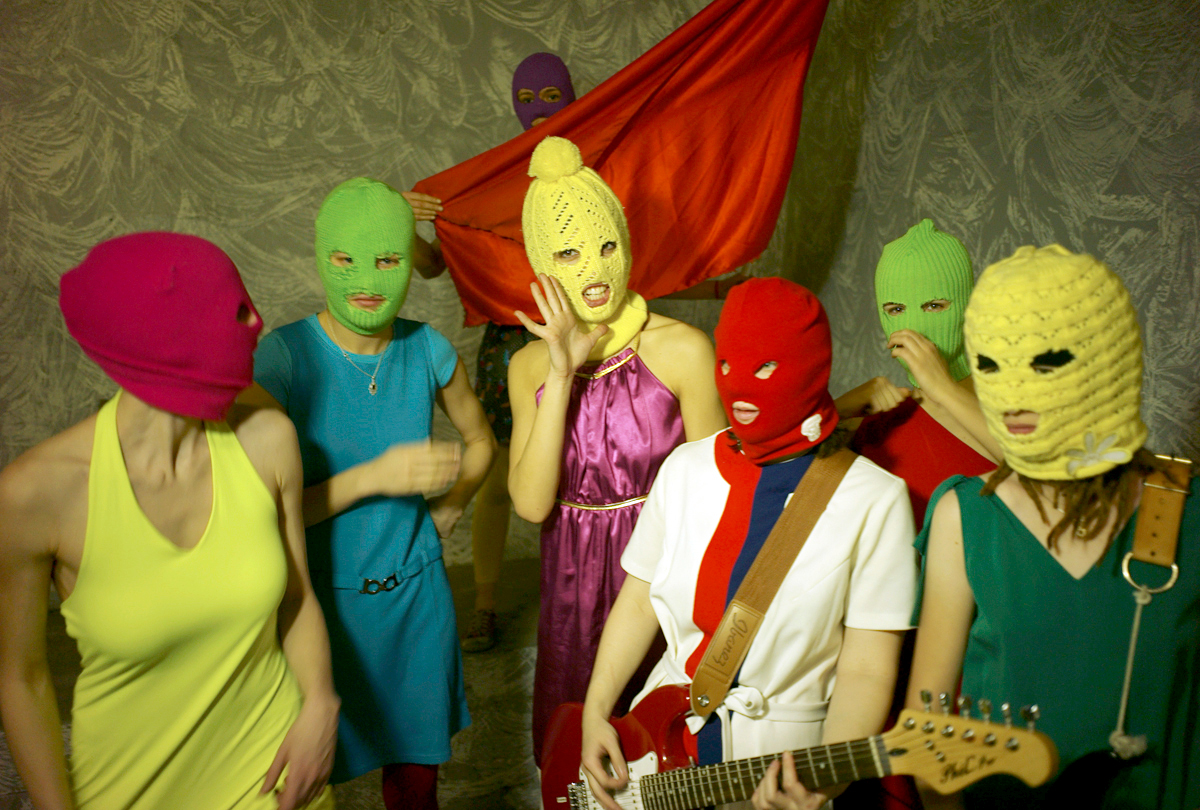
Le Pussy Riot nel 2012.

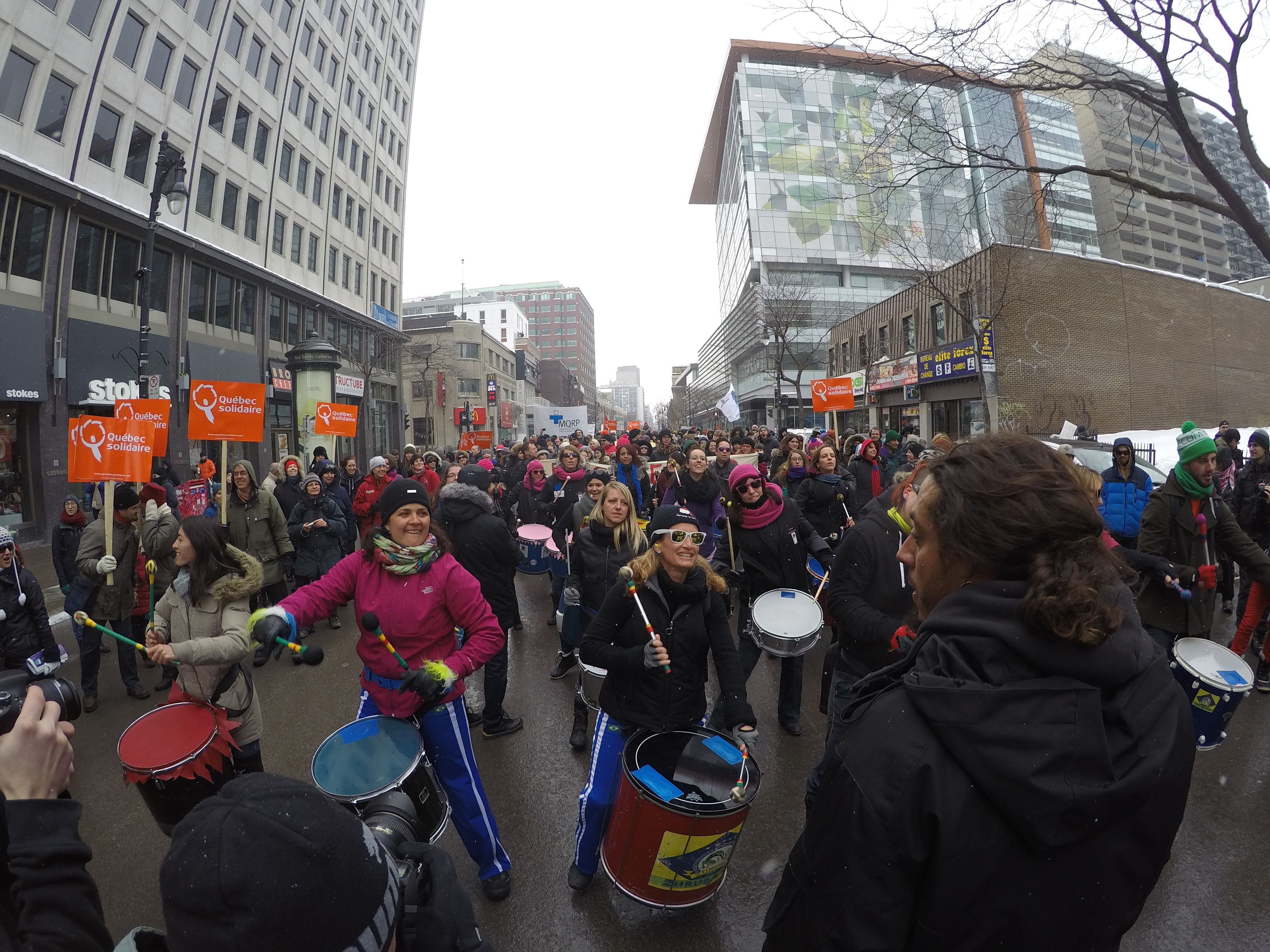
Marcia mondiale delle donne a Montréal nel 2015.

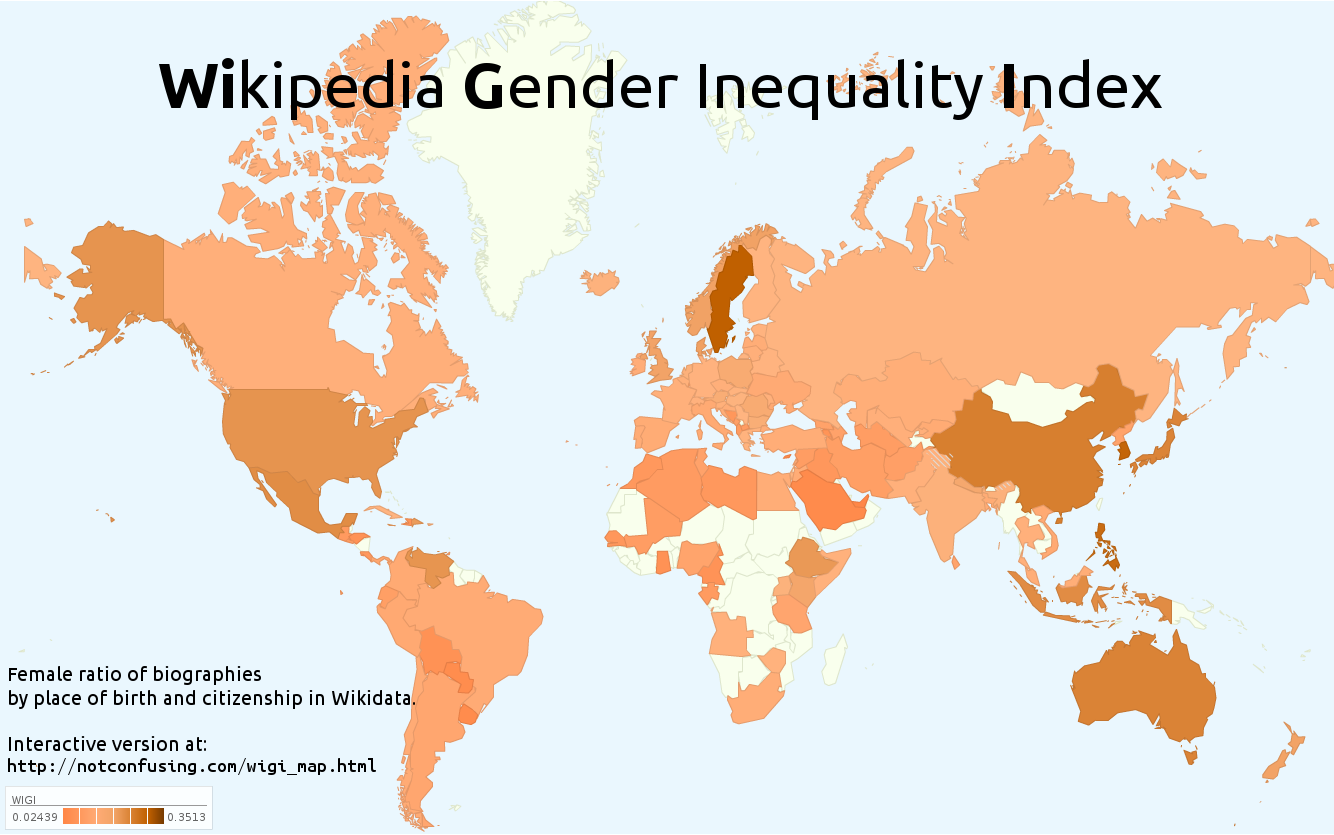
Disuguaglianza di genere su Wikipedia, 2015.

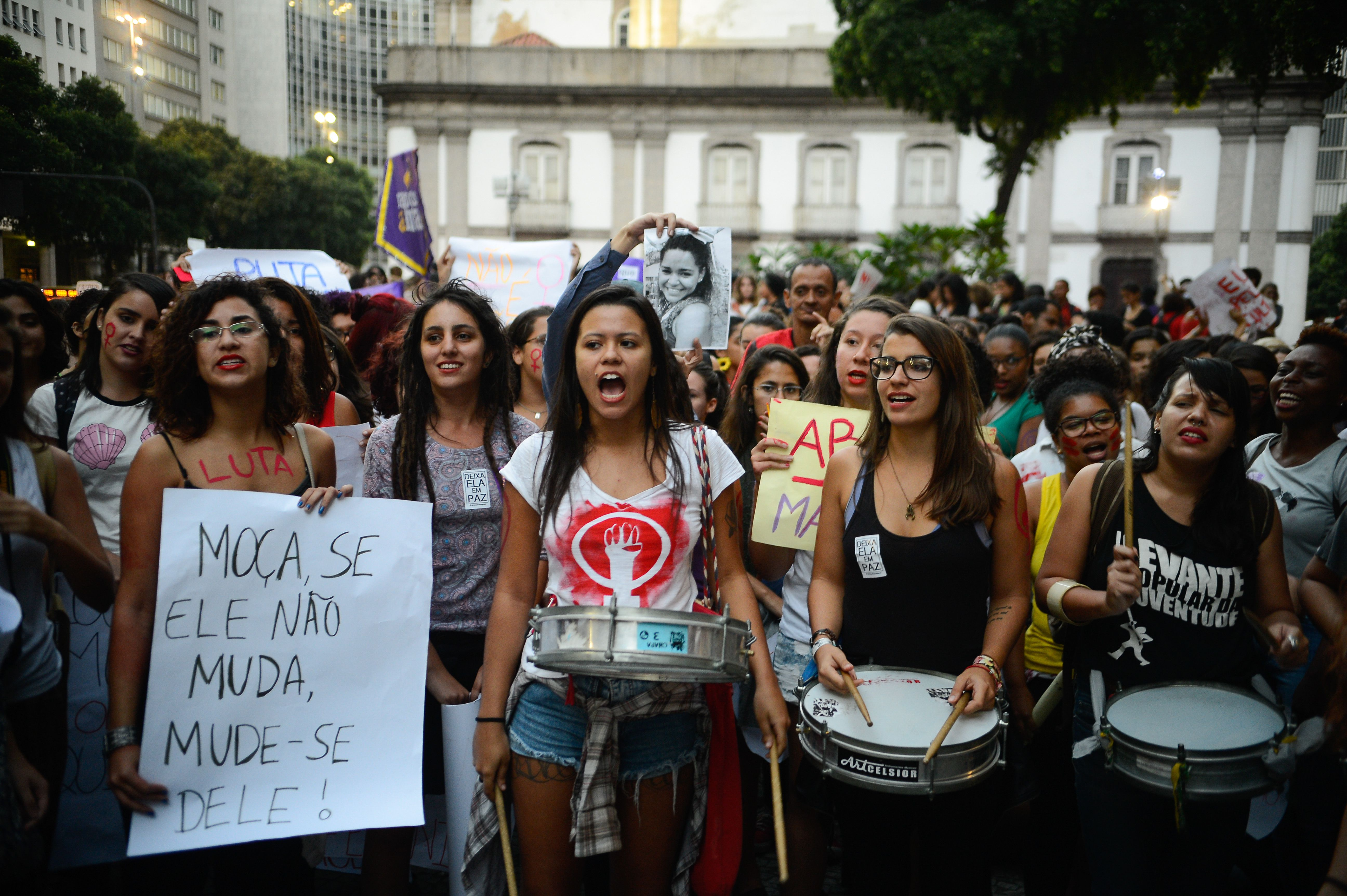
Manifestazione contro la "cultura dello stupro" a Rio de Janeiro nel 2016.

Global Gender Gap Report 2017.

Gender Inequality Index 2019.

### Testi generali
- (FR) Pascale Barthélémy, La fin des empires, in Geneviève Dermenjian, Irène Jami e Annie Rouquier, et al. (a cura di), La place des femmes dans l'histoire : une histoire mixte, Paris, Éditions Belin, 2011, ISBN 978-2-7011-5391-9.
- Cott, Nancy F. The Bonds of Womanhood. New Haven: Yale University Press, 1977.
- Cott, Nancy F. The Grounding of Modern Feminism. New Haven: Yale University Press, 1987.
- Georges Duby e Michelle Perrot. History of Women in the West. 5 vols. Harvard, 1992-4
  - I. From Ancient Goddesses to Christian Saints
  - II. Silences of the Middle Ages
  - III. Renaissance and the Enlightenment Paradoxes
  - IV. Emerging Feminism from Revolution to World War
  - V. Toward a Cultural Identity in the Twentieth Century
- Ezell, Margaret J. M. Writing Women's Literary History. Johns Hopkins University, 2006. 216 pp. ISBN 0-8018-5508-X
- Foot, Paul. The Vote: How it was won and how it was lost. London: Viking, 2005
- (EN) Freedman, Estelle, No Turning Back: The History of Feminism and the Future of Women, Londra, Ballantine Books, 2002, ISBN 0-345-45053-1.
- Fulford, Roger. Votes for Women. London: Faber and Faber, 1957
- Jacob, Margaret C. The Enlightenment: A Brief History With Documents, Bedford/St. Martin's, 2001, ISBN 0-312-17997-9
- Kramarae, Cheris and Paula Treichler. A Feminist Dictionary. University of Illinois, 1997. ISBN 0-252-06643-X
- Lerner, Gerda. The Creation of Feminist Consciousness From the Middle Ages to Eighteen-seventy. Oxford University Press, 1993
- McQuiston, Liz. Suffragettes and She-devils: Women's liberation and beyond. London: Phaidon, 1997
- (EN) Chandra Talpade Mohanty e Ann Russo, Third World Women and the Politics of Feminism, Indiana University Press, 1991, ISBN 9780253206329.
- Mill, John Stuart. The Subjection of Women. Okin, Susan M (a cura di). Newhaven, CT: Yale, 1985
- Prince, Althea and Susan Silva-Wayne (a cura di). Feminisms and Womanisms: A Women's Studies Reader. Women's Press, 2004. ISBN 0-88961-411-3
- Radical Women. The Radical Women Manifesto: Socialist Feminist Theory, Program and Organizational Structure. Red Letter Press, 2001. ISBN 0-932323-11-1
- Rossi, Alice S. The Feminist Papers: from Adams to Beauvoir. Boston: Northeastern University, 1973. ISBN 1-55553-028-1
- Rowbotham, Sheilah. A Century of Women. Viking, London 1997
- Schneir, Miriam. Feminism: The Essential Historical Writings. Vintage, 1994. ISBN 0-679-75381-8
- Scott, Joan Wallach. Feminism and History (Oxford Readings in Feminism), Oxford University Press, 1996, ISBN 0-19-875169-9
- Smith, Bonnie G. Global Feminisms: A Survey of Issues and Controversies (Rewriting Histories), Routledge, 2000, ISBN 0-415-18490-8
- Spender, Dale (a cura di). Feminist Theorists: Three centuries of key women thinkers, Pantheon, 1983, ISBN 0-394-53438-7
- (EN) Aili Mari Tripp, The evolution of Transnational Feminisms, in Myra Marx Ferree e Aili Mari Tripp (a cura di), Global Feminism : Transnational Women's Activism, Organizing, and Human Rights, New York, New York University Press, 2006, ISBN 978-0-8147-2735-5.

#### Articoli e pubblicazioni
- (EN) Allen, Ann Taylor, Feminism, Social Science, and the Meanings of Modernity: The Debate on the Origin of the Family in Europe and the United States, 1860–1914, in The American Historical Review, vol. 104, n. 4, 1º ottobre 1999,  pp. 1085-1113, DOI:10.1086/ahr/104.4.1085, PMID 19291893. URL consultato il 1º maggio 2013.
- Cott, Nancy F. "Feminist Politics in the 1920s: The National Woman's Party". Journal of American History 71 (June 1984): 43–68.
- Cott, Nancy F. "What's In a Name? The Limits of ‘Social Feminism’; or, Expanding the Vocabulary of Women's History". Journal of American History 76 (December 1989): 809–829.
- Philip Hicks, Women Worthies and Feminist Argument in Eighteenth-Century Britain, in Women's History Review, vol. 24, n. 2, 13 agosto 2014,  pp. 174-190, DOI:10.1080/09612025.2014.945795.
- Offen, Karen. "Defining Feminism: A Comparative Historical Approach". Signs 1988 Autumn 14(1):119-57

### Testi internazionali
- Parpart, Jane L., Conelly, M. Patricia, Barriteau, V. Eudine (eds.), Theoretical Perspectives on Gender and Development. Ottawa: IDRC, 2000. ISBN 0-88936-910-0
- Smith Bonnie G., Robinson Nova (eds.), The Routledge Global History of Feminism. New York, Routledge, 2022, ISBN 978-1-138-99911-4

#### Europa
- Anderson, Bonnie S. and Judith P. Zinsser. A History of Their Own: Women in Europe from Prehistory to the Present, Oxford University Press, 1999 (revised edition), ISBN 0-19-512839-7
- Offen, Karen M. European Feminisms, 1700–1950: A Political History. Stanford: Stanford University Press. 2000
- Perincioli, Cristina. Berlin wird feministisch. Das Beste, was von der 68er-Bewegung blieb. Querverlag, Berlin 2015, ISBN 978-3-89656-232-6, free access to complete English translation: http://feministberlin1968ff.de/

#### Gran Bretagna
- Caine, Barbrara. Victorian Feminists. Oxford, 1992
- Chandrasekhar, S. "A Dirty, Filfthy Book": The Writing of Charles Knowlton and Annie Besant on Reproductive Physiology and British Control and an Account of the Bradlaugh-Besant Trial. University of California Berkeley, 1981
- Craik, Elizabeth M. (ed.). "Women and Marriage in Victorian England", in Marriage and Property. Aberdeen University, 1984
- Forster, Margaret. Significant Sisters: The grassroots of active feminism 1839-1939. Penguin, 1986
- Fraser, Antonia. The Weaker Vessel. NY: Vintage, 1985. ISBN 0-394-73251-0
- Manvell, Roger. The Trial of Annie Besant and Charles Bradlaugh. London: Elek, 1976
- Emmeline Pankhurst. My Own Story. London: Virago, 1979
- Sylvia Pankhurst. The Suffragette Movement. London: Virago, 1977
- Phillips, Melanie. The Ascent of Woman – A History of the Suffragette Movement and the ideas behind it, London: Time Warner Book Group, 2003, ISBN 0-349-11660-1
- Pugh, Martin. Women and the Women's Movement in Britain, 1914 -1999, Basingstoke [etc.]: St. Martin's Press, 2000
- Walters, Margaret. Feminism: A very short introduction. Oxford, 2005 ISBN 0-19-280510-X

#### Italia
- Lucia Chiavola Birnbaum, Liberazione della Donna. Feminism in Italy, Wesleyan University Press, 1986

#### India
- Maitrayee Chaudhuri (ed.), Feminism in India, London [etc.]: Zed Books, 2005

#### Iran
- Edward G. Browne, The Persian Revolution of 1905-1909. Mage Publishers (July 1995). ISBN 0-934211-45-0
- Farideh Farhi, "Religious Intellectuals, the "Woman Question," and the Struggle for the Creation of a Democratic Public Sphere in Iran", International Journal of Politics, Culture and Society, Vol. 15, No.2, Winter 2001.
- Ziba Mir-Hosseini, "Religious Modernists and the 'Woman Question': Challenges and Complicities", Twenty Years of Islamic Revolution: Political and Social Transition in Iran since 1979, Syracuse University Press, 2002, pp 74–95.
- Shirin Ebadi, Iran Awakening: A Memoir of Revolution and Hope, Random House (May 2, 2006), ISBN 1-4000-6470-8

#### Giappone
- Vera MacKie, Feminism in Modern Japan: Citizenship, Embodiment and Sexuality, Paperback edition, Cambridge University Press, 2003, ISBN 0-521-52719-8

#### America Latina
- Nancy Sternbach, "Feminism in Latin America: from Bogotá to San Bernardo", in: Signs, Winter 1992, pp. 393–434

#### USA
- Brownmiller, Susan. In Our Time: Memoir of a Revolution, Dial Books, 1999
- Cott, Nancy and Elizabeth Pleck (eds), A Heritage of Her Own; Toward a New Social History of American Women, New York: Simon and Schuster, 1979
- Echols, Alice. Daring to Be Bad: Radical Feminism in America, 1967-1975, University of Minnesota Press, 1990
- Flexner, Eleanor. Century of Struggle: The Woman's Rights Movement in the United States, Paperback Edition, Belknap Press 1996
- Fox-Genovese, Elizabeth., "Feminism Is Not the Story of My Life": How Today's Feminist Elite Has Lost Touch With the Real Concerns of Women, Doubleday, 1996
- Keetley, Dawn (ed.) Public Women, Public Words: A Documentary History of American Feminism. 3 vols.:
  - Vol. 1: Beginnings to 1900, Madison, Wisconsin: Madison House, 1997
  - Vol. 2: 1900 to 1960, Lanham, Md. [etc.]: Rowman & Littlefield, 2002
  - Vol. 3: 1960 to the present, Lanham, Md. [etc.]: Rowman & Littlefield, 2002
- Messer-Davidow, Ellen: Disciplining feminism: from social activism to academic discourse, Duke University Press, 2002
- O'Neill, William L. Everyone Was Brave: A history of feminism in America. Chicago 1971
- Roth, Benita. Separate Roads to Feminism: Black, Chicana, and White Feminist Movements in America's Second Wave, Cambridge University Press, 2004
- Stansell, Christine. The Feminist Promise: 1792 to the Present (2010). ISBN 978-0-679-64314-2, 528 pp.

#### Sessualità
- Michel Foucault. Storia della sessualità 1978
- Soble, Alan (a cura di) The Philosophy of Sex: Contemporary readings. Lanham, MD: & Littlefield, 2002. ISBN 0-7425-1346-7